# 早稲田大学の人物一覧
早稲田大学の人物一覧（わせだだいがくのじんぶついちらん）は、早稲田大学に関係する人物の一覧記事。（※数多くの卒業生・関係者が存在するためウィキペディア日本語版内に既に記事が存在する人物のみを記載する（創立者・役員・名誉教授・公職者等は除く））

## 歴代の校長・学長・総長
括弧内は就任した年
東京専門学校の校長
| 代    | 氏名     | 在任期間        | 備考 |
| ----- | -------- | --------------- | ---- |
| 初代  | 大隈英麿 | 1882年 - 1886年 |      |
| 第2代 | 前島密   | 1886年 - 1890年 |      |
| 第3代 | 鳩山和夫 | 1890年 - 1907年 |      |

早稲田大学学長
| 代    | 氏名     | 在任期間        | 備考 |
| ----- | -------- | --------------- | ---- |
| 初代  | 高田早苗 | 1907年 - 1915年 |      |
| 第2代 | 天野為之 | 1915年 - 1917年 |      |
| 第3代 | 平沼淑郎 | 1918年 - 1921年 |      |
| 第4代 | 塩沢昌貞 | 1921年 - 1923年 |      |

早稲田大学総長
| 代     | 氏名         | 在任期間        | 在籍学部     | 備考           |
| ------ | ------------ | --------------- | ------------ | -------------- |
| 初代   | 大隈重信     | 1907年 - 1922年 | -            | 名誉職、創設者 |
| -      | 大隈信常     | 1923年 - 1947年 | -            | 名誉総長       |
| 第2代  | 塩沢昌貞     | 1923年          | -            |                |
| 第3代  | 高田早苗     | 1923年 - 1931年 | 政治経済学部 |                |
| 第4代  | 田中穂積     | 1931年 - 1944年 | 商学部       |                |
| 第5代  | 中野登美雄   | 1944年 - 1946年 | 政治経済学部 |                |
| 第6代  | 島田孝一     | 1946年 - 1954年 | 商学部       |                |
| 第7代  | 大濱信泉     | 1954年 - 1966年 | 法学部       |                |
| 第8代  | 阿部賢一     | 1966年 - 1968年 | 政治経済学部 |                |
| 第9代  | 時子山常三郎 | 1968年 - 1970年 | 政治経済学部 |                |
| 第10代 | 村井資長     | 1970年 - 1978年 | 理工学部     |                |
| 第11代 | 清水司       | 1978年 - 1982年 | 理工学部     |                |
| 第12代 | 西原春夫     | 1982年 - 1990年 | 法学部       |                |
| 第13代 | 小山宙丸     | 1990年 - 1994年 | 文学部       |                |
| 第14代 | 奥島孝康     | 1994年 - 2002年 | 法学部       |                |
| 第15代 | 白井克彦     | 2002年 - 2010年 | 理工学部     |                |
| 第16代 | 鎌田薫       | 2010年 - 2018年 | 法学部       |                |
| 第17代 | 田中愛治     | 2018年 -        | 政治経済学部 |                |

その他の大学運営関係者
- 小野梓 - 議員（理事に相当）の一人、創設期の実質的な校長
- 渋沢栄一 - 元基金管理委員長[1]

## 著名教員

### 主な元教員
- 安在邦夫 - 日本近現代史（特に自由民権運動史）、第二文学部長
- 安部磯雄 - 政治学、早稲田大学野球部創設者
- 井上宇市 - 建築設備学、現代建築設備設計の先駆者
- 今和次郎 - 建築学、民俗学、考現学
- 浮田和民 - 英国史、経済学史、西洋歴史、仏国史、ドイツ史、政治学史、政治学、政治哲学、近代史、名著研究、中世近世的基督教など
- 大塚勝夫 - 経済発展論、開発経済学、日本経済論
- 大槻義彦 - 名誉教授
- 大西祝 - 哲学史、美学、論理学、心理学、京都帝国大学文科大学創設者
- 大山郁夫 - 政治学
- 岸本能武太 - 比較宗教学、英語学、印度哲学など
- 清宮理 - 土木工学・名誉教授
- 日下部義太郎 - 工学・ボーリング
- 久米邦武 - 日本古文書学、古代史
- 栗原行雄 - 英文学
- 煙山専太郎 - 日本のロシア史研究の「草分け」
- 小泉八雲 - 英文学
- 佐藤功一 - 建築学
- 進藤榮一 - アメリカ外交・国際政治経済学・アジア地域統合
- 田中王堂 - 哲学
- 谷口誠 - 外交官、経済学者。専門は南北問題・国際経済。国連貿易開発会議議長、日本人として2人目のユニセフ議長、国連大使、日本人初OECD事務次長
- 坪内逍遥 - 文学、シェイクスピア研究など
- 富木謙治 - 武道論
- 内藤多仲 - 建築学・名誉教授
- 中島泰蔵 - 心理学
- 中西秀男 - 英文学・名誉教授
- 中西睦 - 交通経済学
- 中村明 - 国語学・名誉教授
- 中村佐一 - 元政治経済学部長
- 西川潤 - 経済発展論・平和研究
- 服部嘉香 - 文学
- 平田冨太郎 - 社会学・名誉教授・日本社会事業大学学長・中央労働委員会会長
- 藤原保信 - 政治思想、多くの弟子（現在早稲田大学や東京大学で教鞭を執る）を育てた
- 山内義雄 - 仏文学
- 山川宏 - 元 理工学術院 学術院長（ロボット工学）
- 山口剛 - 国文学・中国文学
- 山路平四郎 - 国文学者、名誉教授、父は山路愛山
- 吉村作治 - エジプト考古学
- 李祖原 - 台湾の建築家・画家、建築学科特任教授

### 学術院別の著名教員

#### 政治経済学術院
政治経済学部、政治学研究科、経済学研究科、公共経営研究科
- 縣公一郎（行政学）
- 浅野豊美（日本政治史・国際関係史）「大平正芳記念賞」「吉田茂賞」受賞
- 飯島昇藏（政治思想）
- 石井安憲（国際経済学）
- 石田光義（比較政治）
- 伊東孝之（東欧地域研究）
- 稲継裕昭（行政学）
- 内田満（政治学）
- 鵜月洋（近世日本文学）
- 大浜啓吉（行政法）
- 片岡寛光（行政学）
- 川岸令和（憲法学） 政治経済学部長、法科大学院教授を兼任
- 北川正恭（地方自治）元三重県知事、「せんたく」発起人代表
- 久米郁男（政治経済学）
- 河野勝（比較政治制度論）
- 齋藤純一（政治思想）
- 佐藤正志（西洋政治思想史）
- 白木三秀（国際人的資源管理論）
- 須賀晃一（厚生経済学）
- 鈴村興太郎（厚生経済学） 「日本学士院賞」受賞
- 田中孝彦（国際政治史） 「大平正芳記念賞」受賞
- 田中愛治（投票行動論・実証政治分析）
- 谷川建司（メディア論）「京都映画文化賞」受賞
- 土屋礼子（メディア史）
- 長谷川晃一（英語）
- 深川由起子（国際経済） 「大平正芳記念賞」受賞
- 船木由喜彦（ゲーム理論、数理経済学、実験経済学）
- 堀口健治（農業経済学）
- 眞柄秀子（比較政治学）
- 宗像和重 （近代日本文学史）
- 毛里和子（現代中国の政治・外交） 「大平正芳記念賞」受賞
- 藪下史郎（理論経済学・金融論）
- 山本武利（メディア史）
- 山本武彦（国際政治）
- 吉野孝（アメリカ政治）
- 寄本勝美（地方自治・環境政策）
- 若田部昌澄（経済学史）日本銀行副総裁
- 若林正丈（現代台湾政治論）
- 渡会勝義（経済学史）

#### 法学学術院・法務研究科
法学部、法学研究科、および法科大学院
- 浅倉むつ子（労働法、ジェンダー法）、東京都立大学名誉教授、民主主義科学者協会法律部会副理事長
- 石川正興 (刑事政策)
- 石田剛（民法）
- 伊藤眞（民事訴訟法）、東京大学名誉教授
- 上村達男（商法）、法学学術院長・法学部長
- 牛山積（民法）
- 浦川道太郎（民法）
- 江頭憲治郎（商法）、東京大学名誉教授
- 小口彦太（中国法）、江戸川大学学長
- 大塚直（民法）
- 近江幸治（民法）
- 奥島孝康（商法）元総長（14代目）
- 加藤哲夫（民事訴訟法）
- 金澤理康（日本法制史）
- 鎌田薫（民法）前総長（16代目）
- 齊藤金作（刑法）
- 笹倉秀夫（法哲学）
- 佐藤英善（行政法）
- 佐藤歳二
- 島田征夫（国際法）
- 須々木主一 （刑事政策）
- 曽根威彦（刑法）
- 高橋則夫（刑法）
- 高林龍（知的財産法）
- 田口守一（刑事訴訟法）
- 塚原朋一（民事訴訟法、知的財産法）、前知財高裁所長
- 道垣内正人（国際法）、東京大学名誉教授
- 栂善夫（民事訴訟法）
- 戸波江二（憲法）
- 中島徹（憲法）
- 中村眞澄（商法）
- 野村稔（刑法）
- 箱井崇史（商法）
- 長谷部恭男（憲法学・公法学）、ニューヨーク大学客員教授、東京大学名誉教授、日本公法学会理事長、国際憲法学会（IACL）副会長
- 樋口陽一（憲法学・比較憲法学）、東京大学名誉教授、東北大学名誉教授、上智大学教授、日本学士院会員、日仏会館名誉理事長
- 水島朝穂（憲法）
- 水林彪（日本法制史）、東京都立大学名誉教授
- 山野目章夫（民法）
- 吉田克己（民法）、北海道大学大学院法学研究科長（法学部長）、北海道大学名誉教授
- 渡部美由紀（民事訴訟法）

#### 文学学術院
第一文学部、第二文学部、文化構想学部、文学部、文学研究科
- 青山南（アメリカ文学、翻訳論）
- 東浩紀（哲学、情報社会論、表象文化論）
- 安在邦夫（日本近現代史）
- 安藤文人（英文学者）
- 井桁貞義（異文化コミュニケーション論、ロシア近代文学）
- 市川真人（現代文学、メディア論）
- 岩田孝（インド学、チベット学）
- 内山美樹子（浄瑠璃研究）
- 大久保孝治（ライフストーリー研究）
- 大久保良峻（日本仏教史、仏教学）
- 大橋一章（彫刻史、日本古代美術史）
- 岡崎由美（中国大衆文学）
- 大日方純夫（日本近代史）
- 大藪泰（発達心理学）
- 岡部耕典（社会福祉学）
- 貝澤哉（ロシア文学）
- 柿沼陽平（中国古代史）
- 紙屋敦之（日本近世史）
- 川瀬武夫（フランス文学）
- 紀淑雄（美術史）
- 草野慶子（ロシア文学）
- 草原真知子（先端映像テクノロジーと表現、メディア論、映像文化史）
- 桑野隆（ロシア文学）
- 小沼純一（音楽文化論、文学・芸術批評）
- 小林正美（中国思想、宗教史）
- 酒井智宏（言語学、言語哲学）
- 佐藤次高（アラブ・イスラーム史）
- 澤柳政太郎（心理学）東北帝国大学初代総長、九州帝国大学創設者
- 繁野天来（英文学史）
- 甚野尚志（ヨーロッパ中世史）
- 高橋敏夫（日本文学、ホラー小説論、沖縄小説論）
- 丹尾安典（美術史）
- 土田健次郎（中国思想、日本思想）
- 鶴見太郎（近現代史）
- 都甲幸治（現代アメリカ文学・文化）
- 新渡戸稲造（教育思想）
- 長谷正人（メディア社会学、映像文化論）
- 深谷克己（日本近世史）
- 堀江敏幸（フランス文学、小説論）
- 藤本一勇（フランス現代思想、表象・メディア論）
- 増山均（社会福祉学、社会教育学、児童文化論）
- 三浦修（英文学者）
- 宮沢章夫（演劇、文学）
- 村重寧（美術史）
- 森由利亜（道教思想史、中国民間信仰）
- 盛田隆二（創作、小説）
- 森元孝（理論社会学、社会学史）
- 山西優二（国際教育、開発教育、共生社会論）
- 山部能宜（インド哲学、仏教、仏教美術）
- 楊達（中国語学） NHK教育テレビ『中国語会話』元講師
- 芳川泰久（文芸批評、フランス近現代小説）
- 吉原浩人（日中比較思想、文学）
- 渡部直己（文芸批評）

#### 教育・総合科学学術院
教育学部、教育学研究科、教職研究科
- 家島彦一（イスラーム商業史） 東京外国語大学名誉教授
- 石濱裕美子（チベット仏教）
- 石原千秋（近代日本文学）
- 伊藤守（社会学、メディア論）
- 大西宏一郎（経済学・知的財産学）
- 桑野隆（ロシア文学、表象文化論）
- 後藤雄介（ラテンアメリカ思想文化史）
- 高橋順一（ドイツ思想史）
- 堤貞夫（鉱物学）
- 野谷文昭（ラテンアメリカ文学）
- 花田達朗（メディア論）元東京大学大学院情報学環長
- 原克（ドイツ文学、表象文化論）
- 早川三代治（経済学、小説家）
- 村上公一（中国文学、早稲田実業学校長、元大隈記念早稲田佐賀学園理事長）
- 毛利宮彦（図書館学）
- 湯沢幸吉郎（国語学、第46回学士院賞受賞）
- 若林幹夫（社会学）
- 渡辺諒（フランス現代思想・文学）

#### 商学学術院
商学部、商学研究科、ファイナンス研究科、会計研究科、経営管理研究科（ビジネススクール）
- 相葉宏二（経営戦略）
- 池尾愛子（経済学史）
- 入山章栄（経営戦略、グローバル経営）
- 内田和成（競争戦略論、リーダーシップ論）
- 遠藤功 （経営戦略） ローランド・ベルガー日本法人会長
- 大塚宗春（管理会計論）元会計検査院長
- 大村敬一（証券市場論）
- 奥山章雄（会計倫理、監査問題研究）前日本公認会計士協会会長、前みすず監査法人理事長
- 恩藏直人（マーケティング）
- 加古宜士（財務会計論）
- 亀井昭宏（広告論）
- 川本裕子（金融機関論） 金融庁金融審議会委員
- 菅野寛（経営戦略、総合経営）ボストン・コンサルティング・グループ (BCG) パートナー&マネージング・ディレクター、一橋大学大学院国際企業戦略研究科長、一橋大学大学院国際企業戦略研究科教授
- 岸田雅雄（法と経済学）神戸大学名誉教授
- 北村俊昭　元経済産業審議官、国際石油開発帝石代表取締役会長、石油鉱業連盟会長
- 西條剛央（構造構成主義）
- 清水孝（管理会計論）
- 杉田浩章（総合経営、トランスフォーメーション戦略、新規事業）ボストン・コンサルティング・グループ（BCG）日本代表、国際連合世界食糧計画WFP協会理事
- 杉山雅洋（交通論、交通経済学）
- 須田一幸（財務会計）
- 佐々木宏夫（ミクロ経済学、ゲーム理論）
- 谷内満（国際金融、マクロ経済学）
- 谷本寛治（CSR）
- 土田武史（社会保障論、企業福祉論）
- 寺本義也（経営戦略論、経営組織論）
- 中出哲（保険法）
- 中島正信（国際経済論）
- 西村吉正（金融論、経済政策論）
- 根来龍之（競争戦略、経営情報学、ネットビジネス）
- 野口悠紀雄（ファイナンス理論、日本経済論）一橋大学名誉教授
- 長谷川惠一（管理会計論）
- 長谷川安兵衛（会計学）
- 広田真一（金融論、ファイナンス）
- 廣瀬義州（財務会計論）
- 藤本隆宏（進化経済学）
- 法木秀雄（経営戦略）元クライスラージャパン社長
- 宮島英昭（現代日本経済研究、日本経済史）
- 八巻和彦（哲学、論理学）
- 山口勝業（行動ファイナンス）
- 山田英夫（経営戦略論、デファクト・スタンダード）
- 吉川智教（イノベーション・マネージメント）
- 渡辺裕泰（租税法） 元国税庁長官
- 川口有一郎（不動産金融工学）

#### 理工学術院
理工学術院、理工学部、理工学研究科、基幹理工学部、基幹理工学研究科、創造理工学部、創造理工学研究科、先進理工学部、先進理工学研究科、国際情報通信研究科、情報生産システム研究科、環境・エネルギー研究科
- 浅野茂隆（遺伝子治療）
- 石原浩二（無機化学・錯体化学）
- 石山修武（建築学）
- 遠藤章（応用微生物学）
- 笠原博徳（情報理工学）世界コンピュータ学会2018年会長・早稲田大学副総長（2018年-2022年）
- 菅野由弘（作曲・表現工学）
- 後藤春彦（都市計画・都市デザイン・景観設計）
- 佐藤靖彦（設計工学、複合構造）北海道大学大学院工学研究院客員教授
- 菅野重樹（知能機械学・機械システム）
- 高西淳夫（ロボット工学）
- 富山小太郎（理論物理学）
- 永田靖（統計学）
- 竜田邦明（有機化学）
- 浜田道昭（バイオインフォマティクス）
- 林洋次（機械設計・トライボロジー）
- 藤江正克（医療福祉支援ロボット）
- 松山泰男（情報理工学）
- 柳谷晃（数学）
- 山口勉功（金属工学）東京大学生産技術研究所サステイナブル材料国際研究センター客員教授
- 和多田淳三（経営工学・情報生産システム）

#### 社会科学総合学術院
社会科学部、社会科学研究科
- 赤尾健一（環境経済学・経済理論）
- 有馬哲夫（メディア研究・アメリカ研究）、オックスフォード大学客員教授
- 池田雅之（比較文学・比較文化論・翻訳家）
- 大畑末吉（アンデルセン翻訳家）
- 大畠英樹（国際政治学）
- 岡沢憲芙（比較政治学・北欧研究） 元NHK教育テレビ「高校講座『地理』」講師
- 掛下栄一郎（哲学）
- 木村時夫（政治史学）75-83年社会科学研究所長、名誉教授
- 笹原宏之（日本語学・漢字文化） 「金田一京助博士記念賞」受賞
- 佐藤紘光（会計学・管理会計） 「日本管理会計学会 学会賞」受賞
- 島善高（法制史・日本近代史）
- 坪郷實（比較政治学・環境政策・ドイツ緑の党研究）
- トラン・ヴァン・トゥ （国際経済学、開発経済学、アジア経済論） 「アジア・太平洋賞」受賞
- 戸田学（経済理論・ゲーム理論）
- 内藤明（国文学・万葉学者） 「芸術選奨 文部科学大臣新人賞」受賞
- 西原博史（憲法学・比較憲法学・教育法）
- 福永有夏（国際私法）
- 野口智雄（マーケティング論・経営学） 「日本商業学会」学会賞 受賞
- 畑惠子（歴史学・政治学・ラテンアメリカ地域研究） 元NHK教育テレビ「高校講座『世界史』」講師
- 林正寿（財政学）
- 吉田敬（哲学）
- 劉傑（近代日中外交史・日中関係論・現代中国論） 「大平正芳記念賞」受賞

#### 人間科学学術院
人間科学部、人間科学研究科
- 池岡義孝（家族社会学・ライフコース論）
- 岩崎香（社会福祉学）
- 尾澤重知（教育工学・知識工学）
- 金子孝夫（コミュニケーション学）
- 菅野純（臨床心理学・学校カウンセリング）
- 蔵持不三也（文化人類学）
- 鳥越皓之（環境社会学・環境民俗学）
- 松居辰則（データ解析・知識情報科学）
- 森岡正博（哲学・生命倫理学）
- 根ケ山光一（発達行動学・発達心理学）

#### スポーツ科学学術院
スポーツ科学部、スポーツ科学研究科
- 赤間高雄（スポーツ医学、スポーツ免疫学、アンチ・ドーピング）アテネ、北京、ロンドンのオリンピックで日本代表選手団本部ドクター、（公財）日本アンチ・ドーピング機構 副会長、医学博士
- 彼末一之（スポーツ神経科学）
- 作野誠一（スポーツ組織論）
- 志々田文明（武道学）
- 原田宗彦（スポーツマーケティング、スポーツ産業論）
- 平田竹男（スポーツ産業学、トップスポーツビジネス論）
- 広瀬統一（アスレティックトレーニング）
- 間野義之（スポーツ政策論）スポーツ庁スポーツ未来開拓会議委員座長
- 武藤泰明（スポーツマネジメント）独立行政法人鉄道建設・運輸施設整備支援機構特別顧問、日本プロサッカーリーグ (法人)理事
- リー・トンプソン (社会学)
- 西多昌規（スポーツ神経精神医科学、睡眠医学）精神科医、医学博士

#### 国際学術院
国際教養学部、アジア太平洋研究科
- 天児慧（中国政治、現代中国論） 朝日新聞書評委員、教科書検定委員、アジア・太平洋賞受賞
- 池田清彦（生物学）
- 内田勝一（民法）
- 浦田秀次郎（国際経済学、開発経済学） 日本経済研究センター主任研究員、世界銀行コンサルタント。
- 加藤典洋（近代現代日本文学）
- 重村智計（北朝鮮研究）
- 竹田青嗣（哲学）
- 林華生（アジア経済論）
- 植木千可子（国際政治学）
- 大門毅（開発経済学、平和構築論）元世界銀行エコノミスト

#### グローバルエデュケーションセンター
- 大内礼子（リーダーシップ論）
- 日向野幹也（リーダーシップ開発論）

## OB・OG

### 政治
早大には「早稲田大学雄弁会」というサークルが存在する。国会議員や地方議員には同サークルの出身者が多い。

#### 内閣総理大臣経験者
- 石橋湛山（第55代内閣総理大臣）
- 田中角栄[2]（第64・65代内閣総理大臣）通信科校外生
- 竹下登（第74代内閣総理大臣）
- 海部俊樹[3]（第76・77代内閣総理大臣）
- 小渕恵三（第84代内閣総理大臣）
- 森喜朗（第85・86代内閣総理大臣）
- 福田康夫（第91代内閣総理大臣）
- 野田佳彦（第95代内閣総理大臣）
- 岸田文雄（第100・101代内閣総理大臣）

#### 主に戦前に活躍した政治家、元国会議員
あ行
- 阿子島俊治 - 日本進歩党衆議院議員
- 粟山博 - 衆議院議員、海軍参与官
- 安在鴻 - 朝鮮独立運動家
- 伊江朝助 - 貴族院議員、沖縄新報社長、伊江家14代当主
- 石原善三郎 - 衆議院議員、奈良市長、尾道市長
- 市川正一 - 日本共産党中央常任委員、コミンテルン執行委員
- 井上要 - 弁護士、衆議院議員、実業家、松山商工会議所会頭、松山高等商業学校（現・松山大学）創立者
- 殷汝耕 - 中華民国の政治家
- 王敏川 - 台湾の政治活動家
- 大内暢三 - 衆議院議員、東亜同文書院院長・同大学学長 / 大内順子は孫
- 大村直 - 衆議院議員、中郷村長
- 沖禎介 - 明治時代の政治活動家
- 長内健栄 - 衆議院議員、大光寺村長

か行
- 風見章 - 内閣書記官長、司法大臣
- 柏原文太郎 - 衆議院議員
- 簡牛凡夫 - 衆議院議員、大蔵政務次官
- 北山一郎 - 衆議院議員、青森市長、実業家
- 木原七郎 - 芸備日日新聞社長、広島市長
- 金邦平 - 清末民初の政治家・実業家
- 釘本衛雄 - 立憲民政党衆議院議員、福島市長、福島新聞社長
- 久須美東馬 - 実業家、衆議院議員
- 久保三郎 - 千葉市長
- 栗山賚四郎 - 衆議院議員、博文館百科事典主筆
- 黒谷了太郎 - 官吏、都市計画家、第3代山形県鶴岡市長
- 江天鐸 - 中華民国の政治家・弁護士
- 江庸 - 清末、中華民国、中華人民共和国の政治家・法学者
- 胡瑛 - 清末民初の政治家・軍人・革命家
- 高権三 - 大韓民国建国初期の政治歴史学者・ソウル大学教授・東国大学教授
- 谷鍾秀 - 清末民初の政治家
- 木檜三四郎 - 立憲民政党衆議院議員
- 小山松寿 - 第33代衆議院議長

さ行
- 斎藤隆夫 - 自由党総務会長、国務大臣
- 蔡培 - 中華民国の政治家、外交官
- 桜内幸雄 - 商工大臣、大蔵大臣、立憲民政党幹事長
- 佐藤正 - 衆議院議員、日本特殊繊維社長、南洋特殊繊維社長、ボルネオ殖産社長
- 沢本与一 - 衆議院議員、新潟新聞主筆
- 清水留三郎 - 衆議院議員、外務政務次官
- 清水長郷 - 衆議院議員、読売新聞経済部長、東京朝日新聞経済部長
- 周鍾嶽 - 清末、中華民国、中華人民共和国の政治家、学者
- 助川啓四郎 - 衆議院議員、船引町長
- 鈴木寅彦 - 立憲民政党衆議院議員、日本曹達社長
- 宋教仁 - 中国革命運動家、政治家
- 曹汝霖 - 清末民初の政治家
- 蘇錫文 - 中華民国の政治家、実業家

た行
- 田川大吉郎 - 衆議院議員、明治学院第3代総理、東京市助役
- 田口文次 - 衆議院議員、山口村長
- 竹下文隆 - 衆議院議員、沖縄日日新聞創始者
- 多田満長 - 衆議院議員、大日本通信社長
- 田部長右衛門 (22代) - 貴族院議員
- 田渕豊吉 - 無所属衆議院議員、戦前において女性の政治参加を主張など先見性のある主張を貫いた。太平洋戦争に反対。田淵豊吉と表記されることがあるが田渕が本人の表記
- 趙正平 - 中華民国の政治家
- 陳独秀 - 中国共産党創設者の一人
- 董鴻禕 - 中華民国の政治家
- 豊田豊吉 - 衆議院議員、東京市助役

な行
- 永井柳太郎 - 拓務大臣、逓信大臣、鉄道大臣
- 長尾秀太郎 - 立憲民政党衆議院議員
- 永田善三郎 - 衆議院議員、満洲日日新聞編集長
- 中原謹司 - 大日本政治会衆議院議員
- 中野正剛 - 元東方会総裁、「戦時宰相論」
- 中村又七郎 - 衆議院議員、初代糸魚川市長
- 西川太治郎 - 憲政会衆議院議員、大津市長
- 西村丹治郎 - 衆議院議員、農林政務次官
- 野間五造 - 憲政本党衆議院議員、琉球新報社創設者
- 野溝伝一郎 - 革新倶楽部衆議院議員

は行
- 早速整爾 - 大蔵大臣、農林大臣、衆議院副議長
- 潘毓桂 - 中華民国の政治家
- 坂東幸太郎 - 衆議院議員、旭川市長
- 彭允彝 - 清末民初の政治家
- 堀部久太郎 - 国民同志会衆議院議員、彦根町長

ま行
- 牧山耕蔵 - 衆議院議員、長崎日日新聞社長、佐世保新聞社長
- 増田義一 - 衆議院副議長、実業之日本社創設者。
- 松平容大 - 貴族院議員、男爵、松平容保の長男
- 松平頼寿 - 第10、11代貴族院議長、伯爵
- 宮川一貫 - 衆議院議員、講道館最高幹部、早稲田大学柔道師範
- 紫安新九郎 - 衆議院議員、萬朝報主筆、拓務政務次官
- 森本一雄 - 衆議院議員、敦賀市初代市長

や行
- 矢野晋也 - 立憲政友会衆議院議員、ジャーナリスト
- 山田道兄 - 立憲民政党衆議院議員、ジャーナリスト
- 山道襄一 - 立憲民政党幹事長、中国新聞主筆
- 山本慎平 - 立憲政友会衆議院議員、ジャーナリスト
- 山森利一 - 立憲民政党衆議院議員、ジャーナリスト
- 由谷義治 - 東方会幹事長、大蔵政務次官
- 姚震 - 中華民国の司法官、政治家
- 横川重次 - 衆議院議員、実業家
- 横尾輝吉 - 衆議院議員、栃木県議会議長
- 米原章三 - 貴族院議員

ら-わ行
- 陸宗輿 - 清末民初の政治家、外交官
- 李士偉 - 中華民国の政治家
- 李大釗 - 中国共産党創設者
- 廖仲愷 - 中華民国の政治家、早大名誉博士廖承志の父
- 林長民 - 清末民初の政治家、教育者
- 湧上聾人 - 東方会衆議院議員、社会運動家
- 渡辺泰邦 - 東方会衆議院議員、旭川市長

#### 主に戦後に活躍した政治家、元国会議員
あ行
- 逢沢英雄 - 元自由民主党衆議院議員、労働政務次官
- 赤松広隆 - 立憲民主党衆議院議員、元日本社会党書記長、元農林水産大臣、元衆議院副議長
- 浅沼稲次郎 - 東京都議会副議長、元日本社会党書記長、委員長
- 浅野勝人 - 自民党参議院議員、衆議院議員、内閣官房副長官
- 青木幹雄 - 自由民主党参議院議員、元内閣官房長官
- 麻生良方 - 民社党衆議院議員、党副書記長、評論家
- 阿知波吉信 - 民主党衆議院議員
- 荒井広幸 - 新党改革代表、参議院議員
- 安藤正純 - 文部大臣、立憲政友会幹事長、戦後日本自由党の結成に参加
- 飯島忠義 - 自由民主党元衆議院議員
- 池口修次 - 民主党参議院議員
- 池田元久 - 民主党衆議院議員
- 池端清一 - 国土庁長官兼阪神・淡路復興対策担当大臣
- 石井紘基 - 民主党衆議院議員、総務政務次官
- 石川知裕 – 新党大地衆議院議員
- 石川要三 - 防衛庁長官、元自由民主党衆議院議員
- 石関貴史 - 元民進党衆議院議員、元郵政官僚
- 石田博英 - 内閣官房長官、労働大臣、運輸大臣
- 石野久男 - 元日本社会党衆議院議員
- 石橋湛山 - 第55代内閣総理大臣
- 市川雄一 - 元公明党書記長 、政治評論家
- 稲垣実男 - 元自由民主党衆議院議員、元北海道開発庁長官・沖縄開発庁長官
- 稲嶺一郎 - 自由民主党参議院議員、琉球石油社長・会長
- 稲村利幸 - 環境庁長官、元自由民主党衆議院議員
- 稲村隆一 - 日本社会党衆議院議員
- 今泉昭 - 参院副議長
- 今井宏 - 自由民主党前衆議院議員、元草加市長
- 井村徳二 - 衆議院議員、参議院議員、大和社長
- 上草義輝 - 衆議院逓信委員長、自民党副幹事長
- 上杉謙太郎 - 自民党衆議院議員
- 上村千一郎 - 環境庁長官（第10代）、衆議院議員（10期）、弁護士
- 宇佐美登 - 民主党前衆議院議員
- 臼井荘一 - 総理府総務長官
- 衛藤征士郎 - 元防衛庁長官、元衆議院副議長、自民党衆議院議員
- 大石千八 - 郵政大臣
- 大内啓伍 - 元民社党委員長、元厚生大臣
- 大久保直彦 - 元公明党衆議院議員、参議院議員、党書記長
- 大柴滋夫 - 社会民主連合衆議院議員
- 大田昌秀 - 沖縄県知事、社会民主党参議院議員
- 緒方竹虎 - 自由党総裁、副総理
- 荻原健司 - 自民党参議院議員
- 奥田敬和 - 郵政大臣、自治大臣、運輸大臣、民主党衆議院議員
- 奥田幹生 - 元自由民主党衆議院議員、京都市議会議長、文部大臣
- 小此木彦三郎 - 通産大臣、建設大臣、自由民主党国会対策委員長
- 音喜多駿 - 日本維新の会参議院議員
- 小渕恵三 - 第84代内閣総理大臣

か行
- 海部俊樹 - 第76代・77代内閣総理大臣
- 嘉数知賢 - 自民党衆議院議員
- 景山俊太郎 - 自由民主党参院筆頭副幹事長
- 梶原康弘 - 民主党衆議院議員
- 柏村武昭 - 自由民主党前参議院議員、司会者
- 加藤学 – 日本未来の党衆議院議員
- 金石清禅 - 参議院議員、海部俊樹首相秘書官、保守党政調副会長、早稲田大学社会システム工学研究所客員教授
- 金子恵美 - 自民党衆議院議員、元新潟県議会議員、2004年ミス日本関東代表
- 金子洋一 - 民進党参議院議員
- 亀岡偉民 - 自民党衆議院議員
- 川俣健二郎 - 元日本社会党衆議院議員
- 川崎秀二 - 厚生大臣、改進党国会対策委員長
- 川俣清音 - 農民運動家、日本社会党衆議院議員
- 菅家一郎 - 復興副大臣、内閣府大臣政務官兼環境大臣政務官、自民党衆議院議員、会津若松市長
- 神田厚 - 元民社党衆議院議員、防衛庁長官
- 黄川田徹 - 元民進党衆議院議員
- 菊池福治郎 - 元自由民主党衆議院議員、衆議院農林水産委員長
- 菊池義郎 - 自由民主党衆議院議員、行政管理庁・科学技術庁政務次官
- 岸宏一 - 自由民主党参議院議員、元山形県金山町長
- 北昤吉 - 日本自由党衆議院議員、北一輝の弟
- 北澤俊美 - 民進党参議院議員、防衛大臣
- 北村誠吾 - 自由民主党衆議院議員、内閣府特命担当大臣（地方創生・規制改革）
- 木村小左衛門 - 農林大臣、内務大臣
- 京野公子 - 生活の党衆議院議員
- 金性洙 - 大韓民国副統領、東亜日報・高麗大学校設立者
- 鯨岡兵輔 - 環境庁長官、衆議院副議長
- 熊川次男 - 元自由民主党衆議院議員、弁護士
- 黒柳明 - 元公明党参議院議員会長
- 桑原豊 - 元民主党衆議院議員
- 小泉俊明 - 元民進党衆議院議員
- 上坂昇 - 元日本社会党衆議院議員
- 河野一郎 - 日本自由党幹事長、農林大臣、建設大臣
- 河野金昇 - 改進党衆議院議員、運輸政務次官
- 河野謙三[4] - 第11、12代参議院議長
- 河野洋平 - 第71、72代衆議院議長
- 鴻池祥肇 - 自由民主党参議院議員、元内閣府特命担当大臣
- 小宮山重四郎 - 郵政大臣
- 小林温 - 経済産業大臣政務官、自民党参議院議員
- 近藤剛 - 元自由民主党参議院議員、元日本道路公団総裁
- 今野智博 - 元自民党衆議院議員

さ行
- 斎藤栄三郎 - 科学技術庁長官、自由民主党参議院議員、経済評論家
- 斉藤滋与史 - 建設大臣、元自由民主党衆議院議員、元静岡県知事
- 斉藤斗志二 - 元防衛庁長官、自由民主党衆議院議員
- 桜井新 - 環境庁長官、自由民主党衆議院議員・参議院議員
- 佐々木秀典 - 前民主党衆議院議員、元青年法律家協会議長
- 佐々木秀世 - 運輸大臣、自由民主党国会対策委員長
- 笹木竜三 - 民主党衆議院議員
- 笹森順造 - 国務大臣、青山学院院長、衆議院議員（4期）、参議院議員（3期）、復員庁総裁、賠償庁長官、全日本剣道連盟最高顧問
- 佐藤観樹 - 元社会民主党幹事長、元自治大臣
- 佐藤観次郎 - 日本社会党衆議院議員、党両院議員総会長
- 崔昌益 - 朝鮮民主主義人民共和国内閣副首相
- 志賀健次郎 - 防衛庁長官
- 志賀節 - 環境庁長官、元自由民主党衆議院議員
- 篠田弘作 - 自治大臣、自由民主党広報委員長
- 渋沢利久 - 元日本社会党衆議院議員・党副委員長
- 清水貴之 - 日本維新の会参議院議員、アナウンサー
- 下村博文 - 元文部科学大臣、元自由民主党幹事長代行、元自由民主党選挙対策委員長、自民党衆議院議員
- 白石徹 - 自民党衆議院議員
- 進藤一馬 - 福岡市長、自由民主党衆議院議員
- 申翼煕 - 大韓民国の国会議長
- 菅原一秀 - 自由民主党（後に離党）衆議院議員、元経済産業大臣
- 鈴木淳司 - 総務大臣、自民党衆議院議員
- 鈴木恒夫 - 文部科学大臣（第10代）、自民党衆議院議員
- 鈴木正文 - 労働大臣
- 鈴木茂三郎 - 元日本社会党書記長、委員長
- 住博司 - 自由民主党衆議院議員、厚生政務次官
- 園田天光光 - 元労働者農民党衆議院議員、園田直の妻、旧姓松谷

た行
- 高井美穂 - 民主党衆議院議員
- 高津正道 - 衆議院副議長、日本社会党衆議院議員
- 高鳥修一 - 自民党衆議院議員
- 高橋円三郎 - 自由党衆議院議員
- 高橋文五郎 - 参議院議員、実業家
- 多賀谷真稔 - 衆議院副議長、日本社会党書記長
- 武井俊輔 - 外務副大臣、元外務大臣政務官、自民党衆議院議員
- 竹腰徳蔵 - 参議院議員
- 竹下登 - 第74代内閣総理大臣
- 武田良太 - 元総務大臣、元国家公安委員会委員長、自民党衆議院議員
- 田沢吉郎 - 農林水産大臣、防衛庁長官、国土庁長官、宏池会会長代行
- 武部勤 - 元農林水産大臣、元自由民主党幹事長
- 橘康太郎 - 衆議院議員、伏木海陸運送社長・会長
- 橘直治 - 衆議院議員、参議院議員、伏木海陸運送社長・会長
- 田中萬逸 - 国務大臣、衆議院副議長
- 田中眞紀子 - 元衆議院議員、元外務大臣、元科学技術庁長官
- 田中六助 - 内閣官房長官、通商産業大臣、自由民主党幹事長
- 田辺国男 - 山梨県知事、総理府総務長官
- 田畑毅 - 自由民主党衆議院議員
- 田原春次 - 日本社会党衆議院議員
- 玉澤徳一郎 - 農林水産大臣（第28・29代）、防衛庁長官（第56代）、衆議院議員（9期）
- 田村耕太郎 - 自由民主党参議院議員
- 田村公平 - 自由民主党参議院議員、建設政務次官
- 千田正 - 岩手県知事、参議院議員
- 張沢相 - 大韓民国の国務総理
- 津島文治 - 青森県知事、自由民主党衆議院議員、参議院議員、太宰治の実兄
- 土屋正忠 -元 自民党衆議院議員、前武蔵野市長
- 筒井信隆 - 民進党衆議院議員
- 鶴岡洋 - 元公明党参議院議員
- 堤康次郎 - 第44代衆議院議長
- 寺澤芳男 - 経済企画庁長官、元民主党参議院議員、ローンスタージャパン会長、東京スター銀行会長、多数国間投資保証機関長官（初代）
- 寺田典城 - 無所属参議院議員、元秋田県知事、元横手市長
- 当間重民 - 貴族院議員、那覇市長
- 渡嘉敷奈緒美 - 自民党衆議院議員
- 戸叶武 - 日本社会党参議院議員
- 徳永久志 - 立憲民主党衆議院議員
- 富岡芳忠 – みんなの党衆議院議員
- 富岡由紀夫 - 民主党参議院議員
- 友近聡朗 - 国民の生活が第一参議院議員

な行
- 中尾栄一 - 元自由民主党衆議院議員、元通産大臣、建設大臣
- 中尾則幸 - 民主党参議院議員
- 中川貴元 - 自民党衆議院議員
- 中島政希 - 民主党衆議院議員
- 長島一由 - 衆議院議員、元逗子市長、フジテレビディレクター、リクルート編集長、映画監督
- 中田正輔 - 衆議院議員、佐世保市長
- 中津川博郷 - 次世代の党衆議院議員
- 中西一善 - 自由民主党前衆議院議員
- 中西啓介 - 防衛庁長官、衆議院議員
- 長浜博行 - 立憲民主党参議院議員、元環境大臣、元参議院副議長
- 中村巌 - 公明党衆議院議員
- 中村三之丞 - 運輸大臣
- 中村高一 - 衆議院副議長
- 中村太郎 - 自由民主党参議院議員、労働大臣
- 中山栄一 - 自由民主党衆議院議員
- 中山泰秀 - 自民党衆議院議員、元防衛副大臣
- 中村靖 - 自由民主党衆議院議員
- 成瀬守重 - 自由民主党参議院議員、世界救済教常任理事
- 西岡武夫 - 第28代参議院議長
- 西川京子 - 自由民主党衆議院議員、厚生労働大臣政務官
- 西川甚五郎 (13代目) - 北海道開発庁長官、西川産業会長、自由民主党参議院議員
- 西田隆男 - 国務大臣、労働大臣
- 西村明宏 - 環境大臣、元内閣官房副長官、自民党衆議院議員
- 二宮文造 - 公明党参院議員団長
- 野木実 - 民主党衆議院議員、元和光市長
- 野田武夫 - 自治大臣、総理府総務長官
- 野間友一 - 日本共産党衆議院議員
- 野村五男 - 自由民主党衆議院議員

は行
- 朴泰俊 - 大韓民国の国務総理
- 橋本清仁 - 民主党衆議院議員
- 橋本登美三郎 - 建設大臣、運輸大臣、元自由民主党総務会長・幹事長
- 橋本勉 - 新党大地衆議院議員
- 長谷川信 - 法務大臣
- 長谷川峻 - 運輸大臣、法務大臣、自由民主党清和会座長
- 畑浩治 – 衆議院議員、建設官僚
- 波多野林一 - 参議院議員、郡是製絲（現・グンゼ）社長
- 八田一朗 - 自由民主党参議院議員、日本プロスポーツ協会初代会長
- 林久美子 - 民進党参議院議員
- 原健三郎 - 第65代衆議院議長、労働大臣、国土庁長官、北海道開発庁長官
- 半田善三 - 元民主党衆議院議員
- 久野統一郎 - 自由民主党元衆議院議員
- 樋高剛 - 生活の党衆議院議員
- 平野力三 - 農林大臣、右派社会党衆議院議員
- 平山泰朗 – 減税日本・反TPP・脱原発を実現する党衆議院議員
- 武田良太 - 元総務大臣、元国家公安委員会委員長、自民党衆議院議員
- 深谷隆司 - 元通商産業大臣、郵政大臣、自由民主党衆議院議員
- 福家俊一 - 自由民主党衆議院議員、運輸政務次官
- 福田康夫 - 第91代内閣総理大臣、自由民主党衆議院議員
- 藤井丙午 - 新日本製鐵副社長、自由民主党参議院議員
- 藤田正明 - 第16代参議院議長
- 藤波孝生 - 元自由民主党衆議院議員 元労働大臣、内閣官房長官
- 藤本祐司 - 民進党参議院議員
- 二見伸明 - 運輸大臣、元公明党衆議院議員、党副委員長
- 舟崎由之 - 衆議院議員、日本進歩党総務委員
- 降旗徳弥 - 逓信大臣、松本市長
- 星川保松 - 民主改革連合代表、参議院議員、山形県尾花沢市長
- 本間俊一 - 自由党副幹事長、通産政務次官

ま行
- 増田甲子七 - 運輸大臣、労働大臣、内閣官房長官、自由党幹事長
- 増岡博之 - 厚生大臣、元自由民主党衆議院議員
- 松岡満寿男 - 元衆議院議員・参議院議員・山口県光市長、自由民主党・日本新党・新進党・民主党に所属
- 松崎公昭 - 民主党衆議院議員
- 松浪健太 - 元日本維新の会衆議院議員
- 松平勇雄 - 行政管理庁長官、元自由民主党参議院議員、元福島県知事
- 松永光 - 弁護士、元大蔵大臣
- 松永東 - 第45代衆議院議長、第76代文部大臣
- 松村謙三 - 農林大臣、文部大臣、改進党幹事長
- 丸山和也 - 自由民主党参議院議員、弁護士
- 三浦一水 - 自民党副幹事長
- 三木武吉 - 報知新聞社長、分党派自由党代表
- 水野賢一 - 民進党参議院議員、法務副大臣
- 三塚博 - 運輸大臣（第57代）、通産大臣（第48代）、外務大臣（第111代）、大蔵大臣（第102代）、自民党幹事長（第31代）
- 三宅正一 - 衆議院副議長、日本社会党衆議院議員・副委員長
- 宮地正介 - 公明党衆議院議員
- 宮崎謙介 - 自民党衆議院議員
- 宮沢胤勇 - 運輸大臣、自由民主党衆議院議員
- 三好英之 - 元日本再建連盟理事長、北海道開発庁長官
- 武藤運十郎 - 日本社会党衆議院議員
- 武藤山治 - 日本社会党衆議院議員、党政策審議会長・副委員長
- 村上勇 - 郵政大臣、建設大臣
- 森井忠良 - 元日本社会党衆議院議員、元厚生大臣
- 森岡洋一郎 - 民主党衆議院議員
- 森喜朗 - 第85代内閣総理大臣、自由民主党衆議院議員

や行
- 八木昇 - 日本社会党衆議院議員
- 安井潤一郎 - 自民党衆議院議員、早稲田商店会会長
- 安田範 - 日本社会党衆議院議員
- 柳川覚治 - 自由民主党参議院議員
- 柳本卓治 - 自民党衆議院議員
- 山内俊夫 - 自民党参議院議員、文部科学副大臣
- 山口喜久一郎 - 第52代衆議院議長
- 山口光一 - 自由民主党参議院議員
- 山下善彦 - 自由民主党参議院議員
- 山崎拓 - 防衛庁長官（第47代）、建設大臣（第57代）、自由民主党副総裁、自由民主党衆議院議員
- 山田正彦 - みどりの風衆議院議員、農林水産大臣
- 山田弥一 - 自由民主党衆議院議員、運輸政務次官
- 山田良司 - 民主党衆議院議員
- 山本譲司 - 元民主党衆議院議員、元都議会議員
- 山本有二 - 元内閣府特命担当大臣（金融）兼再チャレンジ担当大臣、元農林水産大臣、元自治政務次官、元財務副大臣、自由民主党衆議院議員
- 山中郁子 - 日本共産党参議院議員
- 湯原俊二 - 立憲民主党衆議院議員
- 尹致暎 - 大韓民国の初代内務部長官、元ソウル特別市長
- 横溝克己 - 税金党参議院議員、早稲田大学教授
- 吉川芳男 - 労働大臣、元自由民主党参議院議員
- 吉田治 - 民主党衆議院議員
- 吉田豊史 - 日本維新の会衆議院議員
- 吉田博美 - 自由民主党参議院議員
- 吉田六左ェ門 - 自民党衆議院議員
- 吉野正芳 - 元復興大臣、自民党衆議院議員
- 吉村剛太郎 - 自民党参議院議員

ら-わ行
- 劉文島 - 中華民国の政治家、立法院長、漢口市長
- 廖承志 - 中華人民共和国の政治家、全人代常務委員会副委員長
- 若林健太 - 自由民主党衆議院議員
- 若林秀樹 - 民主党参議院議員
- 和田義明 - 内閣府副大臣、自民党衆議院議員
- 渡部通子 - 公明党衆議院議員
- 渡部恒三 - 元通商産業大臣、元衆議院副議長、民主党最高顧問
- 渡辺博道 - 第9代・15代復興大臣、自民党衆議院議員
- 渡辺喜美 - 元みんなの党代表、元内閣府特命担当大臣、元金融担当大臣兼行政改革担当大臣、参議院議員、衆議院議員
- 藁科満治 - 内閣官房副長官、元民主党参議院議員

#### 現職衆議院議員
- 青柳仁士 - 日本維新の会衆議院議員
- 青柳陽一郎 - 立憲民主党衆議院議員
- 安住淳 - 財務・金融担当大臣、元民主党国会対策委員長、民主党幹事長代行、民進党国会対策委員長、民進党代表代行、立憲民主党衆議院議員
- 荒井優 - 立憲民主党衆議院議員
- 阿部司 - 日本維新の会衆議院議員
- 石田真敏 - 元総務大臣、元海南市長、自民党衆議院議員
- 伊藤忠彦 - 自民党衆議院議員
- 稲田朋美 - 元防衛大臣、元行政改革・規制改革担当大臣、自民党衆議院議員
- 岩谷良平 - 日本維新の会衆議院議員
- 岩屋毅 - 元防衛大臣、自民党衆議院議員
- 上田英俊 - 自民党衆議院議員
- 梅谷守 - 立憲民主党衆議院議員
- 大岡敏孝 - 自民党衆議院議員
- 大島敦 - 立憲民主党衆議院議員、希望の党代表代行
- 岡島一正 - 立憲民主党衆議院議員
- 小渕優子 - 自民党衆議院議員、元少子化担当大臣、元財務副大臣（税制担当）、元経産大臣
- 金子恭之 - 第25代総務大臣、元国土交通副大臣、元自民党ネットサポーターズクラブ代表、自民党衆議院議員
- 川内博史 - 立憲民主党衆議院議員
- 岸田文雄 - 第100代内閣総理大臣・第27代自由民主党総裁、元外務大臣、元防衛大臣、憲政史上初の外相、防衛相兼任者、自民党衆議院議員
- 岸田光広 - 国民民主党衆議院議員
- 木原稔 - 防衛大臣、自民党衆議院議員
- 國場幸之助 - 自民党衆議院議員、元外務大臣政務官
- 小山展弘 - 立憲民主党衆議院議員
- 阪口直人- れいわ新選組衆議院議員
- 篠原豪 - 立憲民主党衆議院議員
- 鈴木俊一 - 財務大臣・内閣府特命担当大臣（金融）・デフレ脱却担当大臣、元東京五輪担当大臣、元自由民主党総務会長、自民党衆議院議員
- 杉本和巳 – 日本維新の会衆議院議員
- 世耕弘成 - 経済産業大臣兼ロシア経済分野協力担当大臣、内閣官房副長官、首相補佐官（広報担当）、自由民主党参議院議員、学校法人近畿大学理事長
- 空本誠喜 - 日本維新の会衆議院議員
- 平将明 - 元内閣府副大臣、自民党衆議院議員
- 武部新 - 農林水産副大臣、環境大臣政務官兼内閣府大臣政務官、自民党衆議院議員、父は元自民党幹事長武部勤
- 田野瀬太道 - 元文部科学副大臣兼内閣府副大臣、自民党衆議院議員
- 田村智子 - 日本共産党中央委員会幹部会委員長（6代目党首）
- 手塚仁雄 - 立憲民主党衆議院議員
- 渡海紀三朗 - 元文部科学大臣、自民党衆議院議員
- 中司宏 - 元大阪府枚方市長、日本維新の会衆議院議員
- 額賀福志郎 - 元財務大臣、元経済企画庁長官、元自由民主党政調会長、元防衛庁長官
- 野田佳彦 - 第95代内閣総理大臣、元財務大臣、元財務副大臣（予算担当）、元民主党代表、前民進党幹事長、立憲民主党衆議院議員
- 濱地雅一 - 厚生労働副大臣、公明党衆議院議員、弁護士
- 福森和歌子 - 立憲民主党衆議院議員
- 古屋範子 - 公明党衆議院議員
- 本田太郎 - 自民党衆議院議員、弁護士
- 松野博一 - 内閣官房長官、元文部科学大臣、自民党衆議院議員
- 松原仁 - 元国家公安委員長兼拉致問題担当大臣兼消費者担当大臣、立憲民主党衆議院議員
- 三反園訓 - 元鹿児島県知事、無所属衆議院議員、テレビ朝日解説員
- 緑川貴士 - 立憲民主党衆議院議員、アナウンサー
- 森田俊和 - 立憲民主党衆議院議員
- 谷田川元 - 立憲民主党衆議院議員
- 早稲田夕季 - 立憲民主党衆議院議員
- 和田有一朗 - 日本維新の会衆議院議員
- 渡辺周 - 元防衛副大臣、立憲民主党衆議院議員

#### 現職参議院議員
- 青木一彦 - 自由民主党参議院議員
- 青山繁晴 - 自由民主党参議院議員、独立総合研究所所長
- 石井浩郎 - 国土交通副大臣兼内閣府副大臣兼復興副大臣、自由民主党参議院議員、元プロ野球選手
- 石川大我 - 立憲民主党参議院議員
- 大塚耕平 - 元民進党代表、国民民主党参議院議員、早稲田大学客員教授、藤田医科大学客員教授
- 小沼巧 - 立憲民主党参議院議員、元経産官僚
- 片山大介 - 日本維新の会参議院議員
- 吉良佳子 - 日本共産党参議院議員
- 柴田巧 - 日本維新の会参議院議員
- 白坂亜紀 - 自由民主党参議院議員
- 竹内真二 - 公明党参議院議員、公明新聞編集局長、政治部長
- 辻元清美 - 立憲民主党衆議院議員、立憲民主党国会対策委員長、元社会民主党政審会長
- 寺田静 - 参議院議員
- 友納理緒 - 参議院議員、弁護士
- 長浜博行 - 元環境・原子力防災担当大臣、立憲民主党参議院議員
- 長峯誠 - 元宮崎県都城市長、自由民主党参議院議員
- 牧野京夫 - 自由民主党参議院議員
- 増子輝彦 - 参議院議員、衆議院議員、経済産業副大臣、裁判官弾劾裁判所裁判長、民主党副代表、民進党幹事長
- 三宅伸吾 - 防衛大臣政務官兼内閣府大臣政務官、元外務大臣政務官、自由民主党参議院議員
- 村田享子 - 立憲民主党参議院議員
- 柳ヶ瀬裕文 - 日本維新の会参議院議員
- 山添拓 - 日本共産党参議院議員、弁護士
- 山田俊男 - 自由民主党参議院議員
- 山田太郎 - 文部科学大臣政務官兼復興大臣政務官、自由民主党参議院議員
- 山本順三 - 内閣府特命担当大臣（防災）、国家公安委員会委員長（第94代）、自由民主党参議院議員

#### 地方自治体首長
あ行
- 浅井由崇 - 愛知県豊橋市長
- 浅野正富 - 栃木県小山市長、弁護士
- 安部三十郎 - 元山形県米沢市長
- 石川錬治郎 - 元秋田県秋田市長
- 石塚仁太郎 - 茨城県坂東市長
- 石飛厚志 - 島根県雲南市長
- 和泉聡 - 栃木県足利市長
- 泉谷満寿裕 - 石川県珠洲市長
- 井澗誠 - 和歌山県白浜町長
- 板谷宮吉 (2代) - 元北海道小樽市長
- 市川熙 - 山口県光市長
- 伊藤一長 - 元長崎県長崎市長
- 伊藤武志 - 元愛媛県新居浜市長
- 伊藤徳宇 - 三重県桑名市長
- 井原健太郎 - 山口県柳井市長
- 衣斐賢譲 - 元三重県鈴鹿市長
- 井本宗司 - 福岡県大野城市長
- 今泉文彦 - 茨城県石岡市長
- 入山欣郎 - 広島県大竹市長
- 岩浅嘉仁 - 徳島県阿南市長、元衆議院議員
- 岩谷一弘 - 埼玉県春日部市長
- 上島一彦 - 大阪府箕面市長
- 上田清司 - 埼玉県知事、元民主党衆議院議員
- 植竹圓次 - 元東京都八王子市長
- 宇佐美福生 - 元北海道北見市長、元北海学園北見大学教授
- 牛越徹 - 長野県大町市長
- 大泉潤 - 北海道函館市長
- 大久保朋果 - 東京都江東区長
- 大澤善隆 - 群馬県桐生市長
- 太田稔彦 - 愛知県豊田市長
- 多田正見 - 東京都江戸川区長
- 大西賢治 - 愛媛県四国中央市長
- 岡島一夫 - 元愛媛県今治市長
- 岡田正平 - 元新潟県知事
- 岡村幸四郎 - 埼玉県川口市長
- 岡本栄 - 前三重県伊賀市長
- 小川勇夫 - 前神奈川県相模原市長
- 奥ノ木信夫 - 埼玉県川口市長
- 小野光洪 - 元長野県塩尻市長

か行
- 影山剛士 - 静岡県湖西市長、元財務官僚
- 加藤育男 - 東京都福生市長
- 加藤一敏 - 前東京都豊島区長
- 加藤淳司 - 岐阜県土岐市長
- 加藤久雄 - 長野県長野市長
- 金子ゆかり - 長野県諏訪市長
- 上地克明 - 神奈川県横須賀市長
- 神園征 - 元鹿児島県枕崎市長
- 神谷尚 - 元埼玉県庄和町長
- 川合善明 - 埼玉県川越市長
- 川勝平太 - 静岡県知事、経済学者、前静岡文化芸術大学学長、元早大教授
- 河村孝 - 東京都三鷹市長
- 菅野大志 - 山形県西川町長
- 北川正恭 - 元衆議院議員、前三重県知事、大学院公共経営研究科教授
- 木村健一郎 - 山口県周南市長
- 木村茂 - 東京都千代田区長
- 清野和彦 - 埼玉県秩父市長
- 工藤壽樹 - 前北海道函館市長
- 国井重典 - 山形県鶴岡市長
- 久野孝保 - 元愛知県大府市長
- 久保田后子 - 山口県宇部市長
- 熊谷俊人 - 千葉県知事、前千葉県千葉市長（歴代最年少の政令市長）
- 倉重良一 - 福岡県大川市長
- 栗原浩 - 元埼玉県知事（1956〜1972年）
- 黒岩祐治 - 神奈川県知事、元フジテレビキャスター
- 桑原悠 - 新潟県津南町長
- 河内山哲朗 - 山口県柳井市長
- 古賀道雄 - 元福岡県大牟田市長

さ行
- 齊藤啓輔 - 北海道余市町長、元外務官僚
- 齋藤淳一郎 - 栃木県矢板市長
- 斉藤猛 - 東京都江戸川区長
- 酒井了 - 大阪府貝塚市長、元国土交通官僚
- 酒井直人 - 東京都中野区長
- 桜井雅浩 - 新潟県柏崎市長
- 佐々木誠造 - 元青森県青森市長
- 佐藤和雄 - 前東京都小金井市長
- 佐藤孝三郎 - 元福井県知事、愛知県名古屋市長、北海道函館市長、元内務官僚
- 佐藤幸次郎 - 元山形市長、元山形新聞社論説委員
- 澤田紋 - 徳島県阿南市長
- 柴田浩 - 愛知県尾張旭市長、元名鉄百貨店社長
- 島村慎市郎 - 元埼玉県越谷市長
- 榛村純一 - 元静岡県掛川市長
- 白坂亜紀 - 大分県知事
- 菅原雅 - 元宮城県気仙沼市長
- 杉澤泰彦 - 長崎県西海市長
- 杉島理一郎 - 埼玉県入間市長
- 鈴木和夫 - 福島県白河市長
- 鈴木十郎 - 元神奈川県小田原市長
- 鈴木力 - 新潟県燕市長
- 鈴木恒夫 - 神奈川県藤沢市長
- 須藤昭男 - 群馬県みどり市長
- 住谷啓三郎 - 群馬県高崎市長
- 関好孝 - 福岡県大牟田市長
- 瀬戸孝則 - 福島県福島市長
- 千田正 - 元岩手県知事

た行
- 高井美穂 - 徳島県三好市長
- 高杉徹 - 元茨城県常総市長
- 高橋アキラ - 元愛知県豊橋市長
- 高橋勝浩 - 東京都稲城市長
- 武井雅昭 - 東京都港区長
- 竹内謙 - 元神奈川県鎌倉市長
- 竹内千尋 − 前三重県志摩市長
- 武谷甚太郎 - 元石川県金沢市長
- 田阪千助 - 元愛知県名古屋市長、元台湾総督府官僚
- 田中清善 - 新潟県阿賀野市長
- 田中暄二 - 埼玉県久喜市長
- 田中龍夫 - 前埼玉県入間市長
- 田中太郎 - 元長野県須坂市長
- 田中豊彦 - 千葉県茂原市長
- 田辺信宏 - 静岡県静岡市長
- 田辺正幸 - 新潟県五泉市長
- 谷口久次郎 - 元滋賀県知事
- 谷藤裕明 - 岩手県盛岡市長
- 中馬馨 - 元大阪府大阪市長
- 塚田佐 - 元長野県長野市長
- 津島文治 - 元青森県知事
- 土屋三千夫 - 長野県軽井沢町長
- 土屋陽一 - 長野県上田市長
- 寺田典城 - 元秋田県知事
- 照井誉之介 - 北海道江差町長
- 当間重慎 - 初代那覇市長
- 戸川貞雄 - 元神奈川県平塚市長、小説家
- 富岡清 - 埼玉県熊谷市長

な行
- 中重真一 - 鹿児島県霧島市長
- 長島一由 - 元神奈川県逗子市長、衆議院議員、フジテレビディレクター、リクルート編集長、映画監督
- 長塚幾子 - 元神奈川県伊勢原市長
- 中根康浩 - 愛知県岡崎市長
- 仲吉良光 - 沖縄県首里市長、ジャーナリスト、「沖縄復帰の父」
- 夏野修 - 富山県砺波市長
- 奈良俊幸 - 福井県越前市長
- 成毛基雄 - 元奈良県知事、法政大学理事、内務官僚
- 西岡竹次郎 元長崎県知事、長崎民友新聞社長
- 西川太一郎 - 東京都荒川区長、元衆議院議員
- 西村陸奥夫 - 佐賀県知事、内務官僚

は行
- 橋下徹 - 前大阪府大阪市長、前大阪府知事、タレント、弁護士
- 橋本達也 - 元福井県あわら市長
- 橋本康志 - 前佐賀県鳥栖市長
- 濱野健 - 東京都品川区長
- 浜森辰雄 - 元北海道稚内市長
- 早川尚秀 - 栃木県足利市長
- 原崎智仁 - 福岡県福津市長
- 原田敬美 - 元東京都港区長
- 東国原英夫 - 前宮崎県知事、お笑いタレント
- 平井竜一 - 元神奈川県逗子市長
- 平岡敬 - 元広島県広島市長、元中国放送社長
- 平山博三 - 元静岡県浜松市長、元全国市長会長
- 平山誠敏 - 青森県五所川原市長
- 深津玉一郎 - 元愛知県半田市長
- 福原慎太郎 - 前島根県益田市長
- 藤代健吾 - 千葉県印西市長
- 藤田明美 - 新潟県加茂市長
- 藤本正人 - 埼玉県所沢市長
- 古谷崇洋 - 愛媛県砥部町長、元南海放送アナウンサー
- 穂積昌信 - 群馬県太田市長
- 堀川美哉 - 元三重県津市長

ま行
- 松井三郎 - 静岡県掛川市長
- 松戸隆政 - 千葉県松戸市長
- 松浦正人 - 山口県防府市長、全国市長会長
- 松浦幸雄 - 群馬県高崎市長
- 松木正一郎 - 静岡県下田市長
- 松下玲子 - 東京都武蔵野市長
- 松嶋和子 - 熊本県阿蘇市長
- 松原忠義 - 東京都大田区長
- 水島彦一郎 - 元京都府舞鶴市長、衆議院議員
- 水谷洋一 - 北海道網走市長
- 三田村統之 - 福岡県八女市長
- 三村裕史 - 広島県熊野町長
- 宮城篤実 - 前沖縄県嘉手納町長
- 宮下順一郎 - 元青森県むつ市長
- 邑上守正 - 前東京都武蔵野市長
- 森茂喜 - 元石川県根上町長、森喜朗の父
- 森田初恵 - 埼玉県川越市長、元裁判官
- 森真 - 岐阜県各務原市長
- 森智広 - 三重県四日市市長

や行
- 八板俊輔 - 鹿児島県西之表市長
- 八重樫浩文 - 岩手県北上市長
- 矢田富郎 - 石川県津幡町長
- 矢野裕 - 東京都狛江市長
- 山口尚章 - 長崎県大村市長、内務官僚
- 山﨑孝明 - 東京都江東区長
- 山中竹春 - 神奈川県横浜市長、元横浜市立大学教授
- 山本龍 - 群馬県前橋市長
- 湯元敏浩 - 鹿児島県姶良市長
- 横山昊太 - 岡山県岡山市長
- 吉尾勝征 - 東京都調布市長
- 吉田修一 - 元福島県福島市長
- 吉田信解 - 埼玉県本庄市長
- 吉田雄人 - 元神奈川県横須賀市長

ら-わ行
- 鷲澤正一 - 元長野県長野市長
- 渡辺知雄 - 静岡県三島市長、外交官
- 蕨和雄 - 千葉県佐倉市長

#### 地方議員
- 有田恵子 - 千葉県旭市議会議員、実業家、歌手
- 石田治一郎 - 長野県議会議員、元県議会議長
- 磯崎久喜雄 - 元茨城県議会議員
- 五島壮 - 兵庫県議会議員、自民党兵庫県連幹事長
- 内野哲朗 - 元福岡県小郡市議会議員、元市議会議長、高校野球監督
- 櫻井富夫 - 元茨城県議会議員、元県議会議長、学校法人常総学院理事長、鹿島学園理事長
- 三遊亭らん丈 - 東京都町田市議会議員、落語家
- 竹下勇造 - 島根県議会議員、竹下登の父
- 出町譲 - 富山県高岡市長、元テレビ朝日記者
- 橋本剛 - 長崎市議会議員、元農林水産省官僚
- 長谷川英憲 - 元東京都議会議員
- 松栄俊三 - 新潟県議会議員、佐渡汽船社長
- 村田信之 - 岩手県釜石市議会議員、ジャーナリスト、元客員准教授
- 吉田一郎 - 埼玉県さいたま市議会議員

### 行政
基本的に、各行政機関で次官・局長など指定職以上の職務歴のある人物限定。一般職は公務で世間に広く実績が知られている人物限定。政治任用者の場合は政治欄に記入。

#### 国家行政
- 青柳肇 - 防衛装備庁長官
- 石栗勉 - 国連アジア太平洋平和軍縮センター所長、在ジュネーブ軍縮会議日本代表部一等書記官、京都外国語大学教授
- 伊藤康成 - 第25代防衛事務次官、第27代防衛施設庁長官
- 猪俣弘司 - 駐オランダ特命全権大使
- 遠藤茂 - 駐サウジアラビア特命全権大使
- 大塚幸寛 - 内閣府審議官
- 大橋哲 - 法務省矯正局長
- 大庭哲夫 - 逓信官僚、第2代航空庁長官、全日本空輸社長、日本バスケットボール協会会長
- 岡田憲治 - 外務省駐ベネズエラ特命全権大使
- 岡村隆司 - 国会職員、第20代参議院事務総長
- 岡本裕豪 - 国土交通省大臣官房政策立案総括審議官[5]
- 奥克彦 - 在英国日本国大使館参事官、イラク日本人外交官射殺事件殉職者
- 大田政作 - 第3代琉球臨時中央政府行政主席
- 長村順也 - 警察官僚、皇宮警察本部副本部長
- 香川剛廣 - 駐エジプト特命全権大使
- 勝栄二郎 - 第9代財務事務次官、インターネットイニシアティブ（IIJ）代表取締役社長
- 鎌田光明 - 厚生労働省医薬・生活衛生局長、厚生労働省東北厚生局長
- 唐澤剛 - 厚生労働省保健局長、内閣官房まち・ひと・しごと創生本部地方創生総括官
- 川嶋貴樹 - 防衛官僚、元防衛省整備計画局長
- 北川克郎 - 外務省欧州局長
- 北原安定 - 逓信官僚、第5代日本電信電話公社副総裁
- 桑島主計 - 駐オランダ公使、駐ブラジル特命全権大使
- 後藤真一 - 駐タンザニア特命全権大使
- 佐藤一雄 - 第48代水産庁長官、第23代農林水産省大臣官房長
- 佐藤博史 - 外務省駐キューバ特命全権大使
- 塩見英之 - 国土交通審議官、国土交通省総合政策局長、第3代国土交通省不動産・建設経済局長、国土交通省住宅局長[6]
- 塩見みづ枝 - 文部科学省研究振興局長、総合教育政策局長
- 重松弘教 - 警察官僚、警察庁長官官房総括審議官
- 信夫隆生 - 水産庁次長、農林水産技術会議事務局研究総務官、農林水産省関東農政局長[7]
- 清水啓助 - 特許庁特許技監
- 白石隆夫 - 環境省自然環境局長[8]
- 杉原千畝 - 満州国官僚、外交官
- 杉山晋輔 - 第36代外務事務次官、駐アメリカ特命全権大使、外務審議官（政務担当）、外務省アジア大洋州局長
- 鈴木敦夫 - 第35代防衛事務次官、第5代防衛装備庁長官
- 鈴木英夫 - 通産官僚、立地公害局長、石油公団理事、三菱マテリアル副社長、三菱原子燃料社長
- 高橋憲一 - 第33代防衛事務次官、内閣官房副長官補
- 高橋杉雄 - 国際安全保障研究者、防衛研究所政策研究部防衛政策研究室長
- 高橋展子 - 駐デンマーク大使、労働官僚
- 瀧本寛 - 文部科学省初等中等教育局長、第3代スポーツ庁次長
- ティムラズ・レジャバ - 駐日ジョージア特命全権公使、兼臨時代理大使
- 友井昌宏 - 警察官僚、北海道警察本部長
- 丹羽克彦 - 国土交通省道路局長[9]
- 服部優 - 在カラチ日本国総領事館 総領事
- 埴原正直 - 第8代外務次官、駐アメリカ大使
- 林久治郎 - 駐ブラジル大使、奉天総領事
- 比嘉秀平 - 初代琉球臨時中央政府行政主席
- 平石好伸 - 駐ジンバブエ特命全権大使
- 平岡定太郎 - 第3代樺太庁長官
- 藤野公之 - 文部科学官僚、東京工業大学理事、同副学長
- 宝珠山昇 - 防衛施設庁長官
- 増子宏 - 文部科学事務次官
- 松尾恵美子 - 人事院事務総長
- 松林健一郎 - 外務省大臣官房審議官
- 三上明輝 - 内閣府迎賓館長、日本学術会議事務局長、内閣府政策統括官（政策調整担当）[10]
- 水野政義 - 農林水産省輸出・国際局長、農林水産省大臣官房総括審議官（新事業・食品産業）
- 宮川勝利 - 在デンパサール日本国総領事館総領事
- 宮坂完孝 - 第5代参議院事務総長、第2代国立国会図書館長
- 宮島昭夫 - 駐ポーランド特命全権大使
- 橋広治 - 駐パプアニューギニア特命全権大使
- 山田真貴子 - 総務審議官、内閣総理大臣秘書官
- 山野徹 - 防衛官僚、内閣府政策統括官
- 吉村麻央 - 内閣総理大臣秘書官
- 林棨 - 初代最高法院院長
- 連声海 - 中華民国南京国民政府秘書長
- 若田英 - 警察官僚、警視庁公安部長
- 若生俊彦 - 総務審議官
- 倭島岳彦 - 在カルガリー日本国総領事館総領事

#### 地方行政
- 大城将保 - 元沖縄県立博物館長、元沖縄県教育庁文化課長、『嶋津与志』名義で歴史研究家、作家としても活動
- 有留武司 - 元東京都環境局長、元ゆりかもめ社長
- 大塚俊郎 - 元東京都副知事、元新銀行東京会長
- 金平輝子 - 元東京都副知事、元日本司法支援センター理事長
- 福永正通 - 元東京都副知事、元東京都国民健康保険団体連合会理事長
- 神山守 - 元東京都下水道局長、東京都下水道サービス社長
- 川澄俊文 - 元東京都副知事、元東京都環境公社理事長、東京地下鉄会長
- 邊見隆士 - 元東京都技監、元東京都都市整備局長、元東京都住宅供給公社理事長
- 藤井寛行 - 元東京都技監、元東京都都市整備局長、元東京都職員信用組合理事長
- 醍醐勇司 - 元東京都水道局長、多摩都市モノレール社長
- 長谷川明 - 元東京都副知事、東京都都市づくり公社理事長
- 中西充 - 元東京都副知事、東京都人事委員会委員長、元東京都競馬社長
- 浪越勝海 - 元東京都産業労働局長、元東京都港湾局長、元東京ビッグサイト社長
- 増子敦 - 元東京都水道局長、元東京水道サービス社長
- 小川健一 - 元東京都下水道局長、元東京都下水道サービス社長
- 中嶋正宏 - 元東京都政策企画局長、東京国際フォーラム社長
- 松浦將行 - 元東京都下水道局長、日本大学教授
- 西倉鉄也 - 元東京都技監、元東京都建設局長、東京地下鉄常務
- 野田数 - 元東京都知事特別秘書、東京水道社長
- 眞仁田勉 - 元東京都副知事、元首都高速道路公団理事長、元東京都競馬社長
- 安井順一 - 元東京都技監、元東京都住宅供給公社理事長
- 蔀健夫 - 神奈川県県土整備局建築住宅部長
- 林琢己 - 横浜市副市長
- 関山誠 -  横浜市国際局長
- 岩城孝章 - 元高知県副知事、高知空港ビル社長

#### 他の公共機関
- 有元秀文 - 国立教育政策研究所総括研究官
- 小川忠 - 国際交流基金日米センター事務局長、アジア・太平洋賞特別賞
- 大日方邦子 - 日本パラリンピアンズ協会会長、電通総研副所長、あいおいニッセイ同和損害保険取締役、中央大学理事、日本障害者スキー連盟常任理事、元パラリンピアン（チェアスキー）
- 後藤正幸 - 日本中央競馬会理事長
- 中満泉 - 国際連合事務次長（軍縮担当上級代表）
- 丹羽敏之 - 国際連合児童基金事務局次長、国際連合開発計画総裁補兼財務管理局長

### 司法
- 岡村和美 - 最高裁判事（2019年 - ）、検事、消費者庁長官、元法務省人権擁護局長
- 尾崎康 - 埼玉弁護士会会長、裁判官、弁護士
- 高木常七 - 元最高裁判事（1968年 - 1963年）、札幌、広島、名古屋各高等裁判所長官、弁護士、検事
- 河合健司 - 前仙台高等裁判所長官、元さいたま地裁所長
- 白石哲 - 東京高等裁判所部総括判事、元福岡地方裁判所所長
- 伊丹俊彦 - 元最高検察庁次長検事、大阪高等検察庁検事長、東京地方検察庁検事正
- 稲川龍也 - 元広島高等検察庁検事長、高松高等検察庁検事長
- 大塲亮太郎 - 仙台高等検察庁検事長
- 緒方重威 - 元広島高等検察庁検事長、公安調査庁長官
- 中井國緒 - 元さいたま地方検察庁検事正
- 小川新二 - 防衛監察監（2021年 - ）元広島高等検察庁検事長、高松高等検察庁検事長
- 北村道夫 - 防衛監察監（2015年 - 2018年）、仙台高等検察庁検事長、福岡高等検察庁検事長
- 櫻井正史 - 防衛監察監（2007年 - 2011年）、名古屋高等検察庁検事長
- 佐渡賢一 - 元福岡高等検察庁検事長、札幌高等検察庁検事長、証券取引等監視委員会委員長（2007年 - 2016年）
- 瀬戸毅 - 高松高等検察庁検事長、元法務総合研究所所長
- 曽木徹也 - 高松高等検察庁検事長
- 高橋武生 - 元福岡高等検察庁検事長、証券取引等監視委員会委員長（2004年 - 2007年）
- 松下裕子 - 法務省刑事局長、元法務省人権擁護局長、元山形地方検察庁検事正
- 平山正剛 - 弁護士、日本弁護士連合会会長（2006年 - 2007年）
- 大塚和成 - 弁護士
- 牧野和夫 - 弁護士、法学者
- 原武之 - 弁護士
- 井上卓一 - 弁護士、内閣官房副長官（1955年 - 1956年）
- 青戸辰午 - 弁護士、政治家
- 五十嵐敬喜 - 弁護士、法学者
- 内田茂雄 - 弁護士
- 大口昭彦 - 弁護士 人権派弁護士として有名
- 小倉秀夫 - 弁護士（東京弁護士会）
- 熊谷信太郎 - 弁護士
- 大澤孝征 - 弁護士、コメンテーター 、元横浜地方検察庁検事
- 北村晴男 - 弁護士、タレント
- 落合洋司 - 弁護士、元千葉地方検察庁検事
- 権田修一 - 弁護士、企業法務家
- 中嶋博行 - 弁護士、推理作家
- 滝本太郎 - 弁護士、オウム真理教被害対策弁護団
- 高池勝彦 - 弁護士
- 猿田佐世 - 弁護士
- 金敬得 - 弁護士、初の外国籍司法修習生
- 藤田若水 - 弁護士、元広島弁護士会会長、広島県広島市長
- 山之内幸夫 - 弁護士
- 山添拓 - 弁護士
- 神原元 - 弁護士、自由法曹団常任幹事
- 高野隆 - 弁護士
- 河西邦剛 - 弁護士
- 清水陽平 - 弁護士
- 稲田朋美 - 弁護士
- 千賀修一 - 弁護士
- 水上貴央 - 青山学院大学助教、早稲田リーガルコモンズ法律事務所パートナー、再エネ事業を支援する法律実務の会理事長、Socio Forward 代表取締役、弁護士
- 本田太郎 - 弁護士
- 橋下徹 - 弁護士

### 経済

#### 水産・農林業・食品・医薬品
- 新井徹 - 森永製菓元社長
- 石渡美奈 - ホッピービバレッジ代表取締役社長
- 岩間辰志 - サッポロホールディングス社長、サッポロビール社長
- 江戸龍太郎 - エスビー食品社長
- 川村和夫 - 明治ホールディングス社長、明治元社長、日本アドバタイザーズ協会理事長、Jミルク会長、食品産業中央協議会会長
- 黒川明 - 参天製薬会長兼CEO
- 桜井一宏 - 旭酒造社長
- 佐藤章 - 湖池屋代表取締役社長、キリンビバレッジ代表取締役社長
- 楠本修二郎 - カフェ・カンパニー代表取締役社長、グッドイートカンパニー代表取締役社長、東の食の会代表理事
- 佐藤安弘 - キリンビール（麒麟麦酒）社長
- 重光武雄 - ロッテグループ創業者
- 柴田博一 - キーコーヒー元社長・元会長・元名誉会長
- 鈴木郷史 - ポーラ・オルビスホールディングス代表取締役社長・会長、ポーラ代表取締役会長
- 相馬愛蔵 - 中村屋創業者
- 高松富博 - ダイドードリンコ元会長
- 津村佳宏 - アデランス代表取締役 社長 グループCEO
- 長谷川閑史 - 武田薬品工業社長、経済同友会・代表幹事
- 八馬眞治 - 多聞酒造社長
- 八馬理 - 西宮酒造（現・日本盛）社長
- 平野伸一 - アサヒビール社長
- 福井清計 - 極洋社長
- 布施孝之 - キリンビール社長
- 細川匡 - デリカウイング会長
- 堀淵清治 - ブルーボトルコーヒージャパン共同代表、Dandelion Chocolate Japan（ダンデライオン・チョコレート・ジャパン）株式会社代表取締役CEO
- 本庄大介 - 伊藤園社長
- 本庄八郎 - 伊藤園会長
- 本庄正則 - 伊藤園創業者・元会長・元社長
- 三津原庸介 - 日本調剤代表取締役社長、日本ジェネリック代表取締役社長
- 松本昇 - 資生堂代表取締役社長
- 光吉敏郎 - 住友林業代表取締役社長
- 宮原道夫 - 森永乳業社長・会長

#### 建設・不動産・住宅
- 天野裕正 - 鹿島建設社長
- 飯島一暢 - サンケイビル社長、海外需要開拓支援機構（クール・ジャパン推進機構）会長、フジ・メディア・ホールディングス常務、サテライト・サービス社長
- 池上一夫 - 長谷工コーポレーション社長
- 池田明 - 三井ホーム社長、三井不動産グループ執行役員
- 伊藤義郎 - 伊藤組土建名誉会長、テレビ北海道初代社長
- 井上和幸 - 清水建設社長
- 遠藤久 - ひらまつ社長
- 小野寺研一 - 住友不動産元社長、会長
- 金指潔 - 東急不動産社長・会長、東急不動産ホールディングス会長
- 亀井忠夫 - 日建設計社長
- 菊池健太 - 三栄建築設計社長
- 佐古一 - 大成建設元社長、会長
- 佐藤俊美 - 大林組社長
- 新村達也 - 清水建設社長
- 鈴木弘久 - 野村不動産ホールディングス社長、メガロス代表取締役
- 宮尾文也 - レオパレス21社長
- 竹中錬一 - 竹中工務店元社長（1945年 - 1980年）、勲二等旭日重光章
- 戸田順之助 - 戸田建設元社長、会長
- 西浦三郎 - ヒューリック代表取締役社長・会長、日本ビューホテル代表取締役会長
- 野村哲也 - 清水建設元社長（1999年 - 2007年）・会長
- 堤康次郎 - 西武グループ創業者、衆議院議長
- 堤義明 - 西武鉄道グループオーナー、コクド元会長、西武ライオンズ元オーナー
- 野崎明 - 住友金属鉱山社長
- 布瀬川集 - 三井共同建設コンサルタント代表取締役、元三井ホーム代表取締役専務
- 光吉敏郎 - 住友林業社長
- 村上雅亮 - NJS社長、全国上下水道コンサルタント協会会長

#### 製造業・化学・素材
- 青山秀彦 - 王子製紙代表取締役社長
- 秋草直之 - 富士通会長
- 飯島英胤 - 東レ特別顧問、日韓経済協会会長、日本バレーボール協会副会長
- 李健熙 - サムスングループ総帥
- 李秉喆 - サムスングループ創業者
- 石黒征三 - アルパイン代表取締役会長
- 伊藤浩一 - 豊田自動織機社長
- 伊村晟 - 豊田自動織機会長
- 豊田鐵郎 - 豊田自動織機社長
- 磯部愉一郎 - 旭電化工業元社長、花王油脂元社長
- 井手明彦 - 三菱マテリアル社長
- 伊東知康 - ワコール社長
- 猪野薫 - 大日本インキ化学工業（現 DIC）代表取締役社長
- 井深大 - ソニー創業者
- 出井伸之 - ソニー元会長
- 上野金太郎 - メルセデス・ベンツ日本社長
- 漆間啓 - 三菱電機代表取締役社長
- 江口友鉱 - ダイハツ工業社長
- 大原孫三郎 - 倉敷紡績、クラレ、中国銀行、中国電力創業者
- 小田切新太郎 - 信越化学工業社長
- 金尾實 - 日本鋼管元社長
- 三木啓史 - 元東洋製罐社長、会長
- 金子真人 - 図研社長
- 川原仁 - クラレ社長
- 岸本正壽 - オリンパス元社長
- 木原信敏 - ソニー元専務、ソニー木原研究所元社長
- 倉田英之 - AGC 代表取締役 兼 専務執行役員 CTO 兼 技術本部長 兼 事業開拓部長
- 弦間明 - 資生堂社長、会長、相談役
- 小池利和 - ブラザー工業社長
- 齋藤憲三 - TDK創業者、元社長、衆議院議員・科学技術庁政務次官
- 齊藤了英 - 大昭和製紙社長、絵画の高額購入で有名
- 桜井正光 - リコー代表取締役CEO、経済同友会前代表幹事
- 佐々木則夫 - 東芝元社長
- 佐藤恒治 - トヨタ自動車社長
- 品田正弘 - パナソニック社長
- 渋沢裕 - 実業家、元ソニー取締役
- 嶋尾正 - 名古屋商工会議所会頭、中部経済同友会代表幹事、大同特殊鋼代表取締役社長・会長
- 清水正博 - 北辰電機製作所（現・横河電機）社長
- 東海林武雄 - 日本専売公社（現・日本たばこ産業）総裁、旭電化工業（現・ADEKA）元社長、経済同友会元代表幹事
- 白根武史 - トヨタ自動車東日本社長、会長
- 鈴木英夫 - 三菱マテリアル元副社長、三菱原子燃料元社長
- 関和平 - いすゞ自動車社長・会長・名誉会長
- 高碕芳郎 - 元東洋製罐社長・会長
- 高須武男 - バンダイナムコホールディングス社長
- 高橋修司 - セイコーホールディングス社長
- 武田一平 - ニチコン会長兼CEO、京都経営者協会元会長
- 田宮俊作 - タミヤ会長兼社長
- 戸倉敏夫 - シチズン時計会長、前社長
- 十時裕樹 - ソニーグループ社長、ソニー銀行創業者・元社長、ソニーモバイル元社長
- 留目真伸 - レノボ・ジャパン社長、SUNDRED 株式会社 社長、株式会社 HIZZLE 創業者・社長、NECパーソナルコンピュータ社長
- 富山幹太郎 - タカラトミー社長
- 仲本千津 - RICCI EVERYDAY共同創業者兼COO
- 西田厚聰 - 東芝元会長
- 西本利一 - 東京製鉄社長
- 野崎明 - 住友金属鉱山社長
- 野村勝明 - シャープ代表取締役社長
- 八村哲郎 - プラス・テク代表取締役社長
- 原安三郎 - セコム損害保険初代会長、日本化薬会長、政府税制調査会会長、勲一等瑞宝章
- 浜田宏 - デル米国本社元副社長、日本法人元社長、HOYA COO
- 張本邦雄 - TOTO代表取締役社長
- 春田博 - シチズン時計元社長
- 福井威夫 - 本田技研工業元社長、相談役
- 藤田雄五 - アンリツ元社長
- 古川俊太郎 - 任天堂社長
- 前田武男 - キャノン代表取締役社長
- 米谷美久 - オリンパス光学工業常務
- 牧誠 - バッファロー創業者、メルコホールディングス社長
- 益子修 - 三菱自動車工業社長
- 三木啓史 - 元東洋製罐社長、会長
- 神子柴寿昭 - 本田技研工業会長、日本自動車工業会副会長
- ミハイル・コーガン - タイトー創業者
- 室町正志 - 東芝元社長
- 森郁夫 - 富士重工業 (SUBARU) 社長・会長
- 山石昌孝 - 横浜ゴム代表取締役社長
- 林新之助 - デンソー代表取締役社長
- 矢島昌明 - ワコールホールディングス社長
- 山内溥 - 任天堂 創業家３代目、元社長・相談役
- 山内幸夫 - ニチレキ代表取締役社長
- 山岡淳男 - ヤンマー元社長
- 山田輝郎 - ロート製薬元社長
- 山田正彦 - 三協精機製作所創業者、日本スケート連盟会長
- 山名昌衛 - コニカミノルタ社長・会長
- 渡邊五郎 - 三井化学代表取締役会長、三井物産代表取締役副社長、デュポン取締役、森ビル特別顧問

#### 金融
- 相田雪雄 - 野村證券元会長
- 有末真哉 - 三井生命保険（現・大樹生命保険）代表取締役社長・会長
- 安念精一 - 安田銀行（現・みずほ銀行）社長、安田財閥最高責任者
- 伊藤新 - 北都銀行頭取
- 伊藤歳恭 - 百五銀行頭取
- 伊東武 - 東京スター銀行頭取
- 上杉純雄 - みちのく銀行会長、ユーシーカード元社長
- 宇田誠 - 広島銀行頭取、広島商工会議所会頭
- 内ヶ﨑茂 - HRガバナンス・リーダーズ社長
- 請川卓 - 香川相互銀行元社長
- 荻野明彦 - 大和証券グループ本社社長
- 奥本英一朗 - 大和総研社長・会長、日本証券業協会会長
- 海保孝 - 大和銀行頭取、りそなホールディングス初代会長
- 加賀谷武夫 - 北都銀行元頭取
- 勝田泰久 - りそな銀行初代頭取、りそなホールディングス初代社長、大阪経済大学教授
- 金杉恭三 - あいおいニッセイ同和損害保険社長、MS&ADインシュアランスグループホールディングス副会長
- 川喜田半泥子 - 百五銀行元頭取、陶芸家
- 川田憲治 - りそなホールディングス社長
- 木下茂 - 山一證券会長、日本証券金融会長、東洋ベアリング製造（NTN）会長
- 清田瞭 - 大和証券会長、東京証券取引所社長
- 小林中 - 初代日本開発銀行（現・日本政策投資銀行）総裁、日本航空会長、海外技術協力事業団（現・国際協力機構 JICA）初代会長、富国生命社長、アラビア石油社長、アジア経済研究所初代会長
- 小林真 - 三菱UFJ証券社長、三菱UFJモルガン・スタンレー証券社長
- 佐久間英利 - 千葉銀行頭取、一般社団法人全国地方銀行協会会長
- 櫻田謙悟 - 損害保険ジャパン社長、日本損害保険協会会長、経済同友会代表幹事
- 笹島律夫 - 常陽銀行頭取
- 佐藤誠治 - 東京スター銀行頭取
- 清水三省 - 神奈川銀行頭取
- 清水喜彦 - SMBC日興証券社長
- 白井友康 - 商工中金常務、中央協同社長（商工中金本店内関連会社）
- 新開卓 - 秋田銀行頭取
- 眞保智絵（鳥海智絵） - 野村信託銀行社長（女性初の銀行トップ）
- 隅修三 - 東京海上ホールディングス社長
- 角廣勲 - 広島銀行元頭取
- 関根正裕 - プリンスホテル常務、商工中金社長
- 高島隆平 - 朝日生命保険元社長
- 高野真 - ピムコジャパンリミテッド社長
- 高橋正 - 広島銀行元頭取
- 高広次平 - 北陸銀行頭取
- 谷正明 - 福岡銀行頭取
- 玉城俊一 - 荘内銀行元頭取、会長
- 寺門一義 - 常陽銀行頭取
- 利根忠博 - 埼玉りそな銀行頭取
- 豊島勝一郎 - 清水銀行頭取
- 中田誠司 - 大和証券グループ本社 社長CEO
- 中村和哉 - 北國銀行代表取締役、日本ハンドボールリーグ代表理事、日本ハンドボール協会副会長
- 奈良磐松 - 秋田銀行元頭取
- 根岸秋男 - 明治安田生命保険社長、生命保険協会会長
- 八馬兼介 (3代) - 神戸銀行頭取
- 原善一郎 - 横浜興信銀行（横浜銀行）取締役
- 原富太郎 - 横浜興信銀行（横浜銀行）初代頭取、三渓園設立
- 檜垣誠司 - りそなホールディングス社長
- 藤野英人 - レオス・キャピタルワークス創業者兼社長、ファンドマネジャー
- 藤原弘治 - みずほ銀行元頭取、全国銀行協会元会長
- 古川徹 - 保険マンモス株式会社代表取締役社長（元聖飢魔IIにおいてジャギ古川として一時期活動）
- 松田哲 - 元外国為替ディーラー
- 水野温氏 - クレディ・スイス証券副会長、元日本銀行政策委員会審議委員
- 湊屋隆夫 - 秋田銀行会長、前頭取
- 藤木保彦 - オリックス社長・会長
- 森田徹 - 新銀行東京元社長
- 梁瀬行雄 - オリックス社長、あさひ銀行元頭取
- 山口揚平 - ブルー・マーリン・パートナーズ株式会社社長、元デロイトトーマツコンサルティング、アビームM&Aコンサルティング出身
- 米本努 - 千葉銀行頭取、全国地方銀行協会会長
- 米山好映 - 富国生命保険社長・会長
- 渡辺伸充 - 日本カストディ銀行社長

#### 商社・流通
- 飯田新一 - 髙島屋元社長
- 石井敬太 - 伊藤忠商事社長
- 井出健義 - ヤナセ社長
- 伊藤嘉彦 - 京王百貨店社長・会長
- 石津谷悦朗 - 東急百貨店・社長、伊勢丹元専務取締役
- 大久保恒夫 - 西友最高経営責任者、成城石井・元社長・相談役、元中央大学客員教授
- 大本晶之 - 丸紅社長
- 岡田卓也 - イオン社長・会長・名誉会長
- 岡田元也 - イオン社長・会長
- 亀井淳 - イトーヨーカ堂社長
- 樫沢利博 - 兼松会長、東銀リース監査役
- 久保允誉 - エディオン社長、デオデオ会長、暮らしのデザイン会長、サンフレッチェ広島社長
- 小柴和正 - 伊勢丹元社長・会長・相談役、日本百貨店協会会長
- 佐々木幹夫 - 三菱商事会長、日本経済団体連合会副会長
- 高柳浩二 - ファミリーマート会長、ユニー・ファミリーマートホールディングス社長
- 土屋裕雅 - カインズ社長・会長、ベイシア会長
- 仲岡一紀 - 京王百貨店社長
- 西尾長光 - 丸ヨ西尾社長、セイコーマート創業者、札幌商工会議所会頭
- 原大 - 双日会長
- 細谷敏幸 - 三越伊勢丹ホールディングス社長CEO
- 松本隆 - そごう・西武元社長
- 三浦義哲 - SHIPS 創業者・社長
- 宮郷彰通 - 杓子の家会長、厳島神社元総代
- 宮太郎 - 大和元社長
- 柳井正 - ファーストリテイリング会長兼社長、創業者、日本一の大富豪
- 山崎厚男 - トーハン社長
- 吉原信之 - 三陽商会創業者・元社長・会長・相談役・最高顧問
- 和田繁明 - 西武百貨店社長・会長、そごう社長、ミレニアムリテイリング社長

#### コンサルティング・シンクタンク
- 秋池玲子 - ボストン・コンサルティング・グループ (BCG) 日本代表
- 遠藤功 - ローランド・ベルガー会長
- 及川直彦 - 早稲田大学ビジネススクール客員教授、元電通コンサルティング代表取締役社長
- 大前研一 - 経営コンサルタント、UCLA教授、ビジネス・ブレークスルー代表
- 倉重英樹 - シグマクシス会長 兼 社長、プライスウォーターハウスクーパースコンサルタント株式会社（現PwCコンサルティング）社長、RHJインターナショナル・ジャパン会長、ソフトバンクテレコム（旧・日本テレコム）社長
- 近藤聡 - デロイトトーマツコンサルティング代表取締役社長
- 寺島実郎 - 日本総研会長、多摩大学学長、三井物産戦略研究所会長、コメンテーター
- 堀新太郎 - マッキンゼー・アンド・カンパニー パートナー、ベイン・アンド・カンパニー日本代表、ベインキャピタル・ジャパン会長、ビジネス デベロップメント アソシエーツ代表、UCC上島珈琲株式会社取締役副社長
- 松江英夫 - デロイトトーマツグループ執行役、デロイトトーマツインスティテュート（DTI）代表、 デロイトトーマツコンサルティングパートナー、中央大学ビジネススクール客員教授、事業構想大学院大学客員教授、経済同友会幹事、国際戦略経営研究学会理事
- 武藤真祐 - 経営コンサルタント、医師、東京医科歯科大学客員教授、藤田医科大学客員教授、宮内庁侍従職侍医

#### 電力・ガス・石油・燃料・交通・運輸・通信
- 新井純 - 昭和シェル石油元社長、昭和四日市石油元社長
- 新井章治 - 東京電力会長、東京電燈社長、日本発送電総裁
- 安藤隆司 - 名古屋鉄道社長
- 市野紀生 - 東京ガス元社長（2003年 - 2007年）、元会長
- 稲嶺一郎 - 琉球石油創業者、元参議院議員
- 大須賀頼彦 - 小田急電鉄社長・会長
- 太田半六  - 東京瓦斯社長、貴族院勅撰議員
- 大塚弘 - 京成電鉄元社長（1998年 - 2004年）
- 長田睦夫 - 阪神タイガース元球団社長
- 上條清文 - 東急社長・会長
- 川合辰雄 - 九州電力社長・会長
- 河西乾二 - 三井石油会長、三井物産副社長
- 笠井孝悦 - 新京成電鉄社長・会長
- 加藤泰彦 - 三井造船相談役（元社長、会長）、日本造船工業会会長
- 川井吉彦 - 日本原燃社長
- 川口文夫 - 中部電力社長・会長、中部経済連合会会長、名古屋ケーブルビジョン理事長、名古屋グランパス会長、大同大学監事
- 喜多村樹美男 - 西武鉄道代表取締役社長
- 北原安定 - NTT元副社長、電電公社副総裁
- 桑山健一 - 京王帝都電鉄元社長
- 紅村康 - 京王電鉄代表取締役社長・会長
- 越村敏昭 - 東京急行電鉄社長・会長
- 小林中 - 東京急行電鉄社長、日本航空（JAL）会長
- 小林哲也 - 近鉄グループホールディングス代表取締役会長兼グループCEO・近畿日本鉄道代表取締役社長
- 白倉茂生 - 中国電力元社長、相談役
- 松橋功 - 日本交通公社（現・JTB）社長・会長、成田国際空港（NAA）会長、日本観光通訳協会会長
- 塩見修 - 宮崎交通社長
- 嶋田泰夫 - 阪急電鉄社長
- 鈴木邦雄 - 商船三井代表取締役社長
- 角和夫 - 阪急阪神ホールディングス社長
- 千田憲三 - 名古屋鉄道社長、東海テレビ放送初代社長
- 田浦芳孝 - 北海道旅客鉄道（JR北海道）会長、ビューカード社長、JR東日本情報システム社長
- 髙﨑裕樹 - 名古屋鉄道社長
- 滝上隆司 - 小田急電鉄代表取締役社長
- 竹内善一郎 - 遠州鉄道社長・会長
- 竹田弘太郎 - 名古屋商工会議所会頭、名古屋鉄道社長・会長
- 玉井操 - 日本サッカー協会副会長、玉井商船元社長
- 玉川敏雄 - 東北電力社長・会長、東北経済連合会会長
- 壷田修 - 南海電気鉄道元社長、会長、鉄道官僚
- 戸田博之 - 西武鉄道社長、西武ライオンズ球団社長、西武バス社長、西武ハイヤー社長
- 長岡毅 - 日本通運元社長・会長
- 西田真吾 - ZIPAIR Tokyo社長
- 野村吉三郎 - 全日本空輸元会長
- 野本弘文 - 東京急行電鉄代表取締役社長
- 八馬兼介 (3代) - 八馬汽船元相談役
- 早川徳次 - 東京地下鉄道社長、日本における地下鉄事業の先駆者
- 原田宏哉 - 東北電力社長
- 平川良浩 - 京阪電気鉄道社長
- 広瀬道明 - 東京ガス社長・会長
- 藤木幸夫 - 横浜スタジアム会長、藤木企業社長・会長、横浜港運協会会長
- 星野晃司 - 小田急電鉄社長
- 三輪尚治 - 名港海運株式会社社長
- 美土路昌一 - 全日本空輸元社長、元朝日新聞社社長（1964年 - 1967年）
- 村上巧児 - 西日本鉄道初代社長、貴族院勅撰議員
- 森岡俊男 - 関西電力元社長
- 山北栄二郎 - JTB社長
- 山崎篤 - ヤマト運輸代表取締役社長
- 山田和昭 - 日本鉄道マーケティング代表社員、元若桜鉄道代表取締役社長
- 山本亜土 - 名古屋商工会議所会頭、名古屋鉄道社長・会長
- 吉田秀弥 - 京成電鉄元社長
- 若林久 - 西武鉄道社長、西武ホールディングス取締役
- 渡辺宏 - 東京ガス元社長（1981年 - 1989年）

#### マスメディア・出版・広告

##### 新聞
- 阿部雅美 - 産業経済新聞社（産経新聞）元常務取締役、産経デジタル元社長
- 新井明 - 日本経済新聞社社長（1988年 - 1993年）
- 飯田真也 - 朝日新聞社会長
- 池宮城秀意 - 琉球新報社・元社長、ジャーナリスト
- 石原俊輝 - 信濃毎日新聞社社長、信越放送社長
- 岩瀬昭典 - 河北新報社東京支社長
- 圓城寺次郎 - 日本経済新聞社社長（1968年 - 1976年）
- 老川祥一 - 読売新聞東京本社元社長、読売巨人軍オーナー
- 大島宇一郎 - 中日新聞社社長、株式会社中日ドラゴンズ代表取締役オーナー、東京新聞社社長
- 大西祐資 - 京都新聞社社長
- 小田敏三 - 新潟日報社社長
- 小汀利得 - 中外商業新報社（現・日本経済新聞社）社長（1945年 - 1947年）、評論家
- 恩田貢 - 内外タイムス社元社長、ジャーナリスト（梶山軍団）
- 加藤巳一郎 - 中日新聞社会長、中日ドラゴンズオーナー
- 木村伊量 - 朝日新聞社代表取締役社長
- 黒澤洋介 - 山形新聞社社長
- 鹿内信隆 - フジサンケイグループ元会議議長、産業経済新聞社元社長、ニッポン放送、フジテレビ、設立を主導、元社長
- 小出宣昭 - 中日新聞社元社長、主筆
- 小坂壮太郎 - 信濃毎日新聞社社長
- 小山勇 - 中日新聞社元副社長
- 信夫韓一郎 - 朝日新聞社代表取締役社長（1951年 - 1960年）
- 高梨柳太郎 - 神戸新聞社社長
- 千野境子 - 産業経済新聞社元取締役、産経新聞元論説委員長
- 角田克 - 朝日新聞社社長
- 鶴田卓彦 - 日本経済新聞社社長（1993年 - 2003年）会長、大阪経済大学理事、横綱審議委員会12代委員長
- 飛田秀一 - 北國新聞社会長、主筆
- 中尾清一郎 - 佐賀新聞社社長
- 中野以佐夫 - 北海道新聞社社長
- 温井伸 - 北國新聞社社長
- 野村裕知[11] - 日経BP取締役会長（2020年 - 2023年）、国家公安委員会委員（2023年 - ）
- 長谷部忠 - 朝日新聞社社長（1949年 - 1951年）
- 長谷部剛 - 日本経済新聞社社長
- 服部敬雄 - 山形新聞社元社主、山形放送元社長
- 馬場恒吾 - 読売新聞社元社長
- 早嶋喜一 - 産業経済新聞社元社長、旭屋書店創業者
- 原田譲二 - 朝日新聞社元専務、貴族院勅撰議員
- 東功 - 北海道新聞元社長
- 古野伊之助 - 同盟通信社元社長
- 星野元 - 新潟日報社社長
- 本田親男 - 毎日新聞社元社長、日本新聞協会元会長
- 丸山昌宏 - 毎日新聞社代表取締役社長、毎日新聞グループホールディングス代表取締役社長、日本新聞協会会長
- 美土路昌一 - 全日空元社長、朝日新聞社社長（1964年 - 1967年）
- 務台光雄 - 読売新聞社元社長、会長、名誉会長
- 村上政敏 - 日本広告審査機構理事長、時事通信社社長（1996年 - 2002年）、レジオンドヌール勲章受章
- 山口壽一 - 読売新聞グループ本社社長
- 萬直次 - 日本経済新聞社社長（1956年 - 1968年）
- 吉田信行 - 産業経済新聞社専務取締役（2005年）、産経新聞論説委員長（1994年 - 2005年）、国家公安委員会委員（2005年 - 2010年）

##### 放送
- 飯島一暢 - フジ・メディア・ホールディングス常務取締役、サテライト・サービス初代社長、三菱商事メディア放送事業部長
- 石黒大山 - 東海テレビ放送社長
- 石原俊爾 - TBSホールディングス、TBSテレビ会長
- 磯崎洋三 - TBSホールディングス社長
- 岩崎正幸 - ニッポン放送社長
- 内田優 - 東海テレビ放送社長
- 海老沢勝二 - 日本放送協会会長、アジア太平洋放送連合会長
- 大島一郎 - 東海テレビ放送社長
- 大橋善光 - 讀賣テレビ放送（読売テレビ）代表取締役社長
- 越智常雄 - 讀賣テレビ放送（読売テレビ）代表取締役社長、同会長
- 亀渕昭信 - ニッポン放送取締役相談役、同代表取締役社長
- 亀山慶二 - テレビ朝日社長
- 亀山千広 - BSフジ社長、フジテレビ社長
- 金光修 - フジ・メディア・ホールディングス代表取締役社長、フジテレビ代表取締役社長
- 北村麗 - 岡山放送アナウンサー
- 君和田正夫 - テレビ朝日会長、朝日新聞社専務
- 桑田弘一郎 - テレビ朝日社長、日本民間放送連盟会長
- 國保徳丸 - テレビ愛知社長
- 小孫茂 - テレビ東京社長
- 坂本朝一 - 第12代日本放送協会会長
- 佐々木卓 - TBSテレビ、TBSホールディングス社長
- 佐藤重喜 - 文化放送代表取締役社長
- 重村一 - ニッポン放送代表取締役会長、スカパー代表取締役社長
- 品田卓 - テレビ大阪代表取締役社長
- 島田昌幸 - テレビ東京社長
- 白井博 - テレビマンユニオン社長
- 菅谷定彦 - テレビ東京会長
- 杉浦正樹 - 中部日本放送社長
- 富原薫 - 北海道放送社長
- 髙橋雄一 - テレビ東京社長、同会長
- 滝井禧夫 - 北海道テレビ放送社長
- 田代喜久雄 - テレビ朝日社長
- 田中晃 - WOWOW社長
- 田中和泉 - TBSテレビ社長
- 寺崎一雄 - テレビ西日本社長、同会長
- 伝川幹 - 讀賣テレビ放送社長
- 友田信 - 文化放送社長
- 永井多恵子 - NHK副会長、同アナウンサー
- 中川正男 - 北海道文化放送社長
- 中野達雄 - 讀賣テレビ放送（読売テレビ）代表取締役社長・会長
- 中村行宏 -  テレビ神奈川社長
- 浪久圭司 - BSフジ代表取締役会長
- 野村秀雄 - 第8代日本放送協会会長、朝日新聞社社長（1945年 - 1946年）
- 萩元晴彦 - テレビマンユニオン初代社長
- 羽佐間重彰 - フジメディアホールディングス社長、フジテレビ社長、ニッポン放送社長、産経新聞社長
- 羽牟正一 - 関西テレビ放送社長
- 浜本孝久 - 北海道テレビ放送社長
- 日枝久 - フジメディアホールディングス社長、同会長、フジテレビ社長、会長、日本民間放送連盟会長
- 平本和生 - TBS常務取締役、同ニュースキャスター
- 深谷勝清 - 北海道放送社長
- 福井澄郎 - 関西テレビ放送社長
- 福田英雄 - フジテレビ副社長、サンケイアトムズオーナー
- 堀越むつ子 - テレビ朝日取締役広報局長、テレビ朝日アナウンサー
- 牧内良平 - 神奈川大学理事長、テレビ神奈川社長・会長
- 正籬聡 - 日本放送協会（NHK）副会長、アジア太平洋放送連合（ABU）会長
- 舛方勝宏 - 日本テレビ取締役副社長執行役員（日テレグループ企画社長）、日本テレビアナウンサー
- 松本圭祐 - フリーアナウンサー
- 三木明博 - 文化放送社長
- 港浩一 - フジテレビ社長、共同テレビ社長
- 箕輪幸人 - テレビ新広島代表取締役社長、フジテレビ報道局長
- 村山創太郎 - ニッポン放送社長
- 森君夫 - 九州朝日放送代表取締役社長、KBCグループホールディングス代表取締役[12]
- 諸星衛 - 北方領土問題対策協会理事長、NHKインターナショナル理事長、日本赤十字社理事[13]
- 柳瀬璋 - 毎日放送最高顧問、同社長

##### 出版
- 青木康晋 - 朝日新聞出版元社長・会長、週刊朝日元編集長
- 池田恒雄 - ベースボール・マガジン社創立者、野球殿堂入り
- 井上伸一郎 - 角川書店代表取締役社長
- 岩田眞二郎 - ベネッセホールディングス会長、日立工機会長、筑波大学客員教授、日立物流取締役 (社外取締役）、日立製作所アドバイザー
- 岡本厚 - 岩波書店代表取締役社長
- 加藤克明 - ハナペン社長、元「週刊ファミ通」編集長、元「Walker47」編集長 ※中退
- 角川歴彦 - 角川グループホールディングスCEO、東京大学大学院情報学環に角川文化振興財団メディア・コンテンツ研究寄付講座開設
- 上林吾郎 - 文藝春秋社長・会長
- 北田正典 - 石油通信社社長
- 工富保 - 講談社元役員待遇、同社で「週刊少年マガジン」など編集長歴複数
- 久保雅一 - 小学館キャラクター企画室長、編集者
- 見坊行徳 - 校閲者、辞書マニア
- 河野栄子 - リクルート社長・会長、早稲田大学理事
- 斎藤佐次郎 - 金の星社創業者
- 斎藤十一 - 新潮社元専務、「週刊新潮」創刊
- 坂井宏先 - ポプラ社元社長
- 酒井逸史 - 週刊新潮編集長
- 佐藤辰男 - 角川ホールディングス社長
- 佐藤亮一 - 新潮社元社長
- 塩崎剛三 - 元「週刊ファミ通」編集長、同誌の独立雑誌化に尽力
- 嶋中雄作 - 中央公論社元社長
- 白石勝 - 文藝春秋社長・会長
- 新谷学 - 週刊文春編集長
- 谷山尚義 - 集英社元社長
- 徳間康快 - 元徳間書店社長、映画プロデューサー
- 北口克彦 - 三省堂社長
- 長井勝一 - 元青林堂社長、「ガロ」編集長
- 中島資皓 - 元東洋経済新報社社長、元「週刊東洋経済」編集長
- 長野規 - 集英社元専務取締役、「週刊少年ジャンプ」初代編集長（1968年 - 1974年）
- 西和彦 - アスキー創業者、尚美学園大学大学院教授
- 西村繁男 - 集英社元取締役、「週刊少年ジャンプ」第三代編集長（1978年 - 1986年）
- 野間省伸 - 講談社社長
- 蓮見清一 - 宝島社 創業者・社長
- 浜村弘一 - エンターブレイン元社長、元「週刊ファミ通」編集長
- 廣嶋健太郎-株式会社三栄OPTION ６代目、9代目編集長/ManiaxCars編集長
- 廣野眞一 - 集英社社長
- 福田峰夫 - 角川書店代表取締役社長、ジュピターテレコム（J:COM）代表取締役副社長最高執行責任者
- 福武総一郎 - ベネッセコーポレーション元社長・会長、総務省顧問、東京大学大学院情報学環に「福武ホール」寄贈
- 本多光夫 - プレジデント社元社長、「諸井薫」の筆名で著述活動
- 三浦銕太郎 - 元東洋経済新報社代表社員兼主幹、石橋湛山を育てる
- 箕輪厚介 - 編集者、実業家、株式会社エクソダス取締役、CAMPFIRE チェアマン
- 吉村久夫 - 日経BP社特別参与・元社長、元日経産業新聞編集長

##### 広告
- 伊藤直樹 - クリエイティブ・ディレクター、京都造形芸術大学教授
- 井之上喬 - 井之上パブリックリレーションズ社長
- 岩永嘉弘 - コピーライター、ネーミングの第一人者、日本ネーミング協会会長
- 岡康道 - クリエイティブ・ディレクター
- 小竹海広 - コピーライター・クリエイティブ・ディレクター
- 鹿毛康司 - マーケター、クリエイティブ・ディレクター
- 川西純 - CMディレクター
- 川崎徹 - CMディレクター
- 久間敬一郎 - CMディレクター
- 窪本心介 - クリエイティブ・ディレクター
- 多氣田力 - アサツーディ・ケイ（ADK）代表取締役社長、コナミスポーツ&ライフ代表取締役会長
- 小池一子 - クリエイティブ・ディレクター
- 西村佳也 - コピーライター、クリエイティブ・ディレクター
- 松井達二 - 電通テック社長
- 三浦崇宏 - PRプランナー、株式会社GO 創業者・社長、クリエイティブディレクター、作家
- 宮川智雄 - 博報堂、博報堂DYホールディングス元社長、会長、相談役

#### 情報
- 芦田甚之助 - 日本労働組合総連合会2代目会長、旭日大綬章
- 安藤広大 - 識学 代表取締役社長・創業者
- 石田健 - 起業家、エンジェル投資家、評論家、コメンテーター
- 石田敏彦 - 東宝社長
- 一木広治 - 実業家、株式会社ヘッドライン 代表取締役代表
- 出木場久征 - 株式会社リクルートホールディングス代表取締役社長兼CEO
- 出澤剛 - Zホールディングス株式会社代表取締役社長CEO、LINE株式会社代表取締役社長
- 鵜之澤伸 - バンダイナムコゲームス社長
- 内田進 - インターリスク総研社長、三井住友きらめき生命社長、三井住友海上火災専務取締役
- 内田雅章 - 「学生新聞」創設者、実業家、作家、講演家
- 江幡哲也 - オールアバウト創業者・社長兼CEO、ディー・エル・マーケット社長
- 大川功 - CSKホールディングス創業者（1968年 - ）・元社長・名誉会長、セガ元社長（1984年 - 2001年）・元会長
- 大木塁 - ビッグツリーテクノロジー&コンサルティング創業者、早稲田大学商議員
- 大谷米一 - ニューオータニ元社長、会長
- 岡部秀也 - セリングビジョン代表取締役社長
- 小倉純二 - 古河電気工業社員。第12代日本サッカー協会会長
- 奥山真司 - Google日本法人代表、プロクター・アンド・ギャンブル・ジャパン社長
- 株本祐己 - StockSun株式会社 代表取締役社長
- 神藏孝之 - イマジニア社長、松下政経塾出身
- 岸野裕 - エイチ・アイ・シー株式会社創業者・代表取締役社長
- 木下斉 - 一般社団法人エリア・イノベーション・アライアンス代表理事
- 小泉明正 - オラクル社長、SRI（旧・Stanford Research Institute）アジアパシフィック代表、エマソン・プロセス・ジャパン社長
- 西條晋一 - エキサイト株式会社社長、XTech株式会社CEO
- 佐久間庸和 - サンレー社長
- 川勝良昭 - プロジェクトマネジメント研究家、新潟県参与、元法政大学IT研究センター教授
- 木村弘毅 - ゲームプロデューサー、ミクシィ代表取締役社長
- 楠恒男 - GEOS会長兼社長
- 窪田靖彦 - 経営学者、コンサルタント、実業家
- 小笹芳央 - リンクアンドモチベーション代表取締役社長
- 小林宏 - 株式会社ドワンゴ代表取締役社長
- 佐藤航陽 - メタップス創業者
- 澤田宏太郎 - 株式会社ZOZO代表取締役社長兼CEO
- 澤村大輔 - Stock代表取締役。
- 信太明 - アウンコンサルティング創業者・代表取締役社長
- 志太勤 - シダックス会長、e連携フォーラム代表
- 清水達也 - リクルートエージェント元代表取締役社長、DEiBA Company創業者、代表取締役社長
- 杉本哲哉 - 経済同友会 元幹事（消費問題委員会副委員長）、マクロミル創業者、グライダーアソシエイツ代表取締役社長
- 田邊宗英 - 後楽園スタヂアム元社長、野球殿堂入り
- 次原悦子 - サニーサイドアップグループ代表取締役社長、サニーサイドアップ創業者・代表取締役社長、国際PR協会（IPRA）会長
- 夏野剛 - KADOKAWA代表取締役社長、株式会社ドワンゴ代表取締役社長CEO、学校法人角川ドワンゴ学園理事、近畿大学情報学研究所所長兼特別招聘教授、NTTドコモ「iモード」立ち上げメンバー
- 成川豊彦 - 早稲田セミナー（Wセミナー）代表
- 畠山祥 - 株式会社レイワセダ創業者。起業家、エンジニア
- 鉢嶺登 - 株式会社オプト創業者、デジタルホールディングス代表取締役会長
- 八田竹男 - 吉本興業元社長
- 原徹 - スタジオジブリ元常務取締役
- 平岡昭良 - 日本ユニシス社長
- 平松庚三 - ライブドア執行役員社長
- 古川健介（けんすう） - 連続起業家、アル代表取締役、nanapi共同創立者、メディアクリップ元社長など
- 堀内雅生 - USEN-NEXT HOLDINGS監査役、サイバーエージェント社外取締役監査等委員
- 本多圭司 - スクウェア・エニックス代表取締役副社長、元エニックス社長
- 前澤友作 - 株式会社ZOZOファウンダー（創業者）、株式会社スタートトゥデイ代表取締役社長、株式会社前澤ファンド代表取締役社長、公益財団法人現代芸術振興財団会長、一般財団法人ARIGATO代表理事
- 前田裕二 - 実業家、SHOWROOM株式会社代表取締役社長、作家
- 丸山茂雄 - ソニー・ミュージックエンタテインメント元社長、ロッカホリック、に・よん・なな・みゅーじっく代表取締役
- 宮本雅史 - 株式会社スクウェア（現スクウェア・エニックス・ホールディングス）初代社長
- 村上太一 - リブセンス創業者、代表取締役
- 村松増美 - サイマル・インターナショナル元社長、日英会議通訳者（同時通訳者）
- 元谷芙美子 - アパホテル代表取締役社長
- 安田善之 - ファーストビット代表取締役社長
- 山口弘毅 - プリンスホテル元社長、コクド元社長
- 山口祐司 - 富士屋ホテル総支配人、コーネル大学評議員、桜美林大学名誉教授
- 山田進太郎 - メルカリ創業者、同代表取締役CEO
- 吉藤健太朗 - オリィ研究所代表取締役社長、ロボット研究者
- 渡辺章仁 - ローソンエンタテインメント代表取締役社長、ユナイテッド・シネマ代表取締役社長

#### その他
- 池田純 - 横浜DeNAベイスターズ初代代表取締役社長
- 池田弘 - NSGグループ会長、アルビレックス新潟会長、（学）新潟総合学園 総長・理事長、古町愛宕神社宮司、公益社団法人日本ニュービジネス協議会連合会会長
- 大東和美 - 独立行政法人日本スポーツ振興センター理事長、第4代日本プロサッカーリーグ理事長（Jリーグチェアマン）、日本サッカー協会副会長、鹿島アントラーズ代表取締役社長、早稲田大学ラグビー蹴球部監督
- 奥山章雄 - 日本公認会計士協会会長・中央青山監査法人理事長・早稲田大学教授
- 小暮真久 - 社会起業家、NPO法人TABLE FOR TWO International代表・創業者
- 工藤北斗（岩崎北斗） - 株式会社アガルート創業者・代表取締役社長
- 小池修 - リハプライム代表取締役
- 須野田誠 - 早稲田アカデミー創業者
- 園マリ - 公認会計士、元証券取引等監視委員会委員、元野村ホールディングス社外取締役
- 宋世羅 - ビジネス系YouTuber「宋世羅の羅針盤ちゃんねる」
- 辻上裕章 - 福島ユナイテッドFC取締役副社長
- 田口誠 - 浦和レッドダイヤモンズ代表取締役社長
- 寺田明彦 - 保育総合学院（現：ニチイ学館）創業者（中退）
- 藤本光正 - 株式会社栃木ブレックス（プロバスケットボールチーム宇都宮ブレックスを運営）代表取締役社長
- 湊通夫 - オリックスバファローズ代表取締役社長、株式会社大阪シティドーム代表取締役社長
- 村井満 - 日本バドミントン協会会長、第5代日本プロサッカーリーグ理事長（Jリーグチェアマン）、リクルートエージェント代表取締役社長
- リップシャッツ信元夏代 - アスパイア・インテリジェンス代表取締役社長

### 学術

#### 法学・政治学
あ行
- 愛敬浩二 - 早稲田大学教授（憲法）
- 秋野豊 - 元筑波大学教授（政治学）、外務省
- 天児慧 - 早稲田大学教授（中国政治学）
- 新井隆一 - 早稲田大学名誉教授（公法）
- 飯島昇藏 - 早稲田大学教授（政治哲学）
- 岩田温 - 秀明大学専任講師（政治哲学）
- 岩渕美克 - 日本大学教授（政治学）
- 浦田賢治 - 早稲田大学名誉教授（憲法）
- 内田満 - 早稲田大学教授（政治過程論）
- 梅澤昇平 - 尚美学園大学名誉教授（政治学）
- 大塚裕史 - 神戸大学教授（刑法）
- 大山郁夫 - 早稲田大学教授（政治学）、参議院議員、大正デモクラシーの理論的指導者
- 岡田浩 - 金沢大学教授（選挙学・比較政治学・投票行動論）
- 押村高 - 青山学院大学教授（政治学）
- 重田園江 - 明治大学政治学科長、教授（現代思想、政治思想史、社会思想史、ミシェル・フーコー研究）
- 織朱實 - 上智大学教授（環境法）
- 小山勉 - 九州大学名誉教授（政治学）

か行
- 加藤朗 - 桜美林大学教授（政治学）
- 片岡鉄哉 - 元筑波大学教授（政治学）、元スタンフォード大学フーバー研究所研究員
- 片岡寛光 - 早稲田大学名誉教授（行政学）
- 金川幸司 - 静岡県立大学経営情報学部教授
- 金子利喜男 - 札幌大学名誉教授（国際法）
- 鴨武彦 - 元東京大学教授（政治学）
- 川出良枝 - 東京大学教授（政治学史）
- 川崎一夫 - 創価大学教授（刑法）
- 川嶋四郎 - 同志社大学教授（民事訴訟法）
- 姜尚中 - 東京大学教授（政治学）
- 北野弘久 - 日本大学名誉教授（税法学）
- 北村毅- 大阪大学准教授（文化人類学、民俗学）
- 久邇良子 - 東京学芸大学教授（国際政治学）
- 栗原康 - 東北芸術工科大学非常勤講師（アナキズム研究）
- 小泉悠 - 東京大学先端科学技術研究センター専任講師（ロシア軍事・安全保障政策）
- 小粥太郎 - 東京大学教授（民法）
- 後藤巻則 - 早稲田大学教授（民法）
- 後藤正人 - 和歌山大学名誉教授（法制史）
- 小林誠 - 大阪工業大学教授（知的財産）

さ行
- 阪口正二郎 - 早稲田大学教授（憲法）
- 佐々木信夫 - 中央大学教授（行政学）
- 佐藤正志 - 早稲田大学教授（西洋政治思想史）
- 重村智計 - 早稲田大学教授（朝鮮半島情勢）、元毎日新聞論説委員
- 篠田英朗 - 東京外国語大学大学院教授（国際関係論）
- 信夫淳平 - 法学者、帝国学士院会員
- 白井聡 - 京都精華大学准教授（政治思想）
- 白鳥浩 - 法政大学教授（政治学）
- 白鳥令 - 東海大学教授（政治学）
- 袖井林二郎 - 法政大学名誉教授（国際政治学、戦後日米関係史）

た行
- 高瀬淳一 - 名古屋外国語大学・大学院教授（情報政治学）
- 高根義人 - 京都帝国大学教授（商法）
- 高橋岩和 - 明治大学教授（経済法、独占禁止法）、日本経済法学会理事
- 田久保忠衛 - 杏林大学客員教授、新しい歴史教科書をつくる会理事
- 田中孝彦 - 早稲田大学教授（国際政治学）
- 戸部真澄 - 慶應義塾大学教授（環境法、行政法）
- 千葉眞 - 国際基督教大学教授（政治学）

な行
- 永井憲一 - 法政大学名誉教授（憲法・教育法）、日本スポーツ学会代表理事、日本教育法学会会長、子どもの人権連代表理事
- 長田彰文 - 上智大学教授（アジア太平洋国際政治史）
- 西修 - 駒澤大学教授（政治学）
- 西村幸次郎 - 早稲田大学教授、大阪大学教授、一橋大学名誉教授（中国法）
- 野口和彦 - ブリティッシュコロンビア大学准教授、群馬県立女子大学教授、東海大学教授（国際関係理論・方法論、安全保障研究）

は行
- 萩野浩基 - 東北福祉大学学長（政治学、社会福祉学）、元参議院・衆議院議員
- 長谷川憲 - 工学院大学教授（憲法学）
- 原武史 - 明治学院大学教授（政治学）
- 原秀六 - 滋賀大学教授（商法、会社法）
- 原彬久 - 東京国際大学教授（政治学）
- 原田鋼 - 中央大学学長、中央大学名誉教授（政治学）
- 福岡政行 - 白鷗大学教授（政治学）
- 福富満久 - 一橋大学教授（国際政治学）
- 藤井俊夫 - 千葉大学名誉教授（憲法学）
- 藤澤由和 - 静岡県立大学准教授（行政学）
- 藤原保信 - 早稲田大学名誉教授（政治学）
- 古谷修一 - 早稲田大学教授（国際法）
- 星川長七 - 初代駿河台大学学長、早稲田大学教授
- 星野昭吉 - 獨協大学教授（国際政治学）

や-わ行
- 八木秀次 - 高崎経済大学教授（憲法学）、新しい歴史教科書をつくる会第3代会長
- 山田清志 - 第17代 東海大学学長
- 山田三良 - 東京帝国大学法学部長、日本学士院長
- 山田泰彦 - 駒澤大学教授（商法）
- 吉田恒雄 - 第7代 駿河台大学学長
- 寄本勝美 - 早稲田大学教授（行政学）
- 我妻学 - 東京都立大学教授（民事訴訟法）
- 渡邊卓也 - 姫路獨協大学法務研究科 准教授（刑法学・サイバー法）

#### 経済学
- 上野俊樹 - 立命館大学名誉教授（経済学）
- 鵜飼康東 - 関西大学名誉教授（経済学）
- 内田銀蔵 - 京都大学教授（経済史）
- 柿崎繁 - 明治大学教授（現代日本経済論）
- 勝俣誠 - 明治学院大学教授（開発経済学）
- 川口大司 - 東京大学教授（労働経済学）
- 黒坂真 - 大阪経済大学教授（経済学）
- 小松芳喬 - 早稲田大学名誉教授（イギリス経済史学）、日本学士院会員
- 柴田善雅 - 大東文化大学教授（日本経済史）
- 島田昌和 - 文京学院大学教授（経営史学）、文京学園副理事長
- 末延吉正 - 中央大学経済学部特任教授 、元テレビ朝日経済部長・報道局解説委員
- 鈴木春二 - 千葉商科大学教授（現代資本主義論）
- 関下稔 - 立命館大学教授（国際経済学）、日本国際経済学会会長
- 高木隆造 - 岩手県立大学宮古短大部教授（経営経済学、労働問題）
- 塚原康博 - 明治大学教授（公共政策、公共経済学）
- 得田雅章 - 滋賀大学准教授（経済学）
- 時子山和彦 - 一橋大学教授（計量経済学）
- 中山智香子 - 東京外国語大学教授（経済思想史）
- 鍋島直樹 - 名古屋大学教授（経済学）
- 西川潤 - 早稲田大学名誉教授（国際経済学）
- 根井雅弘 - 京都大学教授（経済学）
- 花崎正晴 - 一橋大学教授（経済学）
- 松島泰勝 - 龍谷大学教授（島嶼経済論、内発的発展論）
- 松本義之 - 下関市立大学教授（経済工学、経営情報学）
- 水野和夫 - 日本大学教授（経済学）
- 村井吉敬 - 早稲田大学アジア研究所教授（インドネシア経済史）
- 除本理史 - 大阪市立大学教授（環境経済学）
- 若田部昌澄 - 日本銀行副総裁、早稲田大学教授

#### 商学・会計学
- 新井清光 - 早稲田大学名誉教授（会計学）、企業会計審議会会長
- 池上重輔 - 早稲田大学教授（経営学）
- 石川弘道 - 高崎経済大学学長（経営情報システム論・経営科学）
- 大島正克 - 亜細亜大学学長（会計学）
- 大塚宗春 - 会計検査院長、早稲田大学教授（会計学）
- 加古宜士 - 筑波大学教授、早稲田大学教授（会計学）、企業会計審議会会長
- 河西邦人 - 札幌学院大学学長（経営学）
- 上坂酉三 - 早稲田大学名誉教授（商学）、日本貿易学会会長
- 北垣武文 - ビジネス・ブレークスルー大学教授、株式会社ウーシア代表取締役CEO
- 小杉俊哉 - 慶應義塾大学大学院特任教授（経営学）、コンサルタント
- 末高信 - 早稲田大学教授 、生命保険修士会名誉会長、勲二等旭日重光章
- 杉本哲哉 - 法政大学大学院イノベーション・マネジメント研究科客員教授、日本マーケティング・リサーチ協会理事
- 染谷恭次郎 - 国際会計研究学会初代会長、日本会計研究学会会長、早稲田大学名誉教授（会計学）
- 田中弘 - 神奈川大学教授（会計学）
- 出牛正芳 - 専修大学理事長（マーケティング）
- 鳥羽欽一郎 - ノースウェスタン大学客員教授、マラヤ大学客員教授、早稲田大学名誉教授、新潟経営大学元学長（経営学）
- 永田晃也 - 政策研究大学院大学教授（技術経営）
- 西沢脩 - 早稲田大学名誉教授（会計学）
- 根本直子 - 早稲田大学教授
- 野中郁次郎 - 一橋大学名誉教授（経営学）、カリフォルニア大学バークレー校特別名誉教授、元組織学会会長
- 長谷川博和 - 早稲田大学教授（経営学）
- 目黒良門 - 専修大学教授（マーケティング戦略、流通戦略）
- 山田隆 - 昭和女子大学グローバルビジネス学部教授、名古屋商科大学ビジネススクール客員教授
- 渡邊和夫 - 小樽商科大学名誉教授（会計学）
- 和田茂穂 - 千葉経済大学短大部教授（流通学）

#### 哲学・社会学
- 石井公成 - 駒澤大学名誉教授（仏教学）
- 上田修 - 桃山学院大学教授、真正桃山労働組合初代執行委員長
- 長有紀枝 - 立教大学副総長、立教大学大学院教授、立教大学教授、人道支援家、認定NPO法人難民を助ける会（AAR Japan）会長、認定NPO法人ジャパン・プラットフォーム共同代表理事
- 影山貴彦 - 同志社女子大学教授（メディア研究）
- 金井新二 - 元東京大学教授、北星学園大学学長（宗教学）
- 萱野稔人 - 津田塾大学教授（哲学）、CS放送「朝日ニュースター」キャスター
- 清真人 - 近畿大学教授（哲学）
- 國分功一郎 - 東京大学教授（哲学）
- 小暮修三 - 東京海洋大学教授（社会学）
- 小坂国継 - 日本大学教授（哲学（主に西田幾多郎））
- 嶋崎尚子 - 早稲田大学教授（社会学）
- 沈雨香 - 早稲田大学助教（教育社会学）
- 菅原信海 - 早稲田大学名誉教授（仏教学、天台宗勧学）
- 杉森孝次郎 - 早稲田大学教授（社会哲学）
- 鈴木大拙 - 哲学者、仏教学者、文化勲章受章
- 徐京植 - 東京経済大学教授（現代思想・エスニシティ論）
- 竹田青嗣 - 早稲田大学教授（哲学）、文芸評論家
- 武田豊四郎 - 早稲田大学教授（仏教学）
- 田中智志 - 東京大学教授（教育学）、山梨学院大学教育顧問
- 中川小十郎 - 京都帝国大学創設者（哲学）
- 名取四郎 - 立教大学名誉教授（宗教学）
- 苫野一徳 - 熊本大学准教授（哲学、教育学）
- 波多野一郎 - 哲学者、市井の思想家、プラグマティズム研究
- 原田勝弘 - 明治学院大学名誉教授（社会学）
- 星野周弘 - 警察庁科学警察研究所防犯少年部長、帝京大学教授（犯罪社会学）
- 堀茂樹 - 慶應義塾大学教授（近代フランス思想）
- 福井康順 - 早稲田大学名誉教授（東洋学）
- 福井文雅 - 早稲田大学名誉教授（仏教学・中国学）
- 藤田英典 - 元東京大学教育学部長
- 松野弘 - 千葉大学大学院教授（環境社会学・経営学）
- 松本恭幸 - 摂南大学准教授
- 水無田気流(田中理恵子) - 立教大学講師（社会学）、詩人
- 村岡典嗣 - 東北大学教授（日本思想史学）
- 森元孝 - 早稲田大学教授（社会学）
- 師茂樹 - 仏教学者（因明（仏教論理学）・人文情報学）
- 山本直英 - 性教育研究者、吉祥女子高校副校長

#### 心理学
- 市井雅哉 - 兵庫教育大学教授（臨床心理学）
- 小倉千加子 - 元愛知淑徳大学教授（心理学、ジェンダー論）
- 折原茂樹 - 国士舘大学教授（健康心理学）
- 岸田秀 - 和光大学名誉教授（心理学）、エッセイスト
- 小坂井敏晶 - パリ第8大学准教授（社会心理学）
- 斎藤勇 - 立正大学教授（心理学）
- 齋藤美穂 - 早稲田大学副総長（心理学）
- 佐藤眞一 - 大阪大学教授（老年心理学）
- 浜井浩一 - 龍谷大学教授、元国際連合地域間犯罪司法研究所研究員
- 春木豊 - 早稲田大学名誉教授（心理学）
- 深澤道子 - 早稲田大学名誉教授（臨床心理学）
- 本明寛 - 早稲田大学名誉教授（心理学）

#### 文学・美術学
- 赤井益久 - 國學院大學学長（代文学、中国古典語法）
- 飯間浩明 - 三省堂国語辞典編集者、現代日本語学者
- 池澤一郎 - 明治大学教授（日本の近世文学）
- 石丸久 - 早稲田大学講師（近代日本文学）
- 大原恒一（恆一） - コロンビア大学客員教授、ニコライ・ネクラーソフ翻訳、戦後初のモスクワ大学大学院留学生
- 大河内昭爾 - 武蔵野大学名誉教授（旧・武蔵野女子大学元学長）（文芸評論家、近代日本文学）
- 岡部昌幸 - 帝京大学教授（美術史）
- 興津要 - 早稲田大学名誉教授（近世文学・古典落語）
- 小田切進 - 立教大学教授（日本近代文学）、神奈川近代文学館館長
- 落合東朗 - 早稲田大学出版代表取締役、ロシア文学者
- 河竹繁俊 - 早稲田大学教授（演劇学）、日本芸術院会員、文化功労者
- 河竹登志夫 - 早稲田大学名誉教授、文化功労者
- 木村晶子 - 早稲田大学教授（英文学）
- 金田一真澄 - 慶応義塾大学名誉教授
- 楠山春樹 - 早稲田大学名誉教授（中国古典研究）
- 沓掛良彦 - 東京外国語大学名誉教授（比較文学、西洋古典学）
- 郡司正勝 - 元早稲田大学教授（歌舞伎研究）
- 紅野敏郎 - 早稲田大学名誉教授（日本近代文学）
- 粉川哲夫 - 批評家 、東京経済大学教授
- 酒井信 - 明治大学准教授 （文芸批評、メディア論）
- 佐藤輝夫 - 元早稲田大学教授（フランス中世・ルネサンス文学、比較文学）
- 佐藤雄亮 - モスクワ大学日本語学科講師（日本人研究、ロシア文学）
- 澤井啓一 - 恵泉女学園大学名誉教授（儒学）
- 神宮輝夫 - 青山学院大学名誉教授（児童文学）
- 新庄嘉章 - 早稲田大学名誉教授（フランス文学）
- 竹盛天雄 - 早稲田大学名誉教授（日本近代文学）
- 田嶋一夫 - 国文学研究資料館資料第1室長、いわき明星大学人文学部長・人文学研究学科長（中世文学）
- 田中善信 - 白百合女子大学名誉教授（国文学、近世俳文学）
- 筒井真樹子 - 宇都宮大学・神奈川大学非常勤講師（韓国文学）
- 角田柳作 - コロンビア大学日本文化研究所創設者、京都女子大学教授
- 坪内士行 - 早稲田大学教授（演劇学）
- 出口保夫 - オックスフォード大学キャンピオンホール上級客員教授（地域研究（英国））、早稲田大学教授、ロンドン漱石記念館名誉館長
- 暉峻康隆 - 早稲田大学名誉教授（国文学）
- 鳥越信 - 元早稲田大学教授（児童文学）
- 大塚野百合 - 恵泉女学園大学名誉教授（英文学）、キリスト教文化・賛美歌研究家、キリスト教功労者
- 中野清 - 中国文学者、元代々木ゼミナール講師
- 中野京子 - 作家、ドイツ文学者、西洋文化史家、翻訳家
- 中野三敏 - 九州大学教授（近世日本文学）
- 野口武彦 - 神戸大学名誉教授（国文学）、文芸評論家
- 野中成夫 - 信州大学名誉教授（近代ドイツ文学）、瑞宝中綬章
- 浜名優美 - 南山大学副学長・名誉教授、椙山女学園大学教授（フランス文学）
- 原久一郎 - 早稲田大学講師（ロシア文学、トルストイ翻訳）
- 林文代 - 東京大学大学院総合文化研究科教授（アメリカ文学）
- 日置貴之 - 明治大学准教授（演劇研究）
- 日高昭二 - 神奈川大学名誉教授（日本近代文学）、日本近代文学会代表理事
- 平岡篤頼 - 早稲田大学名誉教授（フランス文学）
- 古井戸秀夫 - 東京大学教授（演劇学、舞踊学）
- 南明日香 - 相模女子大学教授（日仏比較文学・比較文化）
- 宮川寅雄 - 元和光大学教授（美術史）
- 宮澤淳一 - トロント大学客員教授、青山学院大学教授（ロシア文学）
- 村上春樹 - 国文学者、元横浜市立戸塚高等学校教諭、元横浜市立桜丘高等学校副校長、平将門伝説の研究　※本大学出身の同名小説家とは別人
- 矢口達 - 英文学者、早稲田高等学院教授
- 柳田泉 - 早稲田大学教授（明治文化・文学研究）
- 山崎一穎 - 跡見学園女子大学学長（日本近現代文学）
- 山脇百合子 - 実践女子大教授（英文学）
- 渡邊秀夫 - 信州大学人文学部長・人文学研究科長（国文学、和漢比較文学）
- 渡辺龍聖 - 名古屋帝国大学創設者・初代校長（倫理学）

#### 民俗学・文化人類学
- 岩田重則 - 東京学芸大学教授（民俗学者、葬制研究）
- 宇戸清治 - 東京外国語大学大学院総合国際学研究院教授（東南アジア文学（タイ））
- 大月隆寛 - 民俗学者、評論家
- 杉原たく哉 - 美術史家
- 岸上伸啓 - 国立民族学博物館教授、総合研究大学院大学比較文化学専攻教授（文化人類学）、人間文化研究機構理事
- 西江雅之 - 早稲田大学教授（文化人類学、言語学）
- 本田安次 - 早稲田大学名誉教授（民俗学）、文化功労者
- 松田俊介 - 東北芸術工科大学講師（文化人類学）

#### 言語学
- 五十嵐新次郎 - 早稲田大学名誉教授（音声学）、百万人の英語講師
- 石綿敏雄 - 国語審議会委員、国立国語研究所名誉所員、茨城大学教授、日本女子大学名誉教授（対照言語学）
- 石井博 - 早稲田大学名誉教授（言語学）
- 一ノ瀬和夫 - 立教大学異文化コミュニケーション学部初代学部長
- 大矢政徳 - 明治大学国際日本学部専任教授（言語学）
- 篠田義明 - 早稲田大学教授（教育学）、日本実用英語学会会長
- 下宮忠雄 - 学習院大学名誉教授（ゲルマン言語学・比較言語学）
- 杉本つとむ - 早稲田大学名誉教授、モスクワ大学招聘教授（言語学）
- 関口一郎 - 元慶應義塾大学教授（ドイツ語学、言語コミュニケーション）
- 田辺洋二 - アーラム大学客員教授、早稲田大学名誉教授、東京国際大学言語コミュニケーション学部初代学部長（英語教育）、大学英語教育学会会長、早稲田実業学校校長
- 東後勝明 - 早稲田大学名誉教授（応用言語学）、NHKラジオ英語会話講師
- 萩原恭平 - ロンドン大学客員教授、早稲田大学名誉教授
- 松木正恵 - 早稲田大学教授（日本語学）
- 森常治 - 早稲田大学名誉教授（記号学）
- 若林茂則 - 中央大学副学長（応用言語学）

#### 史学・考古学
- 朝河貫一 - 日本人初のイェール大学教授（歴史学）
- 安藤彦太郎 - 早稲田大学名誉教授（日中関係史）
- 石井米雄 - 京都大学名誉教授（東南アジア史）
- 稲葉伸道 - 名古屋大学教授（寺院研究）
- 李相佰 - ソウル大学校主任教授（朝鮮史、社会学）、バスケットボール選手、朝鮮体育会理事長
- 大村幸弘 - 考古学者
- 小和田哲男 - 静岡大学名誉教授（歴史学）
- 加藤聖文 - 国文学研究資料館助教
- 鹿野政直 - 早稲田大学名誉教授（日本近代思想史）
- 軽部慈恩 - 日本大学教授（考古学）
- 黒川みどり - 静岡大学教授（歴史学、近代被差別部落史
- 黒田日出男 - 歴史学者、東京大学史料編纂所長
- 酒井隆史 - 大阪府立大学准教授（社会思想史）
- 佐藤彰一 - 名古屋大学名誉教授（西欧中世史）
- 佐藤能丸 - 早稲田大学講師（政治史、思想史、女性史、大学文化史）
- 柴宜弘 - 東京大学名誉教授（バルカン史）
- 柴辻俊六 - 歴史学者、図書館員
- 史明 - 台湾史、台湾独立運動家
- 高橋史朗 - 明星大学教授、新しい歴史教科書をつくる会副会長
- 立川昭二 - 北里大学名誉教授（医療文化史）
- 津田左右吉 - 早稲田大学教授（日本史学）、日本学士院会員、文化勲章受章
- 寺尾五郎 - 歴史研究家、日本朝鮮研究所（現・現代コリア研究所）元専務理事
- 中野聡 - 一橋大学学長（アメリカ史、米比関係史）
- 奈倉哲三 - 跡見学園女子大学名誉教授
- 藤間生大 - 日本史学者
- 西本豊弘 - 国立歴史民俗博物館教授（考古学）
- 新田均 - 皇學館大学日本社会学部学部長・教授
- 根占献一 - 学習院女子大学教授（ルネサンス史）
- 弁納才一 - 金沢大学教授（中国経済史）
- 洞富雄 - 早稲田大学名誉教授（日本史）
- 山﨑圭一 - 歴史教育者、高等学校教員、地理歴史、公民。YouTuber（ムンディ先生）
- 吉村作治 - サイバー大学学長、元早稲田大学教授（エジプト考古学）

#### 地理学・地球科学
- 池俊介 - 早稲田大学教授（人文地理学）
- 中島峰広 - 早稲田大学名誉教授（農業地理学）、棚田研究の第一人者
- 長濱裕幸 - 東北大学大学院理学研究科・理学部地学専攻長
- 平川一臣 - 北海道大学名誉教授（自然地理学）

#### 理学
- 新井仁之 - 東京大学名誉教授、早稲田大学教育・総合科学学術院教授（解析学・応用解析学）、日本数学会春季賞受賞
- 岩月謙司 - 元香川大学教授、社会心理学的エッセイスト、生物学者
- 小保方晴子 - 理化学研究所研究員、細胞生物学者、STAP細胞の実在を主張
- 鎌野健 - 大阪工業大学准教授（数理科学）
- 窪川かおる - 東京大学特任教授（海洋生物学）
- 五丁龍志 - 大阪工業大学教授（知的財産）、弁理士・起業家
- 杉山直 - 名古屋大学総長（宇宙論）
- 真貝寿明 - 大阪工業大学教授（宇宙物理学）、元KAGRAサイエンス会議実行委員長
- 鳥居隆 - 大阪工業大学教授（宇宙物理学）、元東京大学ビッグバン宇宙国際研究センター機関研究員
- 半田利弘 - 鹿児島大学教授（天文学者、電波天文学）
- 藤田尚志 - 京都大学ウイルス研究所教授（免疫学）
- 三町勝久 - 東京工業大学教授、日本数学会建部賢弘賞受賞

#### 工学
- 大橋弘美 - 半導体技術者、古河電気工業株式会社シニア・フェロー
- 加藤一郎 - ロボット研究者、人型ロボット開発のパイオニア
- 加藤崇 - 東北大学特任教授、株式会社フラクタ 創業者兼CEO、SCHAFT 共同創業者
- 唐沢豊 - 元神奈川大学教授、元産業能率大学教授教授、経営工学者
- 川原田政太郎 - 早稲田大学名誉教授（電気工学、機械式テレビジョン研究）
- 小林洋 - 大阪大学教授（ロボット工学）
- 小町祐史 - 元大阪工業大学教授（情報工学）、画像電子学会フェロー・元会長
- 小西栄一 - 弘前大学理工学部助教授、計算機工学の権威
- 白井克彦 - 早稲田大学総長（15代目）、社団法人私立大学連盟常務理事、工学者
- 竹谷靱負 - 拓殖大学名誉教授、本名竹谷誠
- 羽賀俊雄 - 大阪工業大学教授（機械工学）、日本機械学会フェロー
- 平山亮 - 大阪工業大学教授（情報工学）、レスター大学MBA、画像電子学会フェロー
- 福田敏男 - 名古屋大学教授（ロボット研究）
- 本田澄 - 大阪工業大学准教授（情報工学）
- 増井忠幸 - 東京都市大学（旧・武蔵工業大学）環境情報学部第4代学部長
- 松居辰則 - 早稲田大学人間科学学術院教授（情報工学）
- 松浦博 - 静岡県立大学教授
- 松前仰 - 東海大学短期大学部長、元衆議院議員、電子情報通信
- 水内郁夫 - ロボット研究者、東京大学講師、東京農工大学准教授
- 三原義男 - 元北海道東海大学学長
- 矢野満明 - 大阪工業大学名誉教授（電気電子工学）
- 吉浦昌彦 - 元大阪工業大学教授（生体電子工学）
- 吉川弘道 - 東京都市大学名誉教授、工学者
- 若林克彦 - 国士舘大学名誉教授（機械力学）・元学長

#### その他の学際分野
- 五十嵐敬喜 - 法政大学教授（都市政策論）
- 伊勢崎賢治 - 東京外国語大学教授（紛争予防・平和構築学）
- 伊藤毅 - 早稲田大学教授（音響工学）、日本オーディオ協会常任理事、日本音響学会会長
- 梅野健 - 京都大学教授（情報学）
- 小川博久 - 東京学芸大学名誉教授、東京学芸大学環境教育実践施設長（幼児教育）
- 幸田国広 - 早稲田大学教授（教育史）
- 小塚郁也 - 防衛研究所主任研究官（中東安全保障）
- 小林真理 - 東京大学教授（文化経営学）
- 鈴木貫太郎 - 数学教育者、元早稲田アカデミー講師、YouTuber
- 志岐幸子 - 関西大学教授（感性工学）、1993年ミス・ユニバース・ジャパン
- 高橋智 - 東京学芸大学教授（特別支援教育）
- 床次眞司 - 弘前大学被ばく医療総合研究所長・教授
- 富山和子 - 立正大学名誉教授
- 平尾彰子 - （時間栄養学・時間運動学）
- 保崎則雄 - 早稲田大学人間科学部教授（外国語教育学・教育コミュニケーション学）
- 三宅幸夫 - 慶應義塾大学教授（音楽学）
- 吉田耕作 - カリフォルニア州立大学名誉教授（統計学）
- 吉永元信 - 第17代国立国会図書館長、信州豊南短期大学教授

### 建築
- 阿部勤 - 建築家、日本大学芸術学部非常勤講師
- 東秀紀 - 建築学者、作家、東京都立大学特任教授
- 新谷眞人 - 建築構造家、早稲田大学特任教授
- 相田武文 - 建築家、元芝浦工業大学教授
- 天野太郎 - 建築家、元東京芸術大学教授
- 飯島洋一 - 建築評論家、多摩美術大学教授
- 安東勝男 - 建築家、元早稲田大学教授
- 飯塚豊 - 建築家
- 池原義郎 - 建築家、元早稲田大学教授、日本芸術院賞受賞
- 石山修武 - 建築家、元早稲田大学教授
- 今井兼次 - 建築家、元早稲田大学教授
- 入江正之 - 建築家、早稲田大学教授
- 岩村和夫 - 建築家、元武蔵工業大学環境情報学部教授
- 内井昭蔵 - 建築家、日本芸術院賞受賞、元京都大学教授
- 卯月盛夫 - 建築家、早稲田大学社会科学部教授
- 大竹十一 - 建築家
- 大竹康市 - 建築家、都市計画家
- 尾島俊雄 - 建築学者、教育者、環境学者、都市科学者、元早稲田大学教授
- 小沢明 - 建築家、東北芸術工科大学第3代学長
- 太田隆信 - 建築家、大阪芸術大学教授
- 岡部憲明 - 建築家、神戸芸工大学教授
- 岡田哲史 - 建築家、千葉大学大学院工学研究科准教授
- 川添登 - 建築評論家
- 菊竹清訓 - 建築家
- 木島安史 - 建築家、元熊本大学工学部・千葉大学工学部教授
- 清水泰博 - 建築家、デザイナー
- 栗生明 - 建築家、千葉大学工学部教授、日本芸術院賞受賞
- 黒川雅之 - 建築家、金沢美工大教授
- 蔵田周忠 - 建築家、元工学院大教授
- 河野良坪 - 建築学者、大阪工業大学教授（建築環境工学）、元東京大学生産技術研究所研究員。
- 後藤春彦 - 建築家、都市計画家、早稲田大学教授
- 斉藤祐子 - 建築家
- 坂口恭平 - 建築家、作家
- 阪田誠造 - 建築家、元明治大学教授、坂倉建築研究所代表取締役、日本芸術院賞受賞
- 佐々木葉 - 建築家、デザイナー、早稲田大学教授
- 佐藤オオキ - 建築家、デザイナー
- 佐藤滋 - 都市計画家、都市研究者、早稲田大学教授
- 佐藤巧 - 建築学者、建築史家、東北大学名誉教授
- 佐藤武夫 - 建築家、元早稲田大学教授
- 重村力 - 建築家、元神戸大学教授、九州大学客員教授
- 地主道夫 - 建築家、元ミュージシャン（オフコース）
- 鈴木基紀 - 建築家
- 鈴木了二 - 建築家、早稲田大学芸術学校教授
- 鈴木恂 - 建築家、早稲田大学教授、早稲田大学芸術学校校長
- 高橋志保彦 - 建築家、元神奈川大学名誉教授、中国武漢理工大学客員教授
- 高砂正弘 - 建築家、和歌山大学名誉教授（建築環境デザイン）
- 高口洋人 - 建築家、早稲田大学教授
- 田中智之 - 建築家、熊本大学大学院准教授
- 平瀬有人 - 建築家、佐賀大学准教授
- 田上義也 - 建築家、音楽家
- 松井源吾 - 建築構造家、元早稲田大学教授
- 武基雄 - 建築家、元早稲田大学教授
- 竹山実 - 建築家、武蔵野美術大学名誉教授
- 多羅尾直子 - 建築家
- 戸沼幸市 - 都市計画家、建築家、元早稲田大学教授、元早大専門学校校長
- 内藤廣 - 建築家、東京大学教授
- 原田敬美 - 建築家、政治家、ブルガリア・国際建築アカデミー客員教授
- 林己知夫 - 建築家
- 早川邦彦 - 建築家
- 長谷川堯 - 建築史家、武蔵野美術大学名誉教授
- 長谷見雄二 - 元早稲田大学教授、建設官僚
- 秀島乾 - 都市計画家、建築家
- 藤井博巳 - 建築家、芝浦工業大学教授
- 藤本寿徳 - 建築家
- 古市徹雄 - 建築家、東京大学大学院客員教授、ロンドン大学大学院客員教授、清華大学大学院客員教授、ミラノ工科大学客員教授、トリノ工科大学客員教授
- 古塚正治 - 建築家
- 古谷誠章（理工学研究科） - 建築家、早稲田大学教授
- 本多友常 - 建築家、和歌山大学システム工学部環境システム学科教授
- 村野藤吾 - 建築家
- 室伏次郎 - 建築家、神奈川大学教授
- 本村佳久 - 建築家、広島女学院大学人間生活学部教授
- 森川嘉一郎 - 建築評論家、明治大学国際日本学部准教授
- 山本拙郎 - 建築家
- 山崎泰孝 - 建築家、元福井工業大学教授、元近畿大学文芸学部芸術学科教授
- 山中知彦 - 都市計画家、建築家、都市研究者、新潟県立大学教授
- 吉田享二 - 建築家、建築研究者、工業教育者、元早稲田大学教授
- 吉田研介 - 建築家、元東海大学教授
- 吉阪隆正 - 建築家、元日本建築学会会長、元早稲田大学教授

### 囲碁・将棋
- 一力遼 - 囲碁棋士
- 大西竜平 - 囲碁棋士
- 加藤治郎 - 将棋棋士、元・日本将棋連盟会長
- 加藤一二三 - 将棋棋士（第40期名人）
- 北浜健介 - 将棋棋士
- 木村義徳 - 将棋棋士
- 中村太地 - 将棋棋士
- 広瀬章人 - 将棋棋士
- 丸山忠久 - 将棋棋士
- 宮宗紫野 - 将棋女流棋士

### 文芸

#### 小説家・作家・文芸評論家
あ行
- 阿井渉介 - 作家
- 青木新門 - 作家、詩人
- 青島幸男 - 作家、直木賞受賞
- 青野季吉 - 文芸評論家
- 青野聰 - 小説家
- 青柳碧人 - 小説家
- あがさクリスマス - 古典研究家、小説家
- 秋津透 - ライトノベル作家
- 秋山駿 - 文芸評論家
- 朝井リョウ - 小説家、直木賞受賞
- 麻生俊平 - ライトノベル作家
- 芦原すなお - 小説家、直木賞受賞
- 阿刀田高 - 作家、直木賞受賞
- 網野菊 - 小説家
- 彩坂美月 - 小説家
- 有馬頼義 - 作家、直木賞受賞
- 生島治郎 - ハードボイルド作家、直木賞受賞
- 池上永一 - 小説家
- 井沢元彦 - 作家
- 石川達三 - 小説家、芥川賞受賞
- 石原藤夫 - 小説家
- 磯崎憲一郎 - 小説家、芥川賞受賞
- 一条真也 - 作家
- 五木寛之 - 小説家、直木賞受賞
- 伊東潤 - 小説家
- 伊藤たかみ - 小説家、芥川賞受賞
- 絲山秋子 - 小説家、芥川賞受賞
- 稲垣史生 - 小説家、時代考証家
- 乾荘次郎 - 小説家
- 犬村小六 - ライトノベル作家、ゲームクリエイター
- 井上友一郎 - 小説家
- 井伏鱒二 - 小説家、直木賞受賞、文化勲章受章
- 上田岳弘 - 小説家、芥川賞受賞
- 薄田斬雲 - 小説家
- 内田魯庵 - 小説家、評論家
- 宇野浩二 - 小説家
- 冲方丁 - SF作家
- 海野十三 - 小説家、SF作家
- 江上剛 - 小説家
- 江戸川乱歩 - 小説家
- 太田靖久 - 小説家
- 大久秀憲 - 作家
- 大藪春彦 - 小説家
- 岡田三郎 - 小説家
- 岡崎弘明 - 小説家、SF作家
- 小川洋子 - 小説家、芥川賞受賞
- 尾崎一雄 - 小説家、芥川賞受賞、文化勲章受章
- 尾崎士郎 - 小説家
- 長部日出雄 - 小説家、直木賞受賞
- 押川春浪 - 作家
- 小沼丹 - 小説家
- 折原一 - 小説家
- 恩田陸 - 小説家

か行
- 鏡明 - SF小説作家、翻訳家
- 架神恭介 - 小説家、フリーライター
- 角田光代 - 小説家、直木賞受賞
- 葛西善蔵 - 小説家
- 霞流一 - 推理小説作家
- 片岡義男 - 小説家
- 加能作次郎 - 小説家、評論家、翻訳家
- 香納諒一 - 小説家
- 河岡潮風 - 小説家
- 川田拓矢 - 小説家
- 川西蘭 - 小説家
- 河村季里 - 作家
- 北垣隆一 - 文芸評論家
- 北村薫 - 小説家、推理作家、直木賞受賞
- 木下尚江 - 作家、社会主義運動家
- 桐山襲 - 小説家
- 日下圭介 - 作家
- 国枝史郎 - 小説家
- 国木田独歩 - 作家
- 倉阪鬼一郎 - 小説家
- 栗本薫 - 小説家
- 黒木亮 - 経済小説家、第55・56回箱根駅伝出場
- 黒島伝治 - プロレタリア作家
- 黒田夏子 - 小説家、芥川賞受賞（最年長記録）
- 小嵐九八郎 - 小説家、歌人
- 後藤宙外 - 小説家、評論家
- 後藤明生 - 小説家
- 小林信彦 - 小説家、評論家
- 小林勝 - 小説家
- 小山寛二 - 小説家
- 今官一 - 小説家、直木賞受賞

さ行
- 笹倉明 - 小説家、ノンフィクション作家、直木賞受賞
- 櫻木みわ - 小説家
- 佐藤雅美 - 小説家、直木賞受賞
- 式貴士 - 小説家
- 重松清 - 作家、直木賞受賞
- 清水一行 - 小説家、竹内由恵の祖父
- 白石一郎 - 作家、直木賞受賞
- 白石一文 - 小説家、直木賞受賞
- 仁賀克雄 - 作家、評論家、翻訳家
- 陣野俊史 - 文芸評論家
- 榛葉英治 - 作家、直木賞受賞
- 杉元伶一 - 小説家、漫画原作者
- 関谷浩至 - 文筆家、元TBSラジオパーソナリティ、元TBSテレビディレクター
- 曽根圭介 - 小説家

た行
- 高井有一 - 小説家、芥川賞受賞
- 高杉良 - 小説家
- 高橋克彦 - 作家、直木賞受賞
- 高橋敏夫 - 文芸評論家
- 高橋三千綱 - 小説家、芥川賞受賞
- 竹西寛子 - 小説家
- 多田裕計 - 作家、芥川賞受賞
- 立原正秋 - 小説家、直木賞受賞
- 立松和平 - 作家
- 田中渉 - 作家
- 田中光二 - 作家
- 田中英光 - 小説家
- 谷崎精二 - 作家
- 多和田葉子 - 小説家、芥川賞受賞
- 近松秋江 - 小説家、評論家
- 辻亮一 - 作家、芥川賞受賞
- 坪内鋭雄 - 作家、教育者
- 東野辺薫 - 作家、芥川賞受賞
- 常盤新平 - 作家、直木賞受賞
- 豊島ミホ - 小説家
- 富島健夫 - 作家

な行
- 直木三十五 - 小説家
- 中河与一 - 小説家
- 中嶋博行 - ミステリ作家
- 中島誠 - 文芸評論家
- 長田幹彦 - 小説家、作詞家
- 中町信 - 推理作家
- 中村星湖 - 作家
- 中山可穂 - 小説家
- 中山義秀 - 小説家、芥川賞受賞
- 西川満 - 小説家、詩人
- 西木正明 - 小説家、ノンフィクション作家、直木賞受賞
- 丹羽文雄 - 作家、文化勲章受章
- 貫井徳郎 - 小説家
- 野口武彦 - 文芸評論家
- 野坂昭如 - 小説家、直木賞受賞
- 乃南アサ - 作家、直木賞受賞
- 野村尚吾 - 作家

は行
- 蜂飼耳 - 詩人、エッセイスト、小説家。早稲田大学教授、法政大学特任教授、立教大学教授
- 葉山嘉樹 - プロレタリア作家
- 原田マハ - 小説家、キュレーター
- 原田宗典 - 小説家
- 干刈あがた - 小説家
- 火坂雅志 - 小説家
- 久間十義 - 小説家
- 火野葦平 - 小説家
- 平林初之輔 - 小説家
- 広津和郎 - 小説家
- 檜山良昭 - 推理作家
- 深田祐介 - 小説家、ノンフィクション作家、直木賞受賞
- 伏見完 - SF作家
- 藤岡真 - 小説家
- 藤田宜永 - 小説家、直木賞受賞
- 藤原宰太郎 - 推理作家
- 船戸与一 - 小説家、直木賞受賞
- 夫馬基彦 - 作家
- 古川日出男 - 作家
- ベニー松山 - 小説家、ゲームライター
- 辺見庸 - 小説家、ジャーナリスト、芥川賞受賞
- 保坂和志 - 小説家、芥川賞受賞
- 星野智幸 - 小説家
- 穂高明 - 小説家
- 堀江敏幸 - 小説家、芥川賞受賞
- 堀江朋子 (旧姓：上野) - 小説家
- 堀内公太郎 - 小説家

ま行
- 前田晁 - 小説家、翻訳家
- 牧野信一 - 小説家
- 正宗白鳥 - 小説家、文化勲章受章
- 松井今朝子 - 小説家、直木賞受賞
- 三浦しをん - 小説家、随筆家、直木賞受賞
- 三浦哲郎 - 小説家、芥川賞受賞
- 三木卓 - 詩人、小説家、芥川賞受賞
- 三国陣 - ライトノベル作家、ゲームシナリオライター
- 水谷準 - 小説家、翻訳家
- 三田誠広 - 小説家、芥川賞受賞
- 宮城谷昌光 - 小説家、直木賞受賞
- 宮崎学 - 作家、小説家
- 宮原昭夫 - 小説家、芥川賞受賞
- 村上春樹 - 小説家、フランツ・カフカ賞受賞、エルサレム賞受賞
- 村上裕一 - 批評家、編集者
- 森内俊雄 - 小説家・詩人・編集者

や行
- 八木義徳 - 小説家、芥川賞受賞
- 矢口純 - エッセイスト
- 矢田挿雲 - 小説家、俳人
- 矢野龍王 - 小説家、パズル作家
- 山川健一 - 作家、ロックミュージシャン
- 山口瞳 - 作家、直木賞受賞
- 山口雅也 - 推理小説作家
- 山下定 - 小説家、ホラー作家
- 山田克郎 - 小説家、直木賞受賞
- 山田隆道 - 小説家、エッセイスト
- 山田智彦 - 小説家
- 山本茂実 - 小説家
- 結城昌治 - 小説家、直木賞受賞
- 横光利一 - 小説家
- 吉岡平 - SF作家
- 吉田絃二郎 - 小説家
- 吉野賛十 - 小説家
- 吉行理恵 - 小説家、詩人、芥川賞受賞

ら-わ行
- 李恢成 - 小説家、芥川賞受賞
- 連城三紀彦 - 小説家、直木賞受賞
- 若木未生 - ライトノベル作家
- 渡部直己 - 文芸評論家
- 綿谷雪 - 作家
- 綿矢りさ - 小説家、芥川賞受賞（最年少記録）

#### 詩人・歌人・俳人
あ行
- 鮎川信夫 - 詩人、翻訳者
- 荒川洋治 - 詩人
- 飯田蛇笏 - 俳人
- 一色真理 - 詩人
- 磯崎寛也 - 詩人、画家
- 伊藤一彦 - 歌人、宮崎県立看護大学教授
- 稲森宗太郎 - 歌人
- 海野厚 - 童謡作家
- 塩谷鵜平 - 俳人
- 大口玲子 - 歌人
- 大洲秋登 - 詩人
- 太田正一 - 詩人、ロシア文学者
- 大手拓次 - 詩人
- 長田弘 - 詩人、作家

か行
- 覚和歌子 - 詩人、作詞家
- 加島祥造 - 詩人、墨彩画家、翻訳家、文学者、文筆家
- 加藤治郎 - 歌人
- 金子光晴 - 詩人
- 紀野恵 - 歌人
- 北原白秋 - 詩人、歌人
- 北村透谷 - 詩人、評論家
- 窪田空穂 - 歌人
- 郷原宏 - 詩人
- 小島ゆかり - 歌人

さ行
- 西條八十 - 詩人、仏文学者
- 三枝昂之 - 歌人
- 佐藤一英 - 詩人
- 篠弘 - 歌人、近代短歌研究者、短歌結社「まひる野」代表、日本現代詩歌文学館館長、日本文藝家協会理事長
- 嶋田青峰 - 俳人、新聞記者、翻訳家
- 嶋田洋一 - 俳人
- 島田芳文 - 作詞家
- 白石かずこ - 詩人
- 相馬御風 - 詩人、歌人

た行
- 高畑耕治 - 詩人
- 高柳克弘 - 俳人
- 高柳重信 - 前衛俳人、多行形式俳句
- 種田山頭火 - 俳人
- 俵万智 - 作家、歌人
- 崔南善 - 詩人
- 土岐善麿 - 歌人、国語学者

な行
- 中塚一碧楼 - 俳人
- 野口雨情 - 詩人、作詞家

は行
- 半谷三郎 - 詩人
- 人見東明 - 詩人
- 日夏耿之介 - 詩人、英文学者
- 平井晩村 - 詩人

ま行
- 松岡荒村 - 詩人、評論家
- 松宮寒骨 - 俳人、広告研究家
- 宮部寸七翁 - 俳人、新聞記者
- 三木卓 - 詩人、作家、評論家、翻訳家
- 三木露風 - 詩人
- 三田洋 - 詩人
- 三富朽葉 - 詩人
- 水原紫苑 - 歌人
- 道浦母都子 - 歌人
- 武川忠一 - 歌人
- 室積徂春 - 俳人
- 森田進 - 詩人

や-わ行
- 横山林二 - 俳人
- 米川千嘉子 - 歌人
- 吉井勇 - 歌人
- 吉田一穂 - 詩人
- 若山牧水 - 歌人

#### 児童文学作家・童話作家・絵本作家
- あいはらひろゆき - 絵本作家
- 飯田栄彦 - 児童文学作家
- 伊藤正道 - 絵本作家、イラストレーター
- 今西祐行 - 児童文学作家
- 内田莉莎子 - 児童文学作家
- えびなみつる - 漫画家、絵本作家、イラストレーター
- 大石真 - 児童文学作家
- 大海赫 - 児童文学作家、イラストレーター
- 小川未明 - 児童文学作家
- 荻原規子 - 児童文学作家
- 角野栄子 - 童話作家
- 後藤竜二 - 児童文学作家
- さねとうあきら - 児童文学作家
- 砂田弘 - 児童文学作家
- 高垣眸 - 児童文学作家
- 千葉幹夫 - 児童文学作家
- 坪田譲治 - 児童文学作家
- 寺村輝夫 - 児童文学作家
- とよたかずひこ - 絵本作家
- 那須田淳 - 児童文学作家
- 浜田廣介 - 童話作家
- 浜野卓也 - 児童文学作家
- 福永令三 - 童話作家
- 古田足日 - 児童文学作家
- 前川康男 - 児童文学作家
- 松原秀行 - 児童文学作家、フリーライター
- 森絵都 - 児童小説家、直木賞受賞
- 山中恒 - 児童小説家

#### 劇作家・脚本家・放送作家
- 相澤嘉久治 - 劇作家、放送作家
- 秋田雨雀 - 劇作家
- 安達奈緒子 - 脚本家
- 安達元一 - 放送作家
- 安倍徹郎 - 脚本家、放送作家
- 荒井晴彦 - 脚本家
- 井沢満 - 脚本家
- 伊藤和典 - 脚本家
- 伊藤正宏 - 放送作家
- 扇澤延男 - 脚本家
- 大原清秀 - 脚本家
- 岡本貴也 - 脚本家
- 桂千穂 - 脚本家
- 金沢達也 - 脚本家
- 鎌田敏夫 - 作家、脚本家
- 北川悦吏子 - 脚本家
- 桑原亮子 - 脚本家
- 小山高生 - 脚本家
- 島田満 - 脚本家
- 島村抱月 - 評論家、劇作家
- 西条道彦 - 脚本家、作家
- 坂口理子 - 脚本家
- 清水邦夫 - 劇作家、演出家
- 白石まみ - 脚本家、小説家
- 新野新 - 放送作家、ラジオパーソナリティ
- すずきB - 放送作家
- 高久進 - 脚本家
- 高田保 - 劇作家、随筆家
- 高橋玄洋 - 脚本家
- 高橋秀樹 - 放送作家
- 武田浩 - 放送作家
- 田中貴大 - 脚本家
- 田中ひろみ - 脚本家
- 田中陽造 - 脚本家
- 都築浩 - 放送作家
- 寺山修司 - 劇作家、歌人
- 鳥居元宏 - 脚本家、映画監督
- 内藤誠 - 映画監督、脚本家
- 額田六福 - 劇作家
- 野田高梧 - 脚本家
- 橋田壽賀子 - 脚本家、劇作家
- 東由多加 - 劇作家、演出家
- 別役実 - 小説家、劇作家
- 堀田延 - 放送作家
- 真樹日佐夫 - 劇作家、空手家
- 松崎まこと - 放送作家、映画評論家
- 真船豊 - 劇作家、小説家
- 水谷竹紫 - 劇作家、演出家、編集者
- 三好十郎 - 劇作家
- 森ハヤシ - 脚本家、ラジオパーソナリティ、元お笑い芸人（WAGE）
- 矢代静一 - 劇作家
- 山崎敬之 - 脚本家、アニメプロデューサー
- 山崎忠昭 - 脚本家、放送作家
- 山崎晴哉 - 脚本家、小説家
- 山田太一 - 小説家、脚本家
- 山元護久 - 児童文学作家、放送作家、脚本家
- 吉野弘幸 - 脚本家
- 渡辺雄介 - 脚本家

#### ノンフィクション作家・随筆家・翻訳家など
あ行
- 朝倉喬司 - ノンフィクション作家
- 足立倫行 - ノンフィクション作家
- 有吉玉青 - 随筆家
- 池田貴将 - 自己啓発書作家
- 伊藤典夫 - 翻訳家
- 稲泉連 - ノンフィクション作家
- 上阪徹 - 著作家、ブックライター
- 江刺昭子 - ノンフィクション作家
- 恵比寿半蔵 - ノンフィクション作家
- 大崎善生 - ノンフィクション作家、小説家
- 大原恒一（恆一） - 翻訳家
- 大塚ひかり - 古典随筆家
- 牛島秀彦 - ノンフィクション作家
- 岡村孝一 - 翻訳家
- 奥田俊介 - 翻訳家
- 織田淳太郎 - ノンフィクション作家
- 小田豊二 - 聞き書き作家
- 小田嶋隆 - コラムニスト、関西大学教授

か行
- 海津正彦 - 山岳書翻訳家、登山家
- 角幡唯介 - ノンフィクション作家、探検家
- 加藤隆則 - ノンフィクション作家
- 川良浩和 - ノンフィクション作家
- 菅伸子（姫井伸子）- エッセイスト、第94代内閣総理大臣 菅直人の妻
- 菊谷匡祐 - 翻訳家
- 木村毅 - 評論家、著述家、翻訳家、文学研究者
- 小鷹信光 - 翻訳家
- 小竹由美子 - 翻訳家

さ行
- 境野勝悟 - 哲学者、東洋思想研究家、作家
- 澤地久枝 - ノンフィクション作家
- 鈴木利宗 - ルポライター
- 鈴木正行 - 紀行作家
- 妹尾韶夫 - 翻訳家、探偵小説作家

た行
- 田澤拓也 - ノンフィクション作家
- 適菜収 - 作家、哲学者
- ドウス昌代 - ノンフィクション作家

な行
- 中谷彰宏 - 作家
- 西谷格 - フリーライター
- 野地秩嘉 - ノンフィクション作家
- 野尻抱影 - 随筆家
- 野末陳平 - 作家
- 野田知佑 - 作家 、随筆家

は行
- 延原謙 - 翻訳家
- 樋口裕一 - 作家
- 平井呈一 - 翻訳家
- 広瀬隆 - ノンフィクション作家
- 深澤真紀 - コラムニスト
- 藤田和子 - 翻訳家
- 藤本智司 - 翻訳家、脚本家、ミュージシャン
- 辺見じゅん - ノンフィクション作家
- 堀井憲一郎 - コラムニスト、フリーライター

ま行
- マークス寿子 - 作家
- 松沢呉一 - コラムニスト、フリーライター
- 宮崎康平 - 歴史作家、宮﨑香蓮の祖父
- 宮田毬栄 - 文芸随筆家
- 宮脇孝雄 - 翻訳家
- 森まゆみ - 作家、随筆家

や-わ行
- 柳瀬尚紀 - 翻訳家
- ゆあさふみえ - 翻訳家
- 吉岡忍 - ノンフィクション作家、コメンテーター
- 吉田司 - ノンフィクション作家
- ヨシナガ - ブロガー、Web作家
- 米川良夫 - 翻訳家

### 映画・演劇

#### 映画監督・演出家など
職種を略した人物は映画監督
- 青木弘司
- 青山杉作 - 俳優、演出家、映画監督
- 明石知幸
- 石井隆
- 磯村一路
- 今村昌平
- 植田紳爾 - 演出家
- 内田保憲 - 映画監督、演出家
- 及川拓郎
- 小川紗良 - 俳優、映画監督、文筆家
- 太田信吾
- 角川裕明 - ミュージカル映画監督、ミュージカル俳優
- 川崎僚
- 小栗康平
- 小澤啓一
- 佐藤竜雄 - アニメーション監督
- 奥秀太郎
- 梶間俊一
- 神里雄大 - 演出家
- 川浪良太
- 葛井欣士郎 - 映画館経営者、映画・演劇プロデューサー
- 日下部五朗 - パルム・ドール受賞、映画プロデューサー（『仁義なき戦い』『極道の妻たち』などをプロデュース）
- 熊谷博子
- 栗山民也 - 舞台演出家
- 小泉堯史 - 日本アカデミー賞受賞
- 鴻上尚史 - 劇作家、演出家
- 五箇公貴 - 映像プロデューサー
- 小苅米晛 - 演劇評論家
- 小林正樹
- 古新舜
- 是枝裕和 - パルム・ドール受賞、エキュメニカル賞（全キリスト教会賞）受賞
- 三枝健起 - テレビディレクター、映画監督
- 斎藤武市
- 佐藤敦紀 - 特撮監督
- 佐藤信 - 演出家
- 七里圭
- 重宗和伸
- 実相寺昭雄
- 篠田正浩
- 柴田宏明 - 東映アニメーションプロデューサー、3代目プリキュアシリーズプロデューサー
- 杉江敏男
- 杉本良吉 - 演出家
- 鈴木聡 - 演出家
- 鈴木忠志 - 演出家
- 髙寺成紀 - 角川書店特撮プロデューサー
- 高橋伴明
- 瀧本智行
- 竹内銃一郎 - 劇作家
- 武内英樹
- 田﨑竜太
- 谷口千吉
- 千野皓司
- 土本典昭 - ドキュメンタリー映画作家
- 坪島孝
- 土井裕泰
- 鳥居元宏 - 脚本家、映画監督
- 内藤誠 - 映画監督、脚本家
- 長尾直樹
- 中田新一
- 長塚圭史 - 劇作家、俳優、父は長塚京三
- 長島一由 - 映画監督、逗子市長、衆議院議員、元フジテレビディレクター
- 中野裕之 - ミュージックビデオ監督
- 那田尚史 - 映画評論家
- 成井豊 - 劇作家
- 西川美和
- 西谷真一 - テレビ演出家、映画監督
- 根岸寛一 - 映画プロデューサー
- 根岸吉太郎
- 長谷川康夫 - 劇作家、演出家、脚本家、映画監督
- 長谷部安春
- 東陽一
- 橋浦方人
- 秀嶋賢人 - 劇作家
- 広瀬襄
- 堀長文
- 前田陽一
- 町山智浩 - 映画評論家
- 松梨智子 - 映画監督、女優
- 松村あゆみ - テレビ演出家、プロデューサー、脚本家
- 松本明
- 丸林久信 - 映画監督、脚本家、文筆家
- 三浦大輔 - 劇作家、演出家、映画監督
- 水島総 - 映画監督、脚本家
- 満田かずほ - テレビ演出家、プロデューサー
- 宮岡太郎
- 宮崎大祐
- 本木克英 - 日本映画監督協会理事長、映画監督
- 森谷司郎
- 八木毅 - 映画監督、特技監督、プロデューサー
- 柳町光男
- 山内ケンジ - CMディレクター、舞台演出家、映画監督
- 山川直人
- 山下賢章
- 山本薩夫
- 山本迪夫
- 横内謙介 - 劇作家
- 横山翔一
- 吉田大八 - 映画監督、CMディレクター
- 和田勉 - 演出家
- 渡辺邦男

#### 俳優
職種を略した人物は俳優。
あ行
- 赤座美代子
- 明石潮
- 秋吉久美子
- 浅岡信夫 - 俳優、元参議院議員
- 天野陽一
- 新井量大
- 荒木美保
- 有本欽隆 - 俳優、声優
- 安藤玉恵
- 五十嵐健人
- 池田成志
- 井桁弘恵
- 石井めぐみ
- 石波義人
- 石山輝夫
- 伊藤孝雄
- 井上純一
- 市川知宏 - 『ジュノン・スーパーボーイ・コンテスト』グランプリ
- 植本純米
- 潮和歌 - 元宝塚歌劇団（84期生・宙組）
- 内野聖陽
- 宇津井健
- 宇納佑
- 宇野なおみ
- 江見俊太郎
- 大坂志郎
- 太田信吾
- 大高洋夫
- 大場みなみ
- 大森義夫
- 大和田伸也
- 岡野耕作
- 小川範子
- 小沢昭一
- 小瀬格

か行
- 陰山泰
- 風間杜夫
- 加地健太郎
- 加藤剛
- 加藤武
- 金子大介
- 上山草人
- 河合龍之介
- 川野太郎
- 河原崎建三
- 河原崎長一郎
- 北竜二
- 北大路欣也
- 北村和夫
- 合田雅吏
- 小須田康人
- 小手伸也 - 俳優、声優、演出家
- 古藤真彦
- 小林勝也 - 演出家

さ行
- 斉木しげる
- 斉藤真
- 斎藤晴彦
- 堺雅人
- 阪田マサノブ
- 瑳川哲朗 - 俳優、声優
- 佐々木積
- 佐田啓二
- 佐竹明夫
- 佐藤功一
- 佐藤B作
- 澤田正二郎
- 柴田昌宏
- 白井晃
- 末原拓馬 - 俳優、脚本家、演出家
- 菅原文太
- 鈴木アメリ
- 芹沢秀明
- 千田是也 - 俳優、演出家
- 沢木順

た行
- 大門正明
- 高泉淳子 - 劇作家
- 高杉玄
- 高瀬春奈
- 高津住男
- 髙橋洋
- 高橋伶奈 - ミュージカル俳優
- 高見健人
- 田川雄理 - ミュージカル俳優、元システムエンジニア
- 滝田裕介
- 宅間孝行 - 劇作家、俳優
- 団巌
- 筒井真理子
- 坪内ミキ子
- 寺田農
- 友田恭助

な行
- 中井貴惠
- 中谷一郎
- 長塚京三
- 中根徹
- 中野誠也 ※中退
- 長野里美
- 中村明美
- 中村吉右衛門
- 中村東蔵 - 歌舞伎俳優
- 中山仁
- 成沢みなみ - グラビアアイドル
- 波岡一喜
- 西川浩幸
- 西田健
- 二瓶秀雄

は行
- パク・ソヒ
- 長谷川千紗-映画監督、脚本家
- 畠山麦
- 四代目 花柳壽輔 - 日本舞踊家、演出家、日本舞踊 花柳流 四世宗家家元
- 五代目 花柳壽輔 - 日本舞踊家、俳優、日本舞踊 花柳流 次期家元
- 浜田晃
- 浜田寅彦
- 平田満
- 広末涼子 - 歌手
- 藤間林太郎
- 藤村俊二
- 藤本隆宏
- 二見忠男
- フランク莉奈
- 堀雄二

ま行
- 益岡徹
- 松梨智子 - 「地下テントろばくん」主宰
- 松下達夫
- 松本克平
- 松本幸四郎 - 歌舞伎役者
- 麿赤兒 - 舞踏家
- 三浦洋一
- 水村泰三
- 三津田健
- 南圭介
- 南奈央
- 宮川一朗太
- 宮﨑香蓮 - 祖父は宮崎康平
- 村野武範
- 室井滋
- 森美樹
- 森繁久弥 - 文化勲章、国民栄誉賞

や-わ行
- 矢柴俊博
- 山内としお
- 山口崇
- 山下裕子
- 大和屋竺 - 俳優、脚本家
- 山本耕一
- 山村紅葉
- 行平あい佳
- 横森久
- 吉永小百合
- 吉本菜穂子
- 力石考
- RIKIYA
- 渡瀬恒彦

#### 声優
あ行
- 池水通洋 - 「仮面ライダー」
- 石井敏郎
- 井関佳子 - 俳優
- 井上瑤
- 上田敏也
- 内山昂輝[14]
- 小野友樹

か行
- 掛川裕彦 - ナレーター
- 片岡弘鳳 - 俳優
- 加藤正之 - 俳優
- 川辺久造 - 俳優、文学座所属
- 小林恭治
- 小山剛志

さ行
- 斉藤壮馬
- 槐柳二 - 俳優、「天才バカボン」
- 佐々木敏 - 俳優（演劇集団円）
- 城達也 - 俳優、「JET STREAM」「忍風カムイ外伝」
- 城山堅

た行
- 髙橋耕次郎 - 俳優、文学座所属
- 高橋広司 - 俳優、文学座所属
- 高村保裕 - ナレーター
- 田中真奈美
- 近石真介 - ナレーター
- 千葉翔也
- 辻村真人 - 「仮面ライダー」
- 東山奈央

な行
- 中川謙二 - 俳優
- 長澤雅彦 - 映画監督
- 中田浩二 - 俳優、「忍風カムイ外伝」
- 仲野文梧 - 俳優（元民藝）、作詞家、作曲家、歌手
- 那須佐代子 - 女優、劇団青年座所属
- 新田万紀子
- のざききいこ - ナレーター

は行
- 服巻浩司
- 早見沙織
- 藤岡重慶 - 俳優、「あしたのジョー」
- 古谷佳乃
- 堀部隆一 - 俳優、劇団青年座所属

ま行
- 松村武 - 俳優、脚本家、演出家
- 水野七海
- 緑川稔
- 武藤寿美
- 村越伊知郎 - 俳優、テアトル・エコー所属
- 村瀬正彦 - 俳優

や-わ行
- 八十川真由野 - 俳優、文学座所属
- 山内雅人 - 俳優
- 山田康雄 - 俳優、「ルパン三世」※中退
- 山本健翔 - 俳優、演出家、演劇集団円所属
- 横尾博之
- 若松来海
- 若本規夫 - 「ドラゴンボールZ」「すべらない話」

### 芸能・音楽
あ行
- あがさクリスマス - 作詞家、古典研究家、作家
- あずさ欣平 - 声優、演出家
- 吾妻光良 - ギタリスト（理工学部軽音楽サークル・ロッククライミング出身）
- 阿部記之 - アニメ監督
- あべまえば - シンガーソングライター
- 安部恭弘 - シンガーソングライター
- 阿部祐二 - TVリポーター、俳優
- 安孫子義一 - ギタリスト（the ピーズ）
- 荒井健一 - 歌手（RAG FAIR）
- アンゴラ村長 - お笑いタレント（にゃんこスター）
- あんべ光俊 - シンガーソングライター
- 池田鴻 - 俳優、アニメソング歌手、『機動戦士ガンダム』
- 石田純一 - 俳優、タレント
- 磯山純 - シンガーソングライター、ローカルタレント
- 市川紗椰 - ファッションモデル、タレント
- 井手大介 - ラジオパーソナリティ、DJ
- いではく - 作詞家
- いとうせいこう - プロデューサー、タレント、小説家
- 今沢カゲロウ - ベーシスト
- 岩崎う大 - お笑いタレント（かもめんたる、元WAGE）
- 上野優花 - タレント、テレビキャスター
- 上田晋也 - お笑いタレント（くりぃむしちゅー）※中退
- 宇多丸 - ラッパー（RHYMESTER）
- 植田芳暁 - ミュージシャン（ザ・ワイルドワンズ）
- 宇野誠一郎 - 作曲家、「ひょっこりひょうたん島」
- 瓜生明希葉 - シンガーソングライター、ラジオパーソナリティ
- 永六輔 - エッセイスト、作詞家、「上を向いて歩こう」、ギャラクシー賞45周年記念賞
- ACE - ミュージシャン（元聖飢魔II）
- 大瀧詠一 - ミュージシャン、プロデューサー（元はっぴいえんど）
- 大橋巨泉 - 司会者、『11PM』『クイズダービー』、元参議院議員
- 岡部大 - お笑いタレント（ハナコ）
- 岡村喬生 - 声楽家（バス）
- 岡村天斎 - アニメーション演出家、監督
- 4代岡本文弥 - 新内節太夫
- 奥野奏 - YouTuber、SHOEBOYS代表
- 小田和正 - ミュージシャン（元オフコース）、早大グリークラブ100周年記念楽曲
- 小山田壮平 - ミュージシャン

か行
- 皆藤愛子 - キャスター、タレント
- 粕谷哲司 - ドラマー（Yogee New Waves）
- 香瑠鼓 - 振付師
- 勝山康晴 - 舞台プロデューサー、コンドルズメンバー
- 桂右團治 - 落語家（落語芸術協会・真打）
- 亀田誠治 - 音楽プロデューサー、ミュージシャン（東京事変）
- 河井坊茶 - 放送タレント、俳優、歌手
- 川口千里 - ドラマー
- 川柳つくし - 落語家（落語協会・真打）
- 康珍化 - 作詞家、「ミ・アモーレ〔Meu amor é・・・〕 」
- 神田紅 - 講談師（日本講談協会・真打、同協会副会長）
- 菅野よう子 - 作曲家
- きくりん - お笑いタレント
- 喜多条忠 - 作詞家
- 草野浩二 - 音楽ディレクター
- クミコ - シャンソン歌手
- 久米宏 - 司会者、タレント、『ニュースステーション』
- 倉持陽一 - ミュージシャン（真心ブラザーズ）
- 黒田昌郎 - アニメーション演出家、『フランダースの犬』
- 黒見明香 - アイドル（乃木坂46）
- 小島よしお - お笑いタレント（元WAGE）
- 近衛直麿 - ホルン奏者、詩人
- 小室哲哉 - 音楽プロデューサー（TM NETWORK）、小室ブーム、早稲田実業創立百周年記念歌

さ行
- サンキュータツオ - お笑いタレント（米粒写経)、一橋大学非常勤講師
- 三遊亭らん丈 - 落語家（落語協会・真打）
- 西園寺瞳 - ギタリスト（氣志團）
- 斎藤宏介 - ミュージシャン（UNISON SQUARE GARDEN）
- 坂倉心悟 - ベーシスト（NICO Touches the Walls)
- 佐伯孝夫 - 作詞家
- 酒井雄二 - 歌手（ゴスペラーズ）
- 坂本英城 - 作曲家
- 桜井秀俊 - ミュージシャン（真心ブラザーズ）
- 漣健児 - 訳詞家
- 佐藤竜雄 - アニメーション演出家
- 佐藤天平 - 作曲家
- 佐藤夏希 - 元アイドル（AKB48）
- サンプラザ中野くん - ミュージシャン（爆風スランプボーカル）
- seeeeecun - シンガーソングライター
- 島田芳文 - 作詞家
- 城牙咲くらは - アートディレクター、翻訳家
- 東海林太郎 - 歌手、勲三等瑞宝章
- 庄野真代 - 歌手、NPO法人理事
- JYONGRI - シンガーソングライター
- 須賀敬一 - 合唱指揮者
- 杉山勝彦 - 作詞家、作曲家、編曲家、ミュージシャン、音楽プロデューサー、フォークデュオ「TANEBI」ギタリスト
- 鈴木淳 - 作曲家
- 鈴木大介 - クラシックギター奏者
- 鈴木道明 - 作詞家、作曲家
- 鈴木良雄 - ジャズベース奏者
- 千家和也 - 作詞家
- ゾッド星島 - ミュージシャン（元聖飢魔IIベーシスト）

た行
- 高木晋哉 - お笑いタレント（ジョイマン）
- 高佐一慈 - お笑いタレント（THE GEESE）
- 高橋研 - 音楽プロデューサー
- 竹内まなぶ - お笑いタレント（カミナリ）※中退
- 立花ハジメ - ミュージシャン（プラスチックス）、グラフィックデザイナー
- 瀧川鯉丸 - 落語家
- 立川談笑 - 落語家（落語立川流・真打）、レポーター
- 谷まりあ - モデル、タレント
- 田淵智也 - ベーシスト、作詞、作曲家（UNISON SQUARE GARDEN）
- ダミアン浜田 - ミュージシャン（元聖飢魔IIギタリスト）
- 田村充義 - 音楽プロデューサー[要出典]
- タモリ（森田一義） - 司会者、お笑いタレント、『笑っていいとも!』生放送単独司会ギネス記録
- TARO SOUL - ヒップホップMC
- 段文凝 - タレント、テレビで中国語ネイティブゲスト
- DJ JIN - DJ（RHYMESTER）
- デーモン閣下 - ミュージシャン（元聖飢魔IIボーカル）、好角家
- 手賀沼ジュン - お笑い芸人（元WAGE）、ミュージシャン
- 手越祐也 - 歌手、タレント ※中退
- TETSUYA - ダンサー（EXILE）
- 寺嶋由芙 - 歌手、アイドル
- 津田直士 - 作曲家、音楽プロデューサー
- 桃月庵白酒 - 落語家
- 土岐麻子 - ミュージシャン
- 友田オレ - お笑い芸人（お笑い工房LUDO出身）
- 外山安樹子 - ジャズピアニスト
- ドリアン助川 - ラジオパーソナリティ、ボーカリスト（叫ぶ詩人の会）

な行
- 永島達司 - キョードー東京創立者、ビートルズ来日公演を実現
- 中野裕太 - モデル、タレント
- 仲俣汐里 - 元アイドル（AKB48）
- 中丸雄一 - タレント、アイドル（元KAT-TUN）
- 中村八大 - 作曲家、「上を向いて歩こう」「こんにちは赤ちゃん」
- 中元日芽香 - 元アイドル（乃木坂46元メンバー）
- ナディア・ギフォード - 歌手
- 成沢みなみ - グラビアアイドル
- 西尾知之 - YouTuber（だいにぐるーぷ）※中退
- 西寺郷太 - ミュージシャン（ノーナ・リーヴス）
- 野中美希 - モーニング娘。
- 野村万作 - 狂言師、人間国宝

は行
- 長谷川稀未-僕が見たかった青空メンバー
- 長谷川雄啓 - 音楽ライター、ディスクジョッキー
- はたゆりこ - シンガーソングライター、タレント
- 羽鳥慎一 - 司会者、『モーニングショー』、元日本テレビ
- 濱井正吾 - YouTuber、教育ジャーナリスト、ラジオパーソナリティ
- 林家久蔵 - 落語家（落語協会・真打）
- ひーちゃん - お笑いタレント
- 日高光啓 - 歌手、ダンサー（AAA）
- ひょっこりはん - お笑いタレント
- ヒライケンジ - お笑いタレント
- 深水真紀子 - 女優、プロデューサー
- 福原慶匡 - アニメプロデューサー、音楽プロデューサー、実業家
- 武家の女 - お笑いタレント
- 藤井健 - 歌手
- 藤木直人 - 俳優、ミュージシャン
- 船山基紀 - 編曲家、「勝手にしやがれ」「淋しい熱帯魚」
- 冬杜花代子 - 作詞家
- 古川緑波 - コメディアン、エッセイスト
- 細木原豪紀 - 作曲家
- ボニージャックス - 男声四部合唱のコーラスグループ（早稲田大学グリークラブ出身）
- 本田真歩 - ファッションモデル
- 本間勇輔 - 作曲家

ま行
- 槙尾ユウスケ - お笑いタレント（かもめんたる、元WAGE）
- 松浦健太郎 - テレビ番組のディレクター、演出、プロデューサー
- 松尾潔 - 音楽プロデューサー、作詞家
- 松崎雄一 - ミュージシャン（元聖飢魔IIの准構成員）
- 松本晃彦 - 作曲家
- Mummy-D - ラッパー（RHYMESTER、マボロシ）
- マグナム小林 - バイオリン漫談
- 丸山涼子 - キーボーディスト（元聖飢魔IIにおいて魔女RYO子嬢として一時期活動）
- ミカエル - モデル
- MIYA - ギタリスト、コーラス、ダンサー（レ・ロマネスク）
- 見田村千晴 - シンガーソングライター
- 三根梓 - 女優、モデル
- 箕輪はるか - お笑いタレント（ハリセンボン）
- 宮川弾 - キーボディスト
- 三宅洋平 - ミュージシャン、政治活動家
- milet - シンガーソングライター
- 夢月亭清麿 - 落語家（落語協会・真打）
- 村井研次郎 - ベーシスト
- 村井美樹 - 女優、タレント、ミス早稲田
- 村上てつや - 歌手（ゴスペラーズ）
- 望月智充 - アニメーション演出家
- 森重樹一 - 歌手（ZIGGY）
- もりたけし - アニメーション演出家

や-わ行
- 矢口清治 - ラジオDJ、音楽ライター
- やしきん - 作詞、作曲家
- 安岡優 - 歌手（ゴスペラーズ）
- 柳家初花 - 落語家（落語協会・二ツ目）
- 柳家甚語楼 (3代目) - 落語家（落語協会・真打）
- 薮宏太 - タレント、アイドル（Hey! Say! JUMP）
- 山川啓介 - 作詞家
- 山崎ケイ - お笑いタレント（相席スタート）
- 山田しょうこ - お笑いタレント（はなしょー）
- 山田タマル - シンガーソングライター
- 山本祥彰 - クイズプレイヤー
- 吉田次郎 - 音楽家
- 雷電湯澤 - ミュージシャン（元聖飢魔II）※中退
- ラサール石井 - お笑いタレント（コント赤信号）、俳優
- 柳亭こみち - 落語家
- lecca - レゲエ歌手、政治家
- レンタルぶさいく - YouTuber
- ロマン優光 - ミュージシャン、ロマンポルシェ。
- 渡辺晋[15][16] - 芸能事務所創業者（渡辺プロダクション(ナベプロ)）

### 美術
- 会津八一 - 美術史家、詩人、早稲田大学名誉教授
- 秋山庄太郎 - 写真家、日本広告写真家協会会長・名誉会長
- 浅井慎平 - 写真家、コメンテーター
- 安達潮花 - 華道家、安達式挿花創流者
- 石井昭 - 影絵作家
- 石川直樹 - 写真家
- 市原えつこ - メディアアーティスト、妄想インベンター
- 岡田紅陽 - 写真家
- 勝山泰佑 - 写真家
- 假屋崎省吾 - 華道家、タレント
- 岸本篤子 - 日本画家
- 北川民次 - 洋画家
- 木原庸佐 - イラストレーター
- 黒田正玄 - 千家十職、竹細工師
- 小原真史 - 写真評論家、キュレーター、ドキュメンタリー映画監督
- 詩歩 - 写真家
- 第十四代沈壽官 - 薩摩焼陶芸家
- 第十五代沈壽官 - 薩摩焼陶芸家
- 田中重久 - 美術史家
- 谷口高司 - 鳥類イラストレーター
- 土居孝幸 - イラストレーター
- 利根山光人 - 画家、日本芸術大賞受賞
- 奈良原一高 - 写真家、紫綬褒章
- 難波田龍起 - 洋画家、文化功労者
- 難波田史男 - 洋画家
- 濱田晋作 - 益子焼陶芸家、濱田窯二代目当主
- MAYA MAXX - イラストレーター、絵本作家
- 港千尋 - 写真家、写真評論家、多摩美術大学教授
- 宮之原謙 - 陶芸家、日展理事、光風会理事等を歴任
- 鷲尾和彦- 写真家

### 漫画家・漫画原作者
職種を略した人物は漫画家。
- 樹林伸 - 漫画原作者
- 安倍夜郎
- 安藤しげき
- 甘詰留太
- 井浦秀夫
- 植芝理一
- えびなみつる - 漫画家、イラストレーター
- 岡野剛
- カトリーヌあやこ
- かまちよしろう
- 北嶋一喜
- きただりょうま
- 国友やすゆき
- けらえいこ
- 現代洋子
- さそうあきら
- サダタロー
- 志野靖史 - 漫画家、イラストレーター
- 東海林さだお - 漫画家、作家、紫綬褒章、早大漫画研究会創設
- すがやみつる
- 園山俊二 - 漫画家、早大漫画研究会創設
- 滝沢解 - 漫画原作者
- 田渕由美子
- 土居孝幸 - 漫画家、イラストレーター
- 波多野秀行
- ヒイラギシンジ - 漫画原作者
- 樋口凛太郎
- 弘兼憲史 - 紫綬褒章
- 日渡早紀
- 福地泡介 - 漫画家、早大漫画研究会創設
- 藤島じゅん
- 星崎真紀
- 御厨さと美
- 水沢めぐみ
- ももせたまみ
- モリナガ・ヨウ - 漫画家、イラストレーター
- やくみつる - 漫画家、コメンテーター、好角家
- やまさき十三 - 漫画原作者
- やよい（たかまつやよい） - 漫画家、漫画原作者
- 山本直樹
- ラズウェル細木
- わたせせいぞう - 漫画家、イラストレーター
- 森下真央

### スポーツ

#### 野球
あ行
- 青木宣親 - メジャーリーガー、東京ヤクルトスワローズ選手、部初の4連覇に貢献
- 芥田武夫 - 元近鉄パールス監督・球団社長、六大学初代首位打者、野球殿堂入り
- 浅沼誉夫 - 元東京巨人軍監督
- 東辰弥 - 元阪神タイガース選手
- 阿野鉱二 - 元読売ジャイアンツコーチ
- 荒井修光 - 元北海道日本ハムファイターズ選手
- 荒川宗一 - 元毎日オリオンズ選手
- 荒川尭 - 元ヤクルトスワローズ選手、「神宮のON砲」「右の王」
- 荒川博 - 元ヤクルトスワローズ監督、荒川尭の義父
- 有賀佳弘 - 元阪急ブレーブス選手
- 有原航平 - 元北海道日本ハムファイターズ、テキサス・レンジャース選手
- 安藤元博 - 元東映フライヤーズ投手、六大学野球で35勝を挙げる、早慶6連戦
- 飯島秀雄 - 元ロッテオリオンズ選手、メキシコ五輪出場（100m走）
- 生島大輔 - 淡路島ウォリアーズ監督兼選手
- 生原昭宏 - ロサンゼルス・ドジャース会長補佐、野球殿堂入り
- 池田豊 - 中日ドラゴンズ初代監督、野球殿堂入り
- 石井一成 - 北海道日本ハムファイターズ選手、第106代野球部主将
- 石井藤吉郎 - 野球部元監督、野球殿堂入り
- 石井浩郎 - 元西武ライオンズ二軍監督、現参議院議員（秋田選挙区）
- 石井連蔵 - 元早稲田大学野球部監督
- 石田文樹 - 元横浜ベイスターズ選手、中退
- 石山建一 - 元早稲田大学野球部監督、社会人野球・プリンスホテル元監督
- 泉谷祐勝 - 宮内省野球班創設者
- 市岡忠男 - 日本職業野球連盟初代理事長、東京巨人軍初代球団代表、野球殿堂入り
- 市原稔 - 元南海ホークス選手、通訳、阪神タイガースコーチ、大学時代は野球部入部せず
- 岩垣二郎 - 元イーグルス外野手・中退
- 岩田次男 - 元名古屋軍内野手・中退
- 岩本尭 - 元読売ジャイアンツ外野手、元近鉄バファローズ監督
- 上本博紀 - 元阪神タイガース内野手、第98代野球部主将、東京六大学リーグ4年連続全試合フルイニング出場
- 江尻亮 - 元大洋ホエールズ選手、元千葉ロッテマリーンズ監督
- 江尻慎太郎 - 元北海道日本ハムファイターズ、横浜DeNAベイスターズ、福岡ソフトバンクホークス投手
- 枝村勉 - 元大映ユニオンズ、大洋ホエールズ選手
- 遠藤忠二郎 - 元大東京軍選手、中退
- 應武篤良 - 第17代野球部監督
- 大石達也 - 元埼玉西武ライオンズ投手、現コーチ
- 大木勝年 - 元ヤクルトスワローズ選手、同球団常務取締役
- 大越基 - 元福岡ダイエーホークス選手、中退、早鞆高校教員・監督
- 大嶋匠 - 元北海道日本ハムファイターズ捕手、ソフトボール部出身、硬式野球未経験の異色選手
- 大竹耕太郎 - 阪神タイガース投手
- 大谷智久 - 元千葉ロッテマリーンズ投手、現千葉ロッテマリーンズコーチ
- 大塚弥寿男 - 元ロッテオリオンズ選手
- 岡田彰布 - 阪神タイガース監督・元選手、元オリックス・バファローズ監督、六大学野球で三冠王
- 岡村猛 - 前（第18代）野球部監督
- 緒方俊明 - 元西日本パイレーツ選手
- 小川邦和 - 元読売ジャイアンツ投手・ロッテコーチ、70年代に単身渡米
- 小川正太郎 - 元新聞記者、野球殿堂入り
- 長船騏郎 - 元全日本アマチュア野球連盟会長、野球殿堂入り
- 小沢章一 - 元千葉英和高校野球部監督、早実時代荒木大輔と共に甲子園出場5回
- 押川清 - 第3代野球部主将、野球殿堂入り
- 小島和哉 - 千葉ロッテマリーンズ投手、第108代野球部主将
- 小田義人 - 元ヤクルトスワローズ、日本ハムファイターズ選手、ヤクルトスカウト部長
- 越智大祐 - 元読売ジャイアンツ投手
- 織田淳哉 - 元読売ジャイアンツ選手、六大学野球で数々の記録を残す

か行
- 香川正 - 元近鉄バファローズ選手
- 香川正人 - 元近鉄バファローズ選手
- 蔭山和夫 - 元南海ホークス内野手・監督
- 笠井崇正 - 横浜DeNAベイスターズ投手、野球部退部後にBCリーグ・信濃でプレー
- 笠原和夫 - 元南海ホークス選手、元高橋ユニオンズ監督
- 片岡博国 - 元毎日オリオンズ選手
- 加藤正樹 - 元近鉄バファローズ選手
- 金子勝美 - 元中日ドラゴンズ選手
- 金森栄治 - 野球部助監督、元西武ライオンズ・阪神タイガース・ヤクルトスワローズ選手、東京六大学で首位打者
- 鎌田祐哉 - 元東京ヤクルトスワローズ投手
- 川口盛外 - 元広島東洋カープ投手、準硬式野球部出身
- 岸一郎 - 元大阪タイガース監督
- 木次文夫 - 元読売ジャイアンツ、国鉄スワローズ選手
- 木村保 - 元南海ホークス投手
- 金永祚（金光 彬夫） - 元朝日軍選手、韓国代表監督
- 久慈次郎 - 函館太洋倶楽部捕手、日米対抗戦で沢村栄治とバッテリーを組む、野球殿堂入り
- 楠城徹 - 元西武ライオンズ編成部長
- 河野安通志 - 早大初代エース、野球殿堂入り
- 桑田真澄 - 元読売ジャイアンツ投手、引退後に大学院のため野球部在籍なし
- 河野昭修 - 元西鉄ライオンズ選手
- 木暮洋 - 投手として六大学17勝、桐生高時代甲子園ベスト4
- 小坂敏彦 - 元読売ジャイアンツ、日本ハムファイターズ投手
- 小島利男 - 六大学初の三冠王、阪神タイガースの四番打者
- 小宮山悟 - 元千葉ロッテマリーンズ投手、第20代野球部監督
- 小森光生 - 元毎日オリオンズ内野手、元ヤクルトスワローズコーチ、早大で廣岡達朗と黄金の三遊間を組む
- 近藤昭仁 - 元大洋ホエールズ選手、元横浜ベイスターズ・千葉ロッテマリーンズ監督

さ行
- 斎藤佑樹 - 元北海道日本ハムファイターズ投手、第100代野球部主将、東京六大学史上6人目の30勝300奪三振達成
- 佐伯達夫 - 日本高等学校野球連盟第3代会長
- 酒井敏明 - 元中日ドラゴンズ捕手
- 坂井保之 - 元西武ライオンズ・福岡ダイエーホークス球団代表
- 沢東洋男 - 元大和軍監督
- 重信慎之介 - 読売ジャイアンツ外野手
- 獅子内謹一郎 - 第一回早慶戦で5番センター、「岩手野球の父」
- 島田雄三 - 元大映スターズ選手
- 島貫省一 - 元読売ジャイアンツ、近鉄バファローズ選手
- 末吉俊信 - 元毎日オリオンズ選手
- 杉田屋守 - 元黒鷲選手
- 杉山翔大 - 元中日ドラゴンズ捕手、4年秋に東京六大学リーグ史上13人目の三冠王
- 鈴木惣太郎 - 読売巨人軍顧問、野球殿堂入り
- 鈴木悳夫 - 元日本ハムファイターズコーチ
- 鈴木葉留彦 - 元西武ライオンズ二軍監督
- 須田幸太 - 元横浜DeNAベイスターズ投手、退団後に社会人・JFE東日本
- 千藤三樹男 - 元日本ハムファイターズコーチ

た行
- 高須清 - 元イーグルス、パシフィック内野手
- 高橋直樹 - 元日本ハムファイターズ・西武ライオンズ投手
- 高梨雄平 - 読売ジャイアンツ
- 竹内愛一 - 元朝日軍選手、朝日軍監督、中部日本軍監督
- 武内晋一 - 東京ヤクルトスワローズ内野手
- 田中浩康 - 元東京ヤクルトスワローズ・横浜DeNAベイスターズ内野手、元野球部コーチ
- 塚田晃平 - 広島東洋カープ投手
- 辻井弘 - 元大陽ロビンス、広島カープ、国鉄スワローズ選手
- 徳武定之 - 元国鉄スワローズ内野手、元野球部コーチ
- 徳山壮磨 - 横浜DeNAベイスターズ投手
- 飛田穂洲 - 野球評論家・元野球部監督、「学生野球の父」、野球殿堂入り
- 鳥谷敬 - 元阪神タイガース、現千葉ロッテマリーンズ内野手、東京六大学で二年春での三冠王

な行
- 中島治康 - 元読売ジャイアンツ・大洋ホエールズ監督、日本プロ野球初の三冠王、野球殿堂入り
- 中村勝広 - 元オリックス・バファローズ監督、阪神タイガース監督・ゼネラルマネージャー
- 中村奨吾 - 千葉ロッテマリーンズ内野手、第104代野球部主将
- 中村浩道 - 元プロ野球審判員
- 西垣雅矢 - 東北楽天ゴールデンイーグルス投手
- 仁志敏久 - 元読売ジャイアンツ・横浜ベイスターズ内野手
- 西田暢 - 元中日ドラゴンズ内野手
- 仁村薫 - 元読売ジャイアンツ、中日ドラゴンズ外野手
- 沼澤康一郎 - 元毎日オリオンズ選手
- 根本行都 - 元名古屋軍監督
- 野村徹 - 第16代野球部監督

は行
- 橋戸信 - 早大第2代主将、都市対抗野球創設、橋戸賞に名前を残す、野球殿堂入り
- 土生翔平 - 広島東洋カープ外野手、第101代野球部主将
- 早川隆久 - 東北楽天ゴールデンイーグルス投手
- 比嘉寿光 - 元広島東洋カープ内野手、第93代野球部主将、現広島東洋カープ球団職員
- 蛭間拓哉 - 埼玉西武ライオンズ外野手
- 広岡達朗 - 元ヤクルトスワローズ・西武ライオンズ監督、野球殿堂入り
- 福井優也 - 元広島東洋カープ・東北楽天ゴールデンイーグルス投手
- 福本勝幸 - 元社会人・東芝外野手、監督
- 藤井秀悟 - 元東京ヤクルトスワローズ、北海道日本ハムファイターズ、読売ジャイアンツ、横浜DeNAベイスターズ投手
- 藤本定義 - 元読売ジャイアンツ・阪神タイガース監督、野球殿堂入り
- 細山田武史 - 元横浜DeNAベイスターズ、福岡ソフトバンクホークス捕手、退団後に社会人・トヨタ自動車

ま行
- 松井栄造 - 元中等学校・六大学野球選手
- 松岡雅俊 - 元東映フライヤーズ選手
- 松下建太 - 元埼玉西武ライオンズ投手
- 松本啓二朗 - 元横浜DeNAベイスターズ外野手、退団後に社会人・新日鉄住金かずさマジック
- 松本匡史 - 元読売ジャイアンツ選手
- 丸子達也 - 社会人・JR東日本内野手
- 三神吾朗 - 日本人初のプロ野球選手
- 三澤興一 - 元読売ジャイアンツ、大阪近鉄バファローズ、東京ヤクルトスワローズ、中日ドラゴンズ投手
- 水口栄二 - 元大阪近鉄バファローズ・オリックス・バファローズ内野手
- 南村侑広 - 元西日本パイレーツ・読売ジャイアンツ外野手、元巨人コーチ
- 三原脩 - 元読売ジャイアンツ・西鉄ライオンズ監督、野球殿堂入り、中退
- 宮崎康之 - 元野球部監督
- 宮本賢 - 元北海道日本ハムファイターズ投手、第96代野球部主将
- 宮本洋二郎 - 元読売ジャイアンツ、広島東洋カープ、南海ホークス投手
- 三輪田勝利 - 元阪急・オリックススカウト、イチローを発掘
- 茂木栄五郎 - 東北楽天ゴールデンイーグルス内野手
- 森茂雄 - 元大阪タイガース、イーグルス、大洋ホエールズ監督
- 森大 - 浦和学院高等学校監督
- 森徹 - 元中日ドラゴンズ選手

や-わ行
- 八木茂 - 元阪急ブレーブス、阪神タイガース選手
- 八木沢荘六 - 元ロッテオリオンズ投手・千葉ロッテマリーンズ監督
- 安田権守 - 元斗山ベアーズ・現ロッテ・ジャイアンツ外野手
- 安田猛 - 元ヤクルトスワローズ投手、球団編成部長
- 谷沢健一 - 元中日ドラゴンズ選手
- 矢島粂安 - 元大日本東京野球倶楽部選手
- 山縣秀 - 北海道日本ハムファイターズ内野手
- 山倉和博 - 元読売ジャイアンツ選手
- 山田和幸 - 元西武ライオンズ選手、準硬式野球部へ転部
- 山本博愛 - 元後楽園イーグルス内野手、中退
- 山本一徳 - 元北海道日本ハムファイターズ、千葉ロッテマリーンズ投手、現北海道日本ハムファイターズ球団職員
- 山脇正治 - 元後楽園イーグルス監督
- 横山貴明 - 元東北楽天ゴールデンイーグルス投手
- 吉江英四郎 - 元東急フライヤーズ、読売ジャイアンツ
- 吉沢俊幸 - 元阪急ブレーブス、南海ホークス選手
- 由田慎太郎 - 元オリックス・バファローズ外野手、現オリックス・バファローズ編成部スカウト、早大初の4連覇の中心メンバー
- 吉納翼 - 東北楽天ゴールデンイーグルス外野手
- 和田毅 - 福岡ソフトバンクホークス投手

#### サッカー
ア式蹴球部出身者
人間科学部eスクール出身者（男子）
- 2007年度入学[17]
  - 大森征之 - 元名古屋グランパス
  - 大山俊輔 - 元愛媛FC
  - 太田宏介 - 名古屋グランパス、元日本代表
  - 小池純輝 - 東京ヴェルディ
  - 岡本昌弘 - 愛媛FC
  - 坂井洋平 - 元ザスパクサツ群馬
  - 吉田麻也 - ロサンゼルス・ギャラクシー
- 2008年度入学[18]
  - 井上裕大 - FC町田ゼルビア
  - 柿谷曜一朗 - セレッソ大阪、日本代表経験者
  - 兼田亜季重 - 大分トリニータ
  - 川俣慎一郎 - 鹿島アントラーズ
  - 清武弘嗣 - セレッソ大阪、日本代表経験者
  - 鈴木惇 - アビスパ福岡
  - 鈴木伸貴 - 元湘南ベルマーレ
  - 安田理大 - ジェフユナイテッド市原・千葉、日本代表経験者
- 2009年度入学[19]
  - 乾達朗 -  ナガワールドFC
  - 梅井大輝 - SC相模原
  - 金井貢史 - 清水エスパルス
  - 菅沼駿哉 - ガンバ大阪
  - 田邉草民 - アビスパ福岡
  - 西川周作 - 浦和レッズ、日本代表経験者
  - 原裕太郎 - 愛媛FC
  - 輪湖直樹 - アビスパ福岡
- 2010年度入学[20]
  - 大﨑淳矢 - 栃木SC
  - 森岡亮太 -  RSCアンデルレヒト、日本代表経験者
- 2011年度入学[21]
  - 井波靖奈 - 元ジュビロ磐田
  - 牛之濱拓 - 鹿児島ユナイテッドFC
  - 松本翔 - ガイナーレ鳥取
- 2012年度入学[22]
  - 舘野俊祐 - FC大阪
  - 伊東幸敏 - 鹿島アントラーズ
  - 佐藤祥 - 栃木SC
  - 杉本竜士 - 横浜F・マリノス
  - 田尻健 - ガイナーレ鳥取
  - 奈良竜樹 - 鹿島アントラーズ
  - 西野貴治 - カマタマーレ讃岐
- 2013年度入学[23]
  - 豊川雄太 - セレッソ大阪
  - 中原彰吾 - ベガルタ仙台
  - 岡田明久 - 鈴鹿アンリミテッドFC
- 2014年度入学[24]
  - 小澤雄希 - 元カマタマーレ讃岐
  - 宮市剛 - いわてグルージャ盛岡
  - 小泉勇人 - ヴァンフォーレ甲府
  - 小屋松知哉 - サガン鳥栖
  - 前寛之 - アビスパ福岡

女子サッカー選手
- 松長佳恵 - オルカ鴨川FC
- 岸星美 - ASハリマアルビオン
- 松田典子 - 元浦和レッズレディース
- 大滝麻未 - 横浜FCシーガルズ、元日本代表
- 髙畑志帆 - 浦和レッズレディース、日本代表
- 臼井理恵 - ノジマステラ神奈川相模原、元日本代表
- 後藤三知 -  レアル・ソシエダ、元日本代表
- 大宮玲央奈 - AC長野パルセイロ・レディース
- 高木ひかり - ノジマステラ神奈川相模原、日本代表
- 西川彩華 - ジェフユナイテッド千葉レディース
- 北川ひかる - 浦和レッズレディース、日本代表
- 小山季絵 - ベガルタ仙台レディース、日本代表
- 河野朱里 - 横浜FCシーガルズ、U-20日本代表
- 冨田実侑 - 元ラブリッジ名古屋、U-17日本代表

#### ラグビー
- 青木佑輔 - 日本代表選手・キャップ22
- 安藤栄次 - 日本代表選手・キャップ13
- 石塚武生 - 元当校監督、元伊勢丹監督、元日本代表選手・キャップ28
- 今泉清 - 元日本代表選手・キャップ8
- 今駒憲二 - 元日本代表選手・キャップ2
- 今村雄太 - 日本代表選手・キャップ33
- 植山信幸 - 元当校監督、元日本代表選手・キャップ20
- 大島佐利 - 7人制日本代表選手
- 大西鐡之祐 - 元当校監督、元日本代表監督、元当校教授
- 大東和美 - 元日本代表選手・キャップ6、第4代Jリーグチェアマン、日本サッカー協会副会長、株式会社鹿島アントラーズ・エフ・シー代表取締役社長、独立行政法人日本スポーツ振興センター理事長
- 奥克彦 - 元外交官、大使
- 柯子彰 - 台湾ラグビーの父、元日本代表選手・キャップ4
- 川越藤一郎 - 日本ラグビー協会第9代会長、元日本代表選手・キャップ1
- 神山郁雄 - 元テレビ朝日専務取締役
- 木本建治 - 元当校監督、元日本代表選手
- 清宮克幸 - 元当校監督、ヤマハ発動機ジュビロ監督、元サントリーサンゴリアス監督
- 後藤禎和 - 前当校監督
- 後藤翔太 - 元日本代表選手・キャップ8
- 五郎丸歩 - 日本代表選手・キャップ18
- 坂井克行 - 日本代表選手
- 佐々木隆道 - 日本代表選手・キャップ13
- 宿澤広朗 - 元当校監督、元日本代表監督、元日本代表選手・キャップ3
- 白井善三郎 - 元当校監督
- 曽我部佳憲 - 日本代表選手
- 辻高志 - 元当校監督、元日本代表選手・キャップ7
- 冨田真紀子 - 日本女子代表
- 神村英理 - 日本女子代表、ラグビーレフリー、パイロット
- 豊田将万 - 日本代表選手・キャップ9
- 中竹竜二 - 元当校監督
- 中村賢治 - 元東芝府中監督
- 西野綱三 - 元日本代表監督、元当校監督
- 畠山健介 - 日本代表選手・キャップ34
- 日比野弘 - 元当校監督、元日本代表監督、元日本代表選手・キャップ3、元人間科学部教授、日本ラグビー協会第11代会長代行
- 藤原優 - 元日本代表選手・キャップ22
- 堀越正巳 - 立正大学ラグビー部監督、元日本代表選手・キャップ26
- 本城和彦 - 元日本代表選手・キャップ10
- 増保輝則 - 元神戸製鋼コベルコスティーラーズ監督、元日本代表選手・キャップ47
- 松瀬学 - ノンフィクションライター
- 萬谷勝治 - 元日本代表選手・キャップ13
- 矢富勇毅 - 日本代表選手・キャップ13
- 矢部達三 - 早稲田大学ラグビー蹴球部OB会（早大ROB倶楽部）会長、日本ラグビーフットボール協会専務理事
- 山下大悟 - 現当校監督
- 山本巌 - 元日本代表監督、元日本代表選手・キャップ1、元サントリー監督
- 横井久 - 元当校監督、元日本代表監督
- 横井章 - 元日本代表選手・キャップ17
- 横尾千里 - 日本女子代表
- 吉野俊郎 - 元日本代表選手・キャップ7

#### バスケットボール
- 朝山正悟 - 広島ドラゴンフライズ
- 板倉令奈
- 井上眞一 - バスケットボール指導者
- 大原咲織 - 日立ハイテク クーガーズ
- 尾崎正敏 - 元日本バスケットボール協会会長、元全日本女子バスケットボールチーム監督
- 桂葵 - トヨタ自動車アンテロープス
- 加藤臨 - トヨタ紡織サンシャインラビッツ
- 久保田遼 - 東京八王子ビートレインズ
- 倉石平 - バスケットボール指導者
- 柴田ひとみ
- 澁谷咲月 - 東京羽田ヴィッキーズ
- 菅原洋介 - 元プロバスケットボール選手、現警察官：2006年卒業
- 砂川夏輝 - アイシン ウィングス
- 高島一貴 - 横浜ビー・コルセアーズ
- 田村未来 - デンソーアイリス
- 丹羽裕美
- 萩原美樹子 - 日本人初のWNBA選手
- 早川大史
- 船生晴香 - 日立ハイテク クーガーズ
- 本多真実
- 宮田諭 - 東京ユナイテッドバスケットボールクラブ
- 宮本一樹 - ファイティングイーグルス名古屋

#### テニス
- 青山修子 - テニス選手
- 加茂公成 - 元テニス選手、全米選手権ダブルス優勝
- 坂井利郎 - 元テニス選手、元早大監督
- 佐藤次郎 - テニス選手、全英選手権シングルスベスト4、世界ランキング3位
- 佐藤直子 - 元テニス選手、日本プロテニス協会理事長　※競技者引退後に入学
- 杉田祐一 - テニス選手
- 福田雅之助 - 元テニス選手、パリ五輪（1924）代表、日本庭球協会顧問
- 三神八四郎 - テニス選手
- 宮城淳 - 元テニス選手、全米選手権ダブルス優勝、早大名誉教授

#### バレーボール
- 秋重若菜 - ビーチバレーボール選手、トヨタ自動車ビーチバレーボール部
- ヨーコ・ゼッターランド - 元バレーボール選手、バルセロナ五輪（1992年）銅メダリスト
- 中谷宏大 - 元バレーボール選手、現指導者：NECレッドロケッツ川崎監督
- 前田豊 - 元日本バレーボール協会副会長、国際バレーボール連盟副会長

#### 卓球
- 岩渕幸洋 - パラ卓球選手。リオデジャネイロパラリンピック(2016)・東京パラリンピック(2021)代表
- 今野裕二郎 - 世界卓球選手権銅メダリスト
- 鍵本肇 - 世界卓球選手権金メダリスト
- 河原智 - 世界卓球選手権金メダリスト
- 木村興治 - 世界卓球選手権金メダリスト
- 糀谷博和 - 元卓球選手、社会保険労務士
- 福原愛 - 卓球選手、ロンドン五輪（2012）女子団体銀メダリスト
- 松下浩二 - 元卓球選手、株式会社VICTAS会長

#### ハンドボール
- 東江雄斗 - ハンドボール選手、大同特殊鋼フェニックス所属
- 伊舎堂博武 - ハンドボール選手、トヨタ車体所属
- 岩下祐太 - ハンドボール選手、トヨタ紡織九州レッドトルネード所属
- 岩本真典 - ハンドボール選手、日本リーグ初の1000得点達成
- 内海祐輔 - ハンドボール選手、トヨタ車体所属
- 川島悠太郎 - ハンドボール選手、北陸電力所属
- 玉城慶也 - ハンドボール選手、トヨタ車体所属
- 西山尚希 - ハンドボール選手、トヨタ自動車東日本レガロッソ所属
- 仁平昌利 - ハンドボール選手、ワクナガレオリック所属
- 藤本純季 - ハンドボール選手、トヨタ車体所属
- 牧山仁志 - 元ハンドボール選手、琉球コラソン所属
- 山田隼也 - ハンドボール選手、トヨタ自動車東日本レガロッソ所属

#### その他球技
- 朝倉孝雄 - 元アメリカンフットボール選手、元米式蹴球部監督
- 波木健太郎 - アメリカンフットボール選手、アサヒビールシルバースター（Xリーグ）所属
- 木原征治 - 日本ホッケー協会常任理事、ローマ五輪（1960）・東京五輪（1964）代表
- 松本徹 - 元バドミントン選手
- 山田英孝 - バドミントン選手、シドニー五輪（2000）・アテネ五輪（2004）代表

#### 陸上競技
- 青木半治 - 元日本体育協会会長、日本陸上競技連盟名誉会長
- 上田瑠偉 - トレイルランニング競技者
- 大迫傑 - 長距離走選手、東京五輪（2020）代表、3000m及び5000m日本記録保持者
- 太田智樹 - 長距離走選手、パリ五輪（2024）代表、ハーフマラソン日本記録保持者
- 大森重宜 - ロサンゼルス五輪（1984）代表、金沢星稜大学教授
- 沖田芳夫 - 投擲選手、アムステルダム五輪（1928）代表
- 織田幹雄 - 日本初の金メダリスト、三段跳選手、日本陸上競技連盟名誉会長
- 加藤修也 - 短距離走選手、リオデジャネイロ五輪（2016）代表
- 鏑木毅 - トレイルランニング競技者
- 金井豊 - 長距離走選手、ロサンゼルス五輪（1984）一万m 7位
- 金哲彦 - 長距離走選手、ニッポンランナーズ理事長
- 櫛部静二 - 長距離走選手、城西大学男子駅伝部監督
- 小掛照二 - 日本陸上競技連盟名誉副会長、メルボルン（1956）五輪三段跳8位
- 小島茂之 - 短距離走選手、シドニー五輪（2000）400メートルリレー6位
- 坂井義則 - 陸上競技選手、東京五輪（1964）の聖火リレー最終走者
- 坂口泰 - 長距離走選手、元中国電力陸上競技部監督
- 佐藤敦之 - 中国電力陸上競技部監督、長距離走選手、ハーフマラソン元日本記録保持者、北京五輪（2008）代表
- 瀬古利彦 - 長距離走選手、マラソン15戦10勝、元エスビー食品陸上部監督、日本陸上競技連盟理事
- 武井隆次 - 長距離走選手、元エスビー食品陸上部監督
- 竹澤健介 - 長距離走選手、北京オリンピック日本代表
- 谷真海 - 陸上競技選手・トライアスロン選手・パラリンピック選手、走り幅跳び日本記録・アジア記録保持者
- ディーン元気 - （やり投）選手、ロンドン五輪（2012）代表
- 土江寛裕 - 短距離走選手、陸上競技指導者、アテネ五輪（2004）400メートルリレー4位
- 土江良吉 - 短距離走選手、陸上競技指導者
- 中村清 - 中距離走選手、陸上競技指導者、元エスビー食品陸上部監督、瀬古利彦らを育てる、ベルリン五輪（1936）代表
- 南部忠平 - 三段跳選手、ロサンゼルス五輪（1932）金メダリスト
- 西田修平 - 棒高跳選手、ロサンゼルス五輪（1932）銀メダリスト・ベルリン五輪（1936）銀メダリスト
- 野澤啓佑 - 400mハードル選手、リオデジャネイロ五輪（2016）代表
- 花岡伸和 - 車いす陸上競技選手、アテネパラリンピック（2004）マラソン6位、ロンドンパラリンピック（2012）マラソン5位
- 花田勝彦 - 長距離走選手、アトランタ五輪（1996）・シドニー五輪（2000）代表、早稲田大学競走部駅伝監督
- 原晋 - 青山学院大学陸上競技部長距離監督、長距離走選手
- 渡辺高博 - 短距離走選手、バルセロナ五輪（1992）代表
- 渡辺康幸 - 長距離走選手、住友電工陸上競技部監督、元早稲田大学競走部駅伝監督、アトランタ五輪（1996）代表

#### 水泳
- 新井信男 - 水泳選手、1928年アムステルダム五輪800mリレー銀メダリスト
- 伊藤圭祐 - 水泳選手、1964年東京オリンピック代表
- 入江稔夫 - 水泳選手、1932年ロサンゼルス五輪100m背泳ぎ銀メダリスト
- 糸井統 - 水泳選手、1992年バルセロナ五輪200m背泳ぎ4位、1996年アトランタ五輪同5位
- 稲田法子 - 水泳選手、1992年バルセロナ・2000年シドニー・2004年アテネ五輪代表、2003年世界水泳選手権50m背泳ぎ銅メダリスト
- 岩崎邦宏 - 水泳選手、1964年東京五輪800mリレー銅メダリスト
- 大崎剛彦 - 水泳選手、日本水泳連盟理事、1960年ローマ五輪200m平泳ぎ銀メダリスト
- 岡部幸明 - 水泳選手、1964年東京五輪800mリレー銅メダリスト
- 粕谷恭子 - 水泳選手、1992年バルセロナオリンピック代表
- 加藤浩時 - イトマンスイミングスクール代表取締役社長
- 漢人陽子 - 水泳選手、1992年バルセロナ五輪代表
- 岸田真幸 - 水泳選手、2008年北京五輪代表
- 北川麻美 - 水泳選手、2008年北京五輪代表
- 北村康雄 - 水泳選手、1952年ヘルシンキ五輪代表
- 黒鳥文絵 - 水泳選手、1996年アトランタ五輪代表
- 古賀淳也 - 水泳選手、2009年世界水泳選手権100m背泳ぎ金メダリスト、2016年リオデジャネイロ五輪代表
- 古賀学 - 水泳選手、1956年メルボルン五輪代表
- 坂井聖人 - 水泳選手、2016年リオデジャネイロ五輪男子200ｍバタフライ銀メダリスト
- 杉浦重雄 - 水泳選手、1936年ベルリン五輪800mリレー金メダリスト
- 鈴木孝幸 - 水泳選手、2008年北京パラリンピック金メダルなど
- 関戸直美 - 水泳選手、1984年ロサンゼルスオリンピック日本代表
- 瀬戸大也 - 水泳選手、2016年リオデジャネイロ五輪男子400ｍ個人メドレー銅メダリスト、世界水泳選手権金メダル4個・銀メダル1個・銅メダル4個獲得
- 高石勝男 - 水泳選手、1928年アムステルダム五輪800mリレー銀メダリスト・100m自由形銅メダリスト、元日本水泳連盟会長、早稲田大学「高石記念プール」にその名を残す
- 高橋成夫 - 水泳選手、1932年ロサンゼルス五輪100ｍ自由形5位
- 谷訯 - 水泳選手、1956年メルボルン五輪日本代表
- 田渕晋 - 水泳選手、2000年シドニー・2004年アテネ五輪代表
- 長沢二郎 - 水泳選手、1952年ヘルシンキ五輪平泳ぎ6位
- 中野悟 - 水泳選手、1964年東京・1968年メキシコシティ五輪代表
- 中村克 - 水泳選手、2016年リオデジャネイロ・2020年東京五輪代表
- 長谷景治 - 水泳選手、1956年メルボルン五輪代表
- 馬場豊 - 飛込競技選手、指導者、1956年メルボルン五輪代表
- 平井伯昌 - 水泳指導者、日本水泳連盟理事
- 藤井拓郎 - 水泳選手、水泳指導者、2008年北京五輪400mメドレーリレー銅メダリスト、2012年ロンドン五輪400mメドレーリレー銀メダリスト
- 藤田明 - 元日本水泳連盟会長、1932年ロサンゼルス五輪水球代表
- 藤本隆宏 - 水泳選手、1992年バルセロナ五輪個人メドレー400m8位、個人メドレー200m・400m元日本記録保持者
- 星奈津美 - 水泳選手、2012年ロンドン・2016年リオデジャネイロ五輪2大会連続200ｍバタフライ銅メダリスト、2015年世界水泳選手権200mバタフライ金メダリスト
- 牧野正蔵 - 水泳選手、1932年ロサンゼルス五輪1500m自由形銀メダリスト
- 牧野紘子 - 水泳選手、2017年・2019年世界水泳選手権代表
- 三田真希 - 水泳選手、2000年シドニー・2008年北京五輪代表
- 山中毅 - 水泳選手、1956年メルボルン五輪400m自由形・1500m自由形銀メダリスト、1960年ローマ五輪400m自由形・800mリレー銀メダリスト
- 横地森太郎 - 水泳選手、ポルトガルオリンピック水泳代表監督、1958年アジア競技大会代表
- 横山隆志 - 水泳選手、1932年ロサンゼルス五輪800ｍリレー金メダリスト
- 吉無田春男 - 水泳選手、1960年ローマ・1964年東京オリンピック日本代表
- 米山弘 - 水泳選手、1928年アムステルダム五輪800ｍリレー銀メダリスト
- 渡辺一平 - 水泳選手、2016年リオデジャネイロ五輪代表、2017年・2019年世界水泳選手権2大会連続200m平泳ぎ銅メダリスト、元200m平泳ぎ世界記録保持者
- 渡部香生子 - 水泳選手、2012年ロンドン・2016年リオ・2020年東京五輪代表、2015年世界水泳選手権200m平泳ぎ金メダリスト・200m個人メドレー銀メダリスト
- 渡辺健司 - 水泳選手、1984年ロス・1988年ソウル・1992年バルセロナ五輪三大会連続オリンピック出場、元200ｍ平泳ぎ日本記録保持者

#### ウインタースポーツ
- 麻生武治 - 元スキー選手、登山家、サンモリッツ五輪（1928）代表　第1回箱根駅伝にも出場
- 荒川静香 - トリノ五輪（2006）フィギュアスケート金メダリスト
- 石幡忠雄 - 元スピードスケート選手、グルノーブル五輪（1968）代表
- 一戸剛 - 元スキー選手、トリノ五輪代表
- 井上怜奈 - 元フィギュアスケート選手、トリノ五輪（2006）ペア7位
- 荻原健司 - アルベールビル五輪（1992）・リレハンメル五輪（1994）ノルディック複合団体金メダリスト（2大会連続）、前参議院議員
- 荻原次晴 - 元スキー選手、長野五輪（1998）ノルディツク複合個人6位
- 気田義也 - 元スキー選手、インスブルック五輪（1964）・グルノーブル五輪（1968）代表
- 倉田秀道 - スキー指導者、元早稲田大学スキー部監督
- 河野孝典 - 元スキー選手、アルベールビル五輪（1992）・リレハンメル五輪（1994）（2大会連続）ノルディック複合団体金メダリスト、リレハンメル五輪ノルディック複合個人銀メダリスト
- 小塚嗣彦 - 元フィギュアスケート選手、フィギュアスケートコーチ、グルノーブル五輪（1968）代表、小塚崇彦の父
- 小林諭果 - スキージャンプ選手
- 村主章枝 - フィギュアスケート全日本チャンピオン、世界銀メダリスト
- 龍田峻次 - 元スキー選手、ガルミッシュパルテンキルヒェン五輪（1936年）代表
- 永井秀昭 - スキーノルディック複合選手
- 中野友加里 - 元フィギュアスケート選手、元フジテレビ社員
- 中山英子 - スケルトン選手
- 萩原貴則 - 元スキーノルディック複合選手
- 羽生結弦 - フィギュアスケート選手、ソチオリンピック（2014）・平昌オリンピック（2018）2大会連続（男子シングル）五輪金メダリスト、国民栄誉賞受賞
- 福原美和 - インスブルック五輪（1964）フィギュアスケート5位
- 藤沢隆 - 元スキー選手、オスロノルディック世界選手権（1966）銀メダリスト
- 松井孝 - 元スキー選手、スコーバレー五輪（1960）代表
- 松井陽子 - フリースタイルスキーエアリアル選手、トリノ五輪エアリアルコーチ
- 南谷真鈴 - 登山家、エベレスト登頂に成功、日本人最年少記録
- 宮沢大志 - クロスカントリースキー選手、ソチオリンピック（2014）・北京オリンピック（2022）代表
- 向川桜子 - アルペンスキー選手、北京オリンピック（2022）代表
- 村岡桃佳 - 車いすスキー選手、平昌パラリンピック女子滑空座位銀メダリスト
- 八木沼純子 - 元フィギュアスケート選手、スポーツキャスター
- 吉沢広司 - 元スキー選手、オスロ五輪（1952）・コルティナダンペッツォ五輪（1956年）代表
- 渡部暁斗 - スキーノルディック複合選手、2014年ソチオリンピック個人ノーマルヒル銀メダリスト
- 渡部善斗 - スキーノルディック複合選手、渡部暁斗の弟

#### 柔道
- 石井千秋 - 男子柔道家、1972年ミュンヘンオリンピック柔道男子93kg級ブラジル代表銅メダリスト、2010年現在柔道九段
- 石黒敬七 - 柔道家、講道館八段・大日本武徳会十段。
- 大沢慶己 - 柔道家、講道館十段。
- 川石酒造之助 - 柔道家、「フランス柔道の父」
- 佐々木巌夫 - 柔道家、全日本柔道選士権大会優勝。
- 鈴木桂治 - 柔道家
- ホ・ミミ - 柔道家、通名は池田 海実[25]。4年生時に2024年パリオリンピック女子柔道競技57kg級韓国代表銀メダリストとなる。
- 前田光世 - 柔道家、ロンドンの日本柔術学校指導員、グレイシー柔術宗家グレイシー家に柔術を教える
- 山口利夫 - 柔道家、プロレスラー

#### ボクシング
- 後藤秀夫 - ボクシング選手、日本フェザー級チャンピオン、1952年引退
- 高山将孝 - ボクシング選手、東京五輪（1964）代表、第17代第19代日本ライト級チャンピオン、1975年引退
- 岩田翔吉 - プロボクサー
- 垂水稔朗 - プロボクサー
- ピストン堀口 - プロボクサー
- 藤田炎村 - プロボクサー
- 三谷大和 - プロボクサー
- 緑川アイラ - プロボクサー
- 狩野ほのか - プロボクサー、中退
- 安河内剛 - 日本ボクシングコミッション（JBC）前事務局長

#### プロレス
- ケンドー・カシン - プロレスラー、元新日本プロレス
- マッスル坂井 - プロレスラー、元DDT
- 篠瀬三十七 - プロレスラー、WNC
- 芦田美歩 - タレント、プロレスラー、アイスリボン

#### その他格闘技
- 青木真也 - 総合格闘家
- 東孝 - 空手家、極真会館全日本大会優勝、大道塾塾長
- 上武洋次郎 - レスリング選手、東京（1964）メキシコ（1968年）五輪バンタム級金メダリスト
- 太田章 - レスリング選手、ロサンゼルス五輪（1984）・ソウル五輪（1988）90kg級銀メダリスト
- 大錦卯一郎 - 大相撲第26代横綱
- 岡本依子 - テコンドー、シドニーオリンピック銅メダル
- 笠置山勝一 - 大相撲力士、最高位関脇、引退後日本相撲協会理事・監事
- 風間栄一 - レスリング選手
- 皇風俊司 - 大相撲力士、最高位西前頭13枚目
- 三瓶啓二 - 空手家、極真会館全日本大会3連覇、新極真会相談役
- 額田長 - 剣道範士八段、居合道範士九段
- 八田一朗 - 日本レスリング協会会長（1950-83年）、参議院議員

#### 自転車競技
- 入部正太朗

##### 競輪選手
- 石井貴子 - 当校在籍時代はアルペンスキー選手
- 奥井迪 - 当校在籍時代はアルペンスキー選手。中学校教諭。
- 佐々木一昭 - 1988年ソウルオリンピック出場
- 佐々木龍
- 豊岡弘 - 高等学校教諭、ソウルオリンピック出場
- 中川諒子 - 当校在籍時代はウェイトリフティング選手
- 中野慎詞 - 日本競輪選手養成所第121期早期卒業者
- 長塚智広 - 大学院卒。アテネ五輪（2004）チームスプリント銀メダル
- 平間誠記 - 1958年の東京アジア大会スプリント優勝

#### トレーナー
- 金子聡 - アスレティックトレーナー
- 高畑好秀 - メンタルトレーナー
- 中原啓吾 - アスレティックトレーナー
- 宮本大輔 - アスレティックトレーナー

#### その他種目
- 岩本亜希子 - 漕艇選手。シドニー五輪（2000）・アテネ五輪（2004）・北京五輪（2008）・ロンドン五輪（2012）代表
- 江口晃生 - 競艇選手。大学院卒業。
- 尾川智子 - フリークライマー
- 加藤武司 - 体操選手。メキシコ五輪（1968）団体金メダリスト
- 窪田登 - 重量挙げ選手。ローマ五輪（1960）6位、早大名誉教授
- 榊原春奈 - 漕艇選手。ロンドン五輪（2012）女子シングルスカル日本代表
- 佐藤琢磨 - F1ドライバー。当校在籍時代は自転車競技選手
- 鈴木梨羅 - 重量挙げ選手
- 達城龍次 - 地方競馬騎手。現役中に通信教育部に入学して卒業した。
- 難波康子 - 登山家。日本人2人目の七大陸最高峰登頂者（1996）
- 畠山知己 - ヨット選手・ヨット部監督
- 藤木九三 - 登山家・ロック・クライミング・クラブ創設者
- 見附絵莉 - 重量挙げ選手
- 杢元良輔 - チアリーディング選手、CWCドイツ世界大会（2009）男女混成部門金メダリスト
- 山岸秀匡 - IFBBプロボディビルダー、日本人で初めてボディビルディングの世界大会Mr.Olympiaに出場
- 吉岡信敬 - 早稲田大学応援隊隊長。「虎鬚彌次将軍」と呼ばれた。
- 原田龍之介 - セーリング選手。ロンドン五輪（2012）代表
- 古谷悠河 - レーシングドライバー

### アナウンサー・キャスター
職種を略した人物は、 アナウンサー。所属放送局が略されている人物は、キー局の所属。

#### NHK
あ行
- 秋鹿真人
- 浅井僚馬
- 阿部渉
- 荒木美和
- 飯塚洋介
- 池野健
- 石戸谷健一
- 伊藤源太
- 伊藤博英
- 稲垣秀人
- 稲塚貴一
- 今城和久
- 今福祝
- 上田早苗
- 上原康樹
- 浦田典明
- 遠藤亮
- 近江友里恵
- 大石真弘
- 岡野暁
- 小澤康喬

か行
- 柿沼郭
- 鹿沼健介
- 刈屋富士雄
- 河村太朗
- 神門光太朗
- 北郷三穂子
- 栗田晴行
- 黒沢保裕
- 小掛雄太
- 小郷知子
- 後藤理
- 小林孝司
- 小林千恵
- 小山径

さ行
- 斉藤孝信
- 斎藤政直
- 酒井博司
- 榊寿之
- 里匠
- 佐藤洋之
- 佐藤龍文
- 塩澤大輔
- 下境秀幸
- 杉浦圭子
- 杉岡英樹
- 鈴木康之
- 関口健
- 関根太朗

た行
- 高井正智
- 高木修平
- 高瀬耕造
- 高山哲哉
- 瀧川剛史
- 武田涼介
- 竹林宏
- 伊達正隆
- 田村直之
- 近田雄一
- 千野秀和
- 寺門亜衣子
- 道上美璃
- 豊原謙二郎
- 富永禎彦
- 鳥山圭輔

な行
- 永井伸一
- 中野淳
- 長瀬萌々子
- 中道洋司
- 二宮直輝
- 野村優夫

は行
- 星野豊
- 堀伸浩

ま行
- 松本一路
- 三宅民夫
- 宮﨑慶太
- 宮崎大地
- 宮本真智
- 三輪秀香
- 森山春香

や-わ行
- 山口達也
- 山根基世
- 山本和之
- 横井健吉
- 横尾泰輔
- 吉田賢
- 吉田浩
- 與那嶺紗希子
- 和田源二
- 和田信賢
- 渡辺憲司
- 渡辺健太

#### 日本テレビおよび系列局
- 明石英一郎 - 札幌テレビ放送
- 秋元啓二 - 静岡第一テレビ
- 茜谷幸子 - 元秋田放送
- 吾妻秀謙 - ミヤギテレビ
- 市來玲奈 - 元女優及びアイドル（元乃木坂46）[26]
- 伊藤楓 - 中京テレビ
- 今井伊左男 - 元日本テレビ
- 石川みなみ
- 植村智子 - 西日本放送
- 内田直之 - 鹿児島読売テレビ
- 大野伸 - 報道局
- 金原さおり - 元南海放送
- 金原二郎 - 元日本テレビ
- 河村亮
- 岸田雪子 - 報道局
- 北脇太基
- 久保晴生 - 元日本テレビ
- 倉持隆夫 - 元日本テレビ
- 黒木愛子 - テレビ信州
- 古閑陽子 - 元日本テレビ
- 小玉晋平 - 四国放送
- 小西美穂 - 元日本テレビキャスター兼解説委員、関西学院大学特別客員教授
- 近野宏明 - 報道局
- 鹿内美沙 - 中京テレビ放送
- 下川美奈 - 報道局
- 新谷保志 - 元日本テレビ
- 杉上佐智枝
- 滝菜月
- 徳光雅英 - 福島中央テレビ[要出典]
- 鳥羽博剛 - 報道局
- 永井公彦 - 札幌テレビ放送
- 長島清隆 - 広島テレビ放送
- 長谷川憲司 - 元日本テレビ
- 馬場典子 - 元日本テレビ
- 林田美学
- 福永俊介 - 札幌テレビ放送
- 藤村由紀子 - ミヤギテレビ
- 船越雅史 - 元日本テレビ
- 舟津宜史 - 元日本テレビ
- 保坂昌宏 - 元日本テレビ
- 本多当一郎 - 元日本テレビ
- 町田浩徳
- 松尾英里子 - 元日本テレビ
- 丸岡いずみ - 報道局
- 三雲茂晴 - ミヤギテレビ
- 宮崎宣子 - 元日本テレビ
- 宮永真幸 - 札幌テレビ放送
- 道浦俊彦 - 読売テレビ放送
- 村上節子 - 元日本テレビ、田原総一朗の妻
- 藪本雅子 - 元日本テレビ
- 山田真由美 - 福岡放送
- 吉田太一 - 中京テレビ

#### テレビ朝日および系列局
- 浅沼道郎 - 名古屋テレビ放送大阪支社長
- 石黒新平 - 広島ホームテレビ、元ニッポン放送
- 石木碧 - 九州朝日放送
- 井上裕衣 - 名古屋テレビ
- 太田祐輔 - 九州朝日放送
- 大野恵 - 北海道テレビ放送
- 加瀬征弘 - スカイ・A
- 加藤泰平
- 倉橋友和 - 名古屋テレビ
- 小久保知之進
- 斎藤康貴
- 佐々木一真
- 佐藤ちひろ
- 柴田博 - 朝日放送テレビ
- 清水次郎 - 朝日放送テレビ
- 清水貴之 - 朝日放送テレビ
- 下平さやか
- 高野純一 - 朝日放送テレビ
- 寺川俊平
- 野上慎平
- 浜田しのぶ - 元九州朝日放送
- 林和人 - 北海道テレビ放送
- 平石直之
- 古澤琢 - 元テレビ朝日
- 保坂和拓 - 朝日放送テレビ
- 松苗慎一郎
- 松藤好典 - 広島ホームテレビ
- 三上大樹
- 宮嶋泰子
- 森下桂吉
- 山口豊
- 山下剛 - 朝日放送テレビ
- 吉岡伸悟 - 東日本放送
- 依田英将 - 北海道テレビ放送

#### TBSおよび系列局
あ行
- 安斉由季 - 信越放送、元福島放送
- 阿部優貴子 - 元CBC
- 板倉俊彦 - 元毎日放送
- 伊藤敦基 - CBC
- 伊東正治 - 元毎日放送
- 岩谷源一 - RKB毎日放送
- 上泉雄一 - MBSテレビ
- 岡崎潤司 - 元TBS
- 奥富亮子 - RSK山陽放送

か行
- 加藤康裕 - MBSテレビ
- 門脇利枝 - 北京支局長
- 茅野正昌 - RKB毎日放送
- 川畑恒一 - 北海道放送
- 清原正博
- 久野誠 - 元CBCテレビ
- 桑本充悦 - 山陰放送
- 小池清 - 元毎日放送
- 後藤なぎさ - 大分放送
- 小沼みのり - 静岡放送
- 駒田健吾

さ行
- 斎藤哲也
- 坂橋克明 - 信越放送
- 佐藤文康
- 清水大輔
- 杉山真也
- 佐々木一朗 - 信越放送

た行
- 高橋友理 - 北海道放送
- 高梨欣也 - 元毎日放送
- 竹内梢 - 南日本放送
- 武田一顯 - 報道局
- 谷口篤史 - 山陰放送
- 千葉猛 - MBSテレビ
- 出水麻衣 - TBS
- 土井敏之
- 豊平有香 - 南日本放送

な行
- 中村秀昭
- 新タ悦男

は行
- 長谷川努 - 中国放送
- 初田啓介
- 服部義夫 - RKB毎日放送
- 林美雄 - 元TBS
- 早田和泰 - 元RSK山陽放送
- 坂俊介 - RSK山陽放送
- 広重玲子 - 元TBS
- 古川枝里子 - CBC

ま行
- 松永邦久 - 元TBS
- 水分貴雅 - CBC
- 宮部和裕 - CBC
- 宮脇憲一 - RKB毎日放送
- 向井政生

や行
- 山根陽美 - TYS
- 山崎昭夫 - 信越放送
- 山中真 - MBSテレビ
- 山本義幸 - 元東北放送
- 吉川美代子 - 解説委員

#### テレビ東京および系列局
- 相内優香 - テレビ東京
- 大塚奈央子 - テレビ大阪、元福井テレビ
- 岡野忠元 - 元テレビ東京
- 小島秀公
- 須黒清華
- 大藤晋司 - テレビ北海道 、元中京テレビ
- 高木大介 - テレビ愛知
- 高蝶恵介 - 元テレビ東京
- 立川周
- 鶴岡巍 - 元テレビ東京
- 福谷清志 - テレビ大阪、気象予報士、元日本海テレビ
- 森本智子
- 吉松孝 - TVQ九州放送

#### フジテレビおよび系列局
- 青嶋達也
- 石田一洋 - 関西テレビ、元RKB毎日放送
- 石本沙織
- 植木圭一 - 東海テレビアナウンス部長
- 江坂透 - テレビ西日本
- 岡本栄 - 関西テレビ
- 加藤晃 - 東海テレビ
- 加藤雅也 - テレビ新広島
- 金谷有希子 - 元福井テレビ
- 金田祐幸 - テレビ新広島
- 軽部真一
- 菊間千乃 - 元フジテレビ
- 近藤雄介 - 元フジテレビ
- 斉藤誠征 - 東海テレビ
- 境鶴丸
- 榊菜美 - 元 北海道文化放送、気象予報士
- 酒主義久
- 坂元龍斗 - 関西テレビ
- 向坂樹興
- 桜井堅一朗 - 元フジテレビ
- 佐野瑞樹
- 鈴木唯
- 反町理 - 報道局
- 竹内友佳
- 竹俣紅
- 田中宏枝 - テレビ静岡
- 恒松聡美 - テレビ熊本
- 長坂哲夫 - 元フジテレビ
- 長野翼 - 元フジテレビ
- 野島卓
- 馬場鉄志 - 関西テレビ
- 畑野優理子 - 元テレビ西日本
- 林弘典 - 関西テレビ
- 平野有海 - テレビ静岡
- 広瀬修一 - 仙台放送
- 福井慶仁
- 福永一茂 - 元ニッポン放送
- 福原直英
- 堀田篤 - 関西テレビ
- 益田由美
- 松元真一郎
- 松倉悦郎 - 元フジテレビ
- 三上真奈
- 三宅正治
- 宮澤智
- 宮沢桃子 - 東海テレビ
- 宮司愛海
- 武藤祐子 - 東海テレビ
- 村瀬健
- 村山千代 - 元新潟総合テレビ
- 毛利八郎 - 関西テレビ
- 森脇淳 - 東海テレビ
- 森本さやか - 元モデル
- 山口喜久一郎 - テレビ西日本
- 山下桃 - 山陰中央テレビ
- 吉原功兼 - 関西テレビ

#### その他テレビ局
- 大谷清美 - 群馬テレビ
- 吉田学 - 群馬テレビ、現営業部

#### ラジオ
- 洗川雄司 - ニッポン放送
- 今仁哲夫 - 元ニッポン放送
- 垣花正 - ニッポン放送
- くり万太郎 - ニッポン放送
- 飯塚治 - 文化放送
- 胡口和雄 - ニッポン放送
- 斉藤一美 - 文化放送
- 砂山圭大郎 - 文化放送
- 高橋将市 - 文化放送
- 戸谷真人 - 元文化放送
- 枇杷阪明 - 元ニッポン放送
- 松島茂 - 文化放送
- 松本秀夫 - ニッポン放送
- 山内宏明 - ニッポン放送
- 染谷恵二 - 元アール・エフ・ラジオ日本
- 小永井一歩 - ニッポン放送

#### フリーアナウンサー
あ行
- 阿部華也子 - キャスター
- 阿部宏美 - 元ニッポン放送
- 池田孝一郎 - 元TBS
- 逸見政孝 - 元フジテレビ
- 植草貞夫 - 元朝日放送
- 生方恵一 - 元NHK
- 江間丈 - 元四国放送
- 大沢悠里 - ラジオパーソナリティ、元TBS
- 大塚範一 - 元NHK
- 大野勢太郎 - 元文化放送
- 岡副麻希 - キャスター、モデル
- 岡部達 - 元TBS、TBSアナウンススクール特別講師
- 小川宏 - 元NHK

か行
- 笠井信輔 - 元フジテレビ
- 柏村武昭 - 元中国放送、元参議院議員
- 梶原しげる - 元文化放送
- 金井淳郎 - 元福島テレビ
- 金谷有希子 - 元NHKキャスター、元とちぎテレビ、元福井テレビ
- 金子辰雄 - 元NHK
- 北村実穂 - キャストKSBパートナーズ
- 栗原順子 - 元広島テレビ、ショップチャンネル
- 久和ひとみ - ニュースキャスター
- 向坂松彦 - 元NHK
- 小六英介 - 元NHK
- 小林大輔 - 元フジテレビ
- 近藤麻智子 - 元札幌テレビ放送、元新潟総合テレビ
- 近藤光史 - 元毎日放送

さ行
- 坂木萌子 - 元さくらんぼテレビ
- 佐久間あすか - 日経CNBC
- 佐藤友香 - 日経CNBC
- 佐藤友紀 - 元信越放送
- 塩川菜摘 - キャスター
- 島村俊治 - 元NHK、スポーツジャーナリスト
- 下岡陽子 - 東海ラジオ
- 下松小百合 - 元鹿児島テレビ放送
- 生野文治 - ナレーター、元RKB毎日放送
- 杉浦舞 - 元テレビ山梨
- 杉山邦博 - 元NHK、相撲ジャーナリスト
- 鈴木史朗 - 元TBS
- 関谷浩至 - 文筆家、元TBSラジオパーソナリティ、元TBSテレビディレクター
- 節丸裕一 - スポーツキャスター
- 荘口彰久 - ラジオパーソナリティ、元ニッポン放送

た行
- 竹内紫麻 - キャスター
- 露木茂 - 元フジテレビ
- 鳥居滋夫 - 元文化放送・フジテレビ

な行
- 中里雅子 - 元テレビ朝日
- 永島信道 - 元フジテレビ
- 中村克洋 - 元NHK
- 名取将 - 声優、元NHK
- 野宮範子 - 元HBC

は行
- 蜂谷薫 - 元毎日放送
- 浜尾朱美 - キャスター
- 林恵子 - 元SBS
- 原國雄 - 元福島テレビ
- 坂信一郎 - 元文化放送
- 平野啓子 - キャスター、語り部
- 平山允 - 映画評論家、元TBS
- 広瀬久美子 - 元NHK
- 深澤弘 - 元ニッポン放送
- 福澤朗 - 元日本テレビ
- 堀尾正明 - 元NHK

ま行
- 松平定知 - 元NHK
- 宮川俊二 - ニュースキャスター、元NHK

や-わ行
- 八木亜希子 - 元フジテレビ
- 矢野吉彦 - 元文化放送
- 藪本雅子 - 元日本テレビ
- 山田二郎 - 元TBS・元NHK
- 山中秀樹 - 元フジテレビ
- 山本文郎 - 元TBS
- 横山義則 - 元東北放送キャスター、元岩手めんこいテレビアナウンサー
- 吉川精一 - 元NHK
- 吉田照美 - 元文化放送
- 吉村功 - 元東海テレビ
- 渡辺謙太郎 - 元TBS

### ジャーナリズム・評論
あ行
- 相田洋 - 元NHKディレクター、「電子立国日本の自叙伝」
- 青山繁晴 - 参議院議員、独立総合研究所社長、「FNNスーパーニュースアンカー」コメンテーター
- 浅羽通明 - 評論家
- 阿比留瑠比 - 産経新聞政治部記者
- 荒井魏 - 評論家、歴史作家、元毎日新聞編集委員
- 荒垣秀雄 - 朝日新聞論説委員、「天声人語」担当（1946〜63年）
- 生島淳 - スポーツライター、元博報堂
- 池田健三郎 - 関西学院大学大学院客員教授、公共政策調査機構理事長、経済評論家
- 石井英夫 - 元・産経新聞論説委員、「産経抄」担当（1969〜2004年）
- 石垣綾子 - 評論家
- 石川次郎 - キャスター、編集者（「POPEYE」「BRUTUS」創刊メンバー）
- 一氏義良 - 美術評論家
- 伊藤正孝 - 朝日ジャーナル編集長、朝日新聞編集委員
- 伊藤洋一 - 住信基礎研究所主席研究員、エコノミスト
- 井上篤夫 - ジャーナリスト、作家
- 茨木政彦 - 雑誌編集者、『週刊少年ジャンプ』第8代編集長（2003〜08）
- 岩上安身 - ジャーナリスト、フジテレビ「とくダネ!」コメンテーター
- 岩城浩幸 - TBS解説委員
- 岩田昭男 - ジャーナリスト、消費生活評論家
- 岩垂弘 - ジャーナリスト、元朝日新聞編集委員
- 岩渕勝好 - ジャーナリスト、産経新聞論説委員、東北福祉大学教授、川崎医療福祉大学教授
- 岩淵辰雄 - 政治評論家
- 岩村三千夫 - 中国問題評論家、元読売新聞論説委員
- 植草甚一 - 映画評論家、欧米文学・ジャズの評論も
- 上崎貴実代 - フリーランス、元講談社WEBディレクター、リケジョ代表
- 上田健一 - 元毎日新聞主筆
- 植村隆 - 元朝日新聞記者
- 潮匡人 - ジャーナリスト、軍事評論家
- 牛山純一 - 元日本テレビ報道記者、「すばらしい世界旅行」
- 内田誠 - ジャーナリスト、コメンテーター、「FNNスーパーニュースアンカー」
- 海野弘 - 評論家
- 江川紹子 - ジャーナリスト、コメンテーター、「サンデーモーニング」、神奈川大学特任教授
- 江尻良文 - スポーツジャーナリスト、夕刊フジ編集委員
- 江森陽弘 - 元モーニングショーキャスター、元週刊朝日副編集長、元朝日新聞社会部次長
- 及川仁 - ジャーナリスト（ボーン・上田記念国際記者賞受賞）
- 大笹吉雄 - 演劇評論家
- 大鹿靖明 - 朝日新聞出版「AERA」記者
- 大谷昭宏 - ジャーナリスト、元読売新聞記者
- 大寺眞輔 - 映画評論家
- 岡田光興 - 東洋・西洋神秘学研究家（ジャーナリスト）
- 岡本厚 - 編集者、「世界」編集長（1996〜 ）
- 尾木直樹 - 教育評論家、法政大学教授
- 越智正典 - 野球評論家、元NHK・日本テレビアナウンサー
- 乙武洋匡 - スポーツライター

か行
- 柿崎明二 - 内閣総理大臣補佐官（菅義偉内閣）、共同通信社論説副委員長、編集委員
- 影山日出夫 - 元NHK解説副委員長、「日曜討論」
- 柏木集保 - 競馬評論家
- 粕谷賢之 - 日本テレビ報道局解説主幹
- 勝間和代 - 経済評論家、著述家、中央大学大学院戦略経営研究科客員教授
- 勝谷誠彦 - コラムニスト、元文藝春秋記者、「そこまで言って委員会」コメンテーター
- 加藤健二郎 - 軍事ジャーナリスト、防衛省オピニオンリーダー、日本人初のプロ・バグパイプ奏者
- 鎌田慧 - ジャーナリスト
- 鎌田靖 - 元NHK解説委員、フリージャーナリスト
- 鎌仲ひとみ - ドキュメンタリー映画監督
- 河田浩兒 - スポーツコメンテーター
- 川戸貞吉 - 落語評論家、元TBSディレクター
- 川村晃司 - 明治大学特別招聘教授、国際医療福祉大学大学院特任教授、テレビ朝日解説委員、「ワイド!スクランブル」「パックインジャーナル」
- 菊竹六鼓 - 元福岡日日新聞社（現・西日本新聞社）主筆
- 北芝健 - 警察ジャーナリスト、コメンテーター、漫画原作者、元警視庁
- 清田治史 - 元朝日新聞社取締役西部本社代表、帝塚山学院大学教授
- 金美齢 - 評論家、元中華民国総統府国策顧問
- 銀田まい - パチンコ・パチスロライター、元女優
- 日下部正樹 - TBS記者、元ソウル支局長、「報道特集」キャスター
- 鯨岡仁 - 朝日新聞記者、元日本経済新聞記者
- 楠田實 - 政治評論家、佐藤栄作首相首席補佐官
- 轡田隆史 - ジャーナリスト、元朝日新聞論説委員
- 黒田恭一 - 音楽評論家
- 見城美枝子 - ジャーナリスト、コメンテーター
- 呉智英 - 評論家、漫画評論家
- 黄文雄 - 評論家
- 河野基比古 - 映画評論家
- 児玉隆也 - ルポライター
- 後藤謙次 - 政治コラムニスト、元共同通信社編集局長
- 近藤勝重 - 毎日新聞専門編集委員、「デイ・キャッチ!」
- 近藤紘一 - ジャーナリスト、大宅壮一ノンフィクション賞受賞、ボーン・上田記念国際記者賞受賞
- 紺谷典子 - エコノミスト

さ行
- 斎藤貴男 - フリージャーナリスト
- 斎藤文彦 - 編集者、ライター、コラムニスト、構成作家、プロレス評論家、プロレス解説者、大学講師、妻は香山リカ（精神科医）
- 佐川健太郎 - モーターサイクルジャーナリスト
- 佐々木俊尚 - ジャーナリスト、評論家、TABI LABO 編集長
- ササキバラ・ゴウ - 編集者、評論家
- 佐野眞一 - ジャーナリスト、大宅壮一ノンフィクション賞受賞
- 沢村慎太朗 - 自動車評論家
- 品川裕香 - 教育ジャーナリスト、教育再生会議委員
- 島野清志 - 経済評論家、ジャーナリスト
- 新谷学 - 週刊文春編集長
- 辛坊治郎 - 元読売テレビ解説委員長、「そこまで言って委員会」「ウェークアップ!」、芦屋大学客員教授
- 新堀俊明 - 元報道記者
- 末延吉正 - ジャーナリスト、元テレビ朝日政治部部長、東海大学教授
- 鈴木邦男 - 一水会顧問、評論家
- 鈴木哲夫 - 政治ジャーナリスト
- 鈴木棟一 - 政治評論家、元毎日新聞論説委員
- 須藤甚一郎 - 芸能レポーター、目黒区議会議員
- 角南攻 - 雑誌編集者、『週刊ヤングジャンプ』第2代編集長
- 関曠野 - 思想史家、評論家
- 副島隆彦 - 評論家

た行
- 田岡俊次 - 軍事ジャーナリスト、朝日ニュースター解説委員、「パックインジャーナル」
- 高瀬広居 - 評論家、拓殖大学客員教授
- 高野孟 - ジャーナリスト、インサイダー編集長、「ミヤネ屋」コメンテーター
- 高橋亀吉 - 経済評論家、経済史研究者、文化功労者
- 高橋俊昌 - 雑誌編集者、『週刊少年ジャンプ』第7代編集長（2001〜03年）
- 滝本喬 - ジャーナリスト
- 竹内謙 - 元朝日新聞政治部記者、日本初の本格的インターネット新聞『JanJan』創刊
- 田勢康弘 - 日本経済新聞コラムニスト、テレビ東京「週刊ニュース新書」
- 田畑彦右衛門 - 元NHK役員待遇、「クイズ百点満点」レギュラー
- 田原総一朗 - ジャーナリスト、評論家、テレビ朝日「朝まで生テレビ!」
- 田村秀男 - 産経新聞特別記者
- 田山力哉 - 映画評論家
- 筑紫哲也 - 元朝日新聞記者〜朝日ジャーナル編集長、TBS“NEWS23”メインキャスター
- 津田大介 - ジャーナリスト、「Twitter」の伝道師、文部科学省文化審議会著作権分科会専門委員
- 常岡浩介 - ジャーナリスト、イスラム教へ改宗
- 坪内祐三 - 文芸評論家
- ツルシカズヒコ - 編集者、ライター、元「週刊SPA!」編集長
- 戸井田道三 - 能・狂言などの評論家、著作家
- 東郷茂彦 - 元ワシントンポスト記者
- 戸川猪佐武 - 政治評論家
- 富山和子 - 環境問題評論家、立正大学名誉教授
- 鳥井守幸 - ジャーナリスト、帝京平成大学教授

な行
- 直江光信 - スポーツライター
- 中川大地 - 文筆家、編集者
- 中澤潔 - 相撲ジャーナリスト、元毎日新聞社記者
- 中島梓（栗本薫） - 評論家、小説家
- 中野和雄 - 雑誌編集者、『週刊少年ジャンプ』副編集長、『フレッシュジャンプ』編集長
- 中野祐介 - 雑誌編集者、『週刊少年ジャンプ』第2代編集長（1974年 - 1978年）、『週刊ヤングジャンプ』初代編集長
- 中村慶一郎 - 政治評論家、国民新党顧問
- 南陀楼綾繁 - 古書評論、文筆家
- 西川龍一 - NHK解説委員
- 西田善夫 - スポーツ評論家
- 西村雄一郎 - 映画評論家

は行
- 榛葉健 - 毎日放送プロデューサー、「坂田記念ジャーナリズム賞」大賞受賞
- 畠山理仁 - 作家、ジャーナリスト、第15回「開高健ノンフィクション賞」受賞
- 濱井正吾 - 教育ジャーナリスト、YouTuber
- 早坂茂三 - 政治評論家、田中角栄元首相・政務秘書
- 原口正宏 - フリーライター、アニメーション研究家
- 林雄介 - 政治評論家、農林水産省事務官、「図解雑学 よくわかる政治のしくみ」
- 東谷暁 - ジャーナリスト
- 平岡正明 - 評論家
- 平川和宏 - ドキュメンタリー作家（中退）
- 広河隆一 - フォトジャーナリスト、戦場カメラマン、ウォー・フォトグラファー、市民活動家
- ヒロシ・ヤング - パチンコ・パチスロライター
- 福富達 - 元日本テレビ解説委員長・ニュースキャスター（元読売新聞）
- 福本容子 - 毎日新聞論説委員、コメンテーター
- 藤川毅 - 音楽評論家、ジャマイカ音楽研究家
- 藤澤秀敏 - ジャーナリスト、東京オリンピック・パラリンピック競技大会組織委員会広報局長、NHK解説委員長、アメリカ総局長
- 藤野彰 - ジャーナリスト、元読売新聞編集委員、北海道大学名誉教授
- 船瀬俊介 - 環境ジャーナリスト、『買ってはいけない』
- 古川琢也 - ルポライター、「セブン-イレブンの正体」
- 細川隆一郎 - 政治評論家、旧熊本藩細川家一族
- 堀江信彦 - 雑誌編集者、『週刊少年ジャンプ』第5代編集長（1993〜96年）
- 堀切和雅 - 編集者、作家
- 堀田佳男 - ジャーナリスト、元日本テレビNEWS24特別解説委員
- 本田靖春 - 元読売新聞記者、ノンフィクション作家、「昭和の雀豪」の一人
- 古田大輔 - ジャーナリスト、メディアコラボ代表、日本ファクトチェックセンター編集長

ま行
- 前田一郎 - 政治評論家
- 牧太郎 - 毎日新聞特別編集委員、元サンデー毎日編集長
- 牧村健一郎 - ジャーナリスト、元朝日新聞記者
- 益子政史 - ジャーナリスト、評論家
- 町山智浩 - 映画評論家
- 松岡正剛 - 編集者、「編集工学」提唱者
- 松田喬和 - 毎日新聞専門論説委員、TBS「時事放談」協力、BS11「INsideOUT」コメンテーター
- 松原耕二 - TBS報道局記者、元JNNニューヨーク支局長、『NEWS23X』メインキャスター
- 松本弘樹 - 経済評論家、元ファンドマネージャー
- 丸山幹治 - 毎日新聞社顧問、「硯滴」「余録」担当、新聞文化賞受賞、丸山眞男の父
- 水口義朗 - ジャーナリスト、司会者
- 溝口敦 - ジャーナリスト、ノンフィクション作家
- 三反園訓 - テレビ朝日解説委員、コメンテーター
- 三宅久之 - 政治評論家、「TVタックル」「そこまで言って委員会」コメンテーター
- 宮崎吉政 - 政治評論家
- 村井弦斎 - ジャーナリスト、明治協会会員
- 本橋信宏 - 著作家、評論家
- 森一兵 - ジャーナリスト、写真家
- 森健 - フリーライター、ジャーナリスト
- 森口将之 - 自動車評論家

や-わ行
- 矢崎泰久 - ジャーナリスト
- 矢田喜美雄 - 元朝日新聞社会部記者、南極観測構想立案者
- 安原顕 - 編集者
- 柳澤秀夫 - 放送ジャーナリスト、NHK放送総局解説委員長、ニュースウオッチ9 初代メインキャスター
- 山口一臣 - ジャーナリスト、週刊朝日編集長（中途入社での編集長職は史上初）
- 大和球士 - 野球評論家、「弾丸ライナー」「塀際の魔術師」考案
- 山本周 - フジテレビ解説副委員長、BSフジ「プライムニュース」
- 山本益博 - 料理評論家、落語評論家、マスヒロジャパン代表取締役社長
- 山本祐司 - 司法ジャーナリスト、日本記者クラブ賞受賞
- 弓館小鰐 - 毎日新聞記者、随筆家
- ロバートソン黎子 - 国際ジャーナリスト
- 渡瀬裕哉 - 政治評論家
- 渡辺みどり - 皇室ジャーナリスト、文化女子大学客員教授

### 報道・マスコミ関係
- 青木純一郎 - 構成作家、プロデューサー
- 芦田太郎 - テレビ朝日 演出家、プロデューサー
- 石塚大志 - フジテレビプロデューサー
- 居作昌果 - 元TBSプロデューサー、『8時だョ!全員集合』
- 板橋順二 - テレビ朝日プロデューサー
- 伊東寛晃 - 元テレビ朝日社員、プロデューサー
- 伊藤隆行 - テレビ東京プロデューサー
- 大久保登志正 - 宇都宮ケーブルテレビ代表取締役社長
- 大多亮 - 関西テレビ社長、フジテレビ専務、プロデューサー
- 岡田公伸 - 毎日放送制作担当取締役
- 大山勝美 - 元TBSプロデューサー、『ふぞろいの林檎たち』
- 小澤太郎 - 日本テレビ放送網制作局プロデューサー
- 春日千春 - 元大映テレビプロデューサー
- 片岡飛鳥 - フジテレビプロデューサー
- 金子司 - 元エフエム群馬、ミックスゾーンディレクター
- 亀山千広 - フジテレビ代表取締役社長、プロデューサー
- 栗原美和子 - フジテレビプロデューサー、第一制作部副部長
- 黒木彰一 - フジテレビプロデューサー
- 小須田和彦 - フジテレビバラエティ制作センター専任局次長
- 近藤康弘 - 元NHKエデュケーショナルプロデューサー、『おかあさんといっしょ』
- 佐久間宣行 - テレビ東京プロデューサー、演出家、作家、ラジオパーソナリティー
- 桜田和之 - 日本テレビ放送網取締役執行役員
- 佐藤東弥 - 日本テレビ放送網制作局ディレクター
- 篠原裕明 - テレビ東京報道局政治部官邸キャップ、キャスター、元制作局CP制作チームチーフAD
- 清水克彦 - 文化放送プロデューサー
- 鈴木あづさ（ペンネーム：水野梓）- 作家、ニュースキャスター、日本テレビ放送網報道記者
- 関谷浩至 - 映画音楽研究者、TBSラジオパーソナリティ（一般職で入社したTBS社員として史上初）
- 高橋一晃 - TBSプロデューサー
- 高橋弘樹 - 映像ディレクター、元テレビ東京プロデューサー
- 竹中敬一 - 元中部日本放送プロデューサー
- 塚田英明 - 東映テレビドラマプロデューサー
- 弟子丸千一郎 - 元TBSプロデューサー
- 土井裕泰 - TBSディレクター、『ビューティフルライフ』
- 内藤武宣 - 元竹下登秘書、元毎日新聞政治部記者、DAIGOの父
- 畑恵 - 作新学院理事長、元参議院議員、元NHKアナウンサー
- 濱崎憲一 - NHKディレクター
- 濵田俊也 - フジテレビ元バラエティー制作センターディレクター、現営業局
- 平野俊一 - TBSテレビ演出家、ディレクター
- 福士睦 - 日本テレビ放送網制作局プロデューサー、ディレクター
- 本間絹子 - 電通CMプランナー
- 増本淳 - フジテレビ編成制作局ドラマ制作センタープロデューサー
- 升本琢也 - フジテレビスポーツ局ディレクター
- 港浩一 - フジテレビバラエティ制作センター担当局長
- 宮道治朗 - フジテレビ編成制作局バラエティー制作部長
- 八木康夫 - TBSプロデューサー、TBSテレビ取締役
- 安岡喜郎 - 日本テレビ放送網制作局プロデューサー
- 横山隆晴 - フジテレビ編成制作部ゼネラルプロデューサー
- 吉川圭三 - 日本テレビ放送網チーフプロデューサー
- 吉川肇 - テレビ東京プロデューサー、監督、脚本家

### その他
あ行
- 秋谷栄之助 - 創価学会前会長（第5代）、最高指導会議議長
- 荒岱介 - 新左翼活動家、BUND元代表
- 板垣正貫 - 板垣退助孫
- 稲波紀明 - 日本人で初めてのサラリーマン宇宙旅行者
- エフゲニー・アクショーノフ - 医師、インターナショナル・クリニック院長
- 石川準十郎 - 国家社会主義者
- 石橋湛一 - 前石橋湛山記念財団理事長
- 泉井純一 - 石油卸商、政商（泉井事件）
- 乾正士 - 板垣退助次男
- 猪俣津南雄 - 社会主義理論家
- 氏田雄介 - 企画作家、株式会社考え中代表
- 内山興正 - 僧侶、詩人、折り紙作家
- 大川紫央 - 宗教家、絵本作家、幸福の科学総裁補佐
- 大川真輝 - 宗教家、幸福の科学理事
- 大久保登志正 - 宇都宮ビジネス電子専門学校創設者
- 大久保洋吉 - 日本中央競馬会調教師
- 大谷光見 - 僧侶、浄土真宗東本願寺派第26世法主
- 大谷光輪 - 浄土真宗大谷本願寺派僧侶
- 大塚有章 - 社会運動家、元日中友好協会(正統)大阪府本部会長
- 岡田みはる - 気象予報士、タレント
- 尾形守 - 希望の教会牧師
- 尾城孝一 - 図書館職員、元東京大学附属図書館事務部長、国立情報学研究所オープンサイエンス基盤研究センター特任研究員
- 尾山令仁 - 聖書キリスト教会会長牧師

か行
- 片岡一竹 - 哲学者、精神分析家
- 加藤暠 - 相場師、「誠備グループ」
- 兼子ただし - 理学療法士
- 川並弘昭 - 学校法人東京聖徳学園理事長、聖徳大学・聖徳大学短期大学部学長
- カンジュルジャブ - 満州国軍中将、バボージャブの次男
- 北一輝 - 国家主義思想家
- 國本未華 - 気象予報士
- 小谷正一 - イベントプロデューサー
- 小林正弥 - 教育コンサルタント、教育スクールビジネス研究所代表取締役

さ行
- 柴谷宗叔 - LGBT僧侶、四国遍路研究者
- 上祐史浩
- 関口奈美 - 気象予報士
- 鈴木銀一郎 - ゲームデザイナー、カードゲームブームの火付け役
- 鈴木康之 - コピーライター
- 鈴木康弘 - 一般社団法人日本調教師会 名誉会長、日本中央競馬会調教師
- 曽我祐次 - 政治活動家、元日本社会党副書記長（非議員）
- 薗部博之 - 『ダービースタリオン』開発者
- 祖父江文宏 - 愛知県の児童養護施設暁学園園長
- さもあんすがい - タレント

た行
- 高木実 - 地図切手研究家、元学校法人高木学園理事長
- 高野実 - 労働運動家、元総評事務局長
- 高橋亜衣 - 気象予報士、元ミュージカル俳優
- 高橋信之 - 出版・映像プロデューサー
- 高見圭司 - 新左翼活動家、解放派全協指導者
- 巧舟 - カプコンゲームクリエイター、『逆転裁判』
- チャル蔵 - YouTubeチャンネル「SUSURU TV.」メンバー
- 承子女王 - 皇族、高円宮憲仁親王第1女子
- 辻静雄 - 料理研究家、辻調理師専門学校グループ創立者
- 土井脩司 - 社会運動家、「花の輪運動」
- 土肥潤也 - 社会事業家

な行
- 永井陽右 - 国際NGOアクセプト・インターナショナル 創業者・代表理事
- 中島聡 - コンピュータ技術者、Windows 95・Windows 98・Internet Explorer 3.0/4.0のチーフアーキテクト
- 長野茂 - フィットネスビジネス研究所代表
- 永野彰一 - プロ雀士、100以上の資格取得
- 半井小絵 - 気象予報士

は行
- 原貫太 - フリーランス国際協力師
- 原田勝弘 - バンダイナムコエンターテインメントゲームプロデューサー・ディレクター、『鉄拳シリーズ』
- 菱田雅生 - ファイナンシャル・プランナー
- 日高徹 - プログラマー
- 平岡宏一 - 教育者（清風中高校長、学校法人清風学園専務理事）
- 平川克美 - リナックスカフェ代表、文筆家
- 古川俊隆 - 小渕恵三内閣総理大臣秘書官
- 蓬莱大介 - 気象予報士（読売テレビ担当）
- 堀井雄二 - ゲームシナリオライター、『ドラゴンクエストシリーズ』生みの親
- 堀井亮佑 - セガゲームスゲームクリエイター・作詞家、『龍が如く』シリーズ

ま行
- 正木明 - 気象予報士（在阪キー局）
- MAX渡辺 - プロモデラー
- 松平頼明 - 高松松平家13代目当主、陸軍技術少佐、本郷中学校・高等学校長
- 松平頼武 - 高松松平家14代目当主、学校法人本郷学園理事長
- 松平頼寿 - 高松松平家12代目当主、学校法人本郷学園創設者
- 松田光弘 - ファッションデザイナー（NICOLE）
- 松原泰道 - 僧侶（臨済宗）
- 三浦義一 - 戦後政財界のフィクサー
- 満川亀太郎 - 国家主義者、猶存社結成、拓殖大学教授
- 南直哉 - 僧侶（曹洞宗）
- 宮内孝久 - 神田外語大学学長、国連UNHCR協会代表理事、三菱商事副社長
- 宮崎滔天 - 明治・大正期の志士
- 三輪和雄 - 政治活動家、「日本世論の会」代表
- 村田春樹 - 政治活動家
- 恵俊彰 - 司会者、ニュースキャスター、俳優、お笑いタレント
- 森田必勝 - 楯の会メンバー、三島由紀夫と共に自決

や-わ行
- 山口節生 - ニューディールの会代表
- 山之内重美 - ロシア演劇・ロシア大衆歌謡研究家
- 与沢翼 - 実業家、投資家
- 若名英治 - 園芸家
- 和田あい - 「ミス日本コンテスト大会」委員長
- 渡邊睦裕 - 軍人、大日本帝国陸軍軍曹

## 在学生
- 2015年度入学
  - 西本雅崇[27] - サッカー選手
  - 浦田樹[27] - サッカー選手
  - 小川諒也[27] - サッカー選手
  - 久保倉里美 - 陸上選手
- 2016年度入学
  - 杉森考起[28] - サッカー選手
  - 町田浩樹[28] - サッカー選手
- 2017年度入学
  - 齊藤未月[29] - サッカー選手
  - 石原広教[29] - サッカー選手
  - 野田樹[29] - サッカー選手
  - 濱大耀[29] - サッカー選手
  - 茂木秀[29] - サッカー選手
  - 安井拓也[29] - サッカー選手
  - 岡崎慎[29] - サッカー選手
  - 鬼塚雅 - プロスノーボーダー
- 2018年度入学
  - 沖悠哉[30] - サッカー選手
  - 真田幸太[30] - サッカー選手
  - 竹嶋裕二[30] - サッカー選手
  - 牧野紘子 - 水泳選手、2017年世界水泳選手権日本代表
  - 門前亜里 - 元アイドル（「ハコイリ♡ムスメ」元メンバー）
- 2021年度入学
  - 松本信歩 - 水泳選手
- 2022年度入学
  - ラウール - タレント、俳優、モデル、Snow Manのメンバー
- 2023年度入学
  - 本田望結 - タレント、女優、フィギュアスケート選手
  - 角田楓佳 - サッカー選手、浦和レッズレディース
  - 麻野堅斗 - バレーボール選手
- 2025年度入学
  - 川野琢磨 - バレーボール選手、東京グレートベアーズ